# Pius IX.

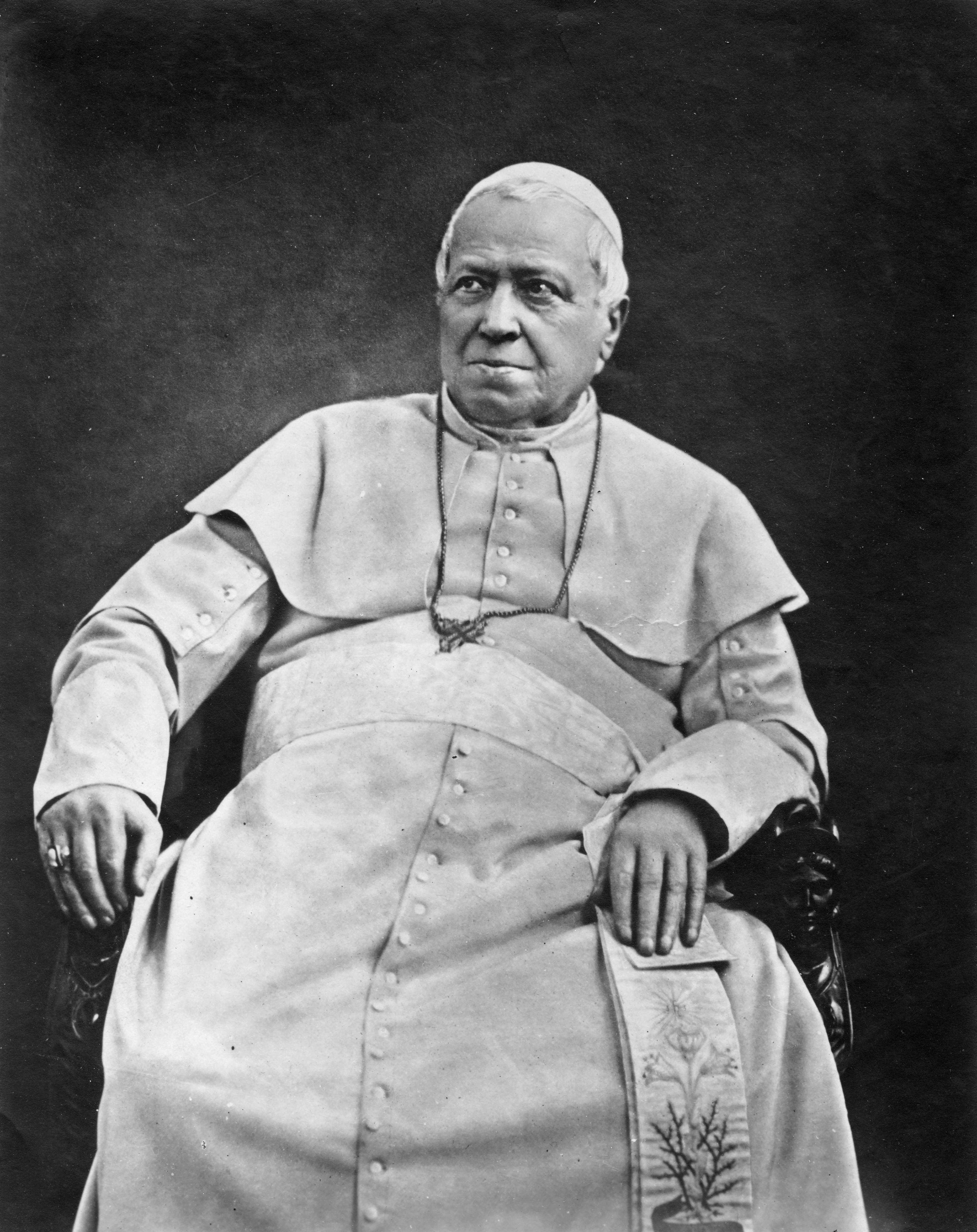
Pius IX. (1875) von Adolphe Braun.

Pius IX. (* 13. Mai 1792 in Senigallia (Kirchenstaat) als Giovanni Maria Mastai Ferretti; † 7. Februar 1878 in Rom, Königreich Italien) war von 1846 bis 1878 der 255. Papst. In sein Pontifikat – mit 31 Jahren und 8 Monaten das längste nachweisbare – fallen die Verkündung des Dogmas von der Unbefleckten Empfängnis Mariens, das Erste Vatikanische Konzil mit der Propagierung des päpstlichen Jurisdiktionsprimats und der päpstlichen Unfehlbarkeit sowie der Verlust des Kirchenstaates an das Königreich Italien. Im Jahr 2000 wurde Pius IX. von Johannes Paul II. selig gesprochen.

## Herkunft und Ausbildung

### Kindheit

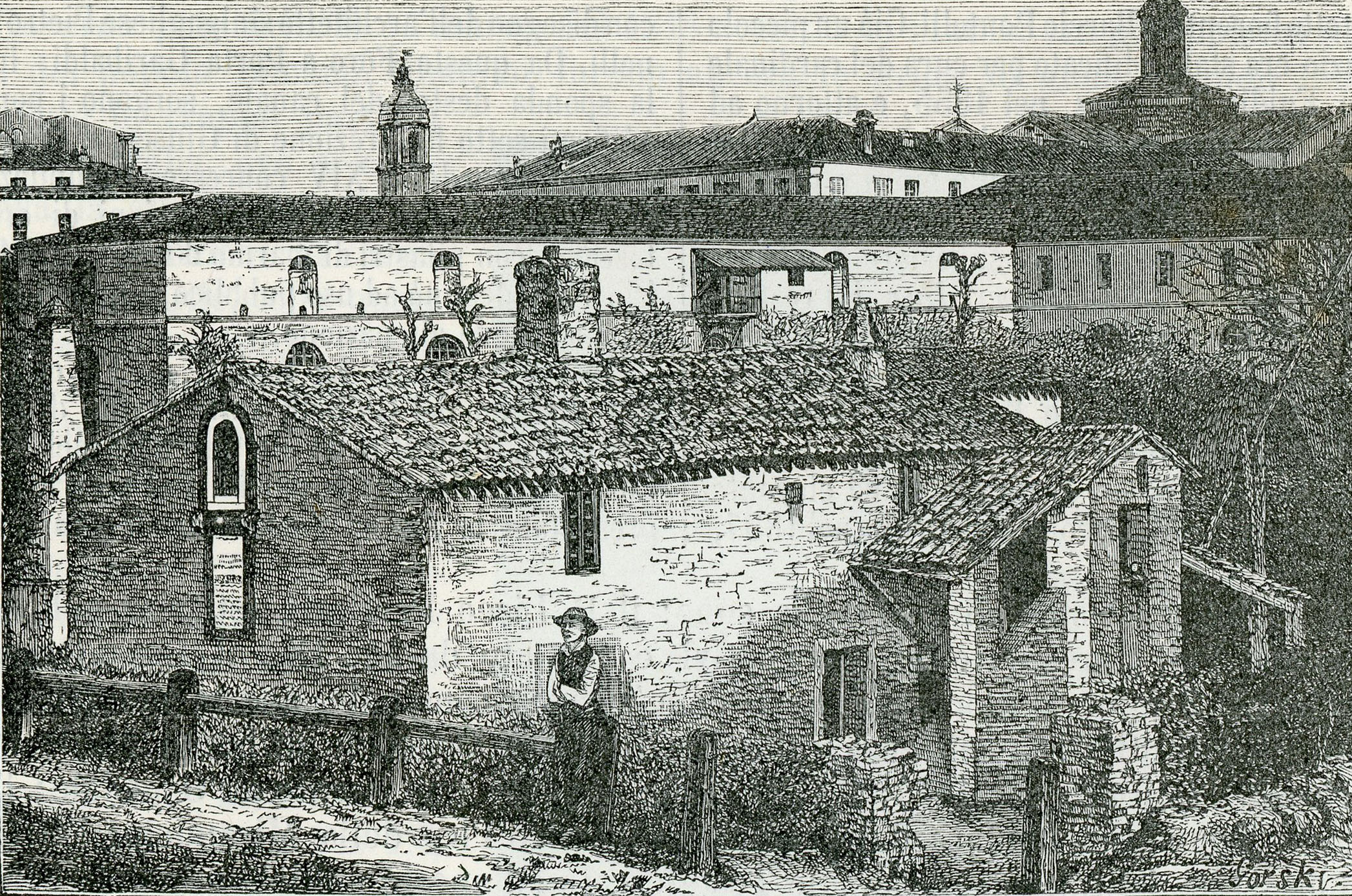
Geburtshaus von Giovanni Maria Mastai Ferretti

Giovanni Maria Mastai Ferretti stammte aus einer als fromm geltenden Adelsfamilie. Er war das neunte und letzte Kind des Grafen Girolamo Mastai Ferretti und dessen Ehefrau Caterina Solazi di Fano. Seine Geschwister waren die Brüder Gabriele (* 1781), Giuseppe (* 1782) und Gaetano (* 1783) sowie die Schwestern Maria Virginia (* 1785), Maria Teresia (* 1786), Maria Isabella (* 1787), Maria Tecla (* 1788) und Virgina Margherita (* 1790); Maria Virgina starb im Kleinkindalter. Giovanni Ferretti wurde am Tag seiner Geburt von dem Kanoniker Andrea Mastai, einem Bruder des Vaters, getauft. Dass im Taufbucheintrag keine Taufpaten genannt sind, sondern lediglich seine Hebamme Girolama Moroni als Taufzeugin eingetragen ist, lässt eine Nottaufe vermuten. Ob dies in einer zu frühen Geburt oder in einem besorgniserregenden Zustand des Neugeborenen begründet liegt, ist nicht bekannt. Eine Folge der Begleitumstände der Geburt war jedenfalls, dass Mutter Caterina ihren Sohn aus Dankbarkeit der Jungfrau Maria weihte. Mastai Ferretti selbst entwickelte vom Kindes- bis zum Erwachsenenalter hinein eine tiefe Verehrung für die Gottesmutter. Seine wichtigste Bezugsperson wurde seine Amme Marianna Chiarini. Nach Einschätzung des Biografen Hubert Wolf reagierte Mastai Ferretti auf die in seinem Adelsstand übliche distanzierte Erziehung durch seine Mutter im Erwachsenenalter mit einem gesteigerten Liebesbedürfnis und einer großen Abhängigkeit von seinem direkten Umfeld. Mastai Ferretti hielt sich häufig mit seiner Amme auf dem familiären Landgut Roncitelli auf und scheint laut Wolf auch in seinen ersten Lebensjahren als Kind über eine schwächliche Konstitution verfügt zu haben. Im Oktober 1797 fiel er auf dem Landgut Roncitelli in einen Brunnen, wurde ohnmächtig und wäre beinahe ertrunken. Später schrieb er seine Rettung der Gottesmutter Maria zu. Wahrscheinlich bei dieser Gelegenheit kam das erste Mal seine Epilepsie zum Ausbruch, die später sein ganzes Leben prägte.

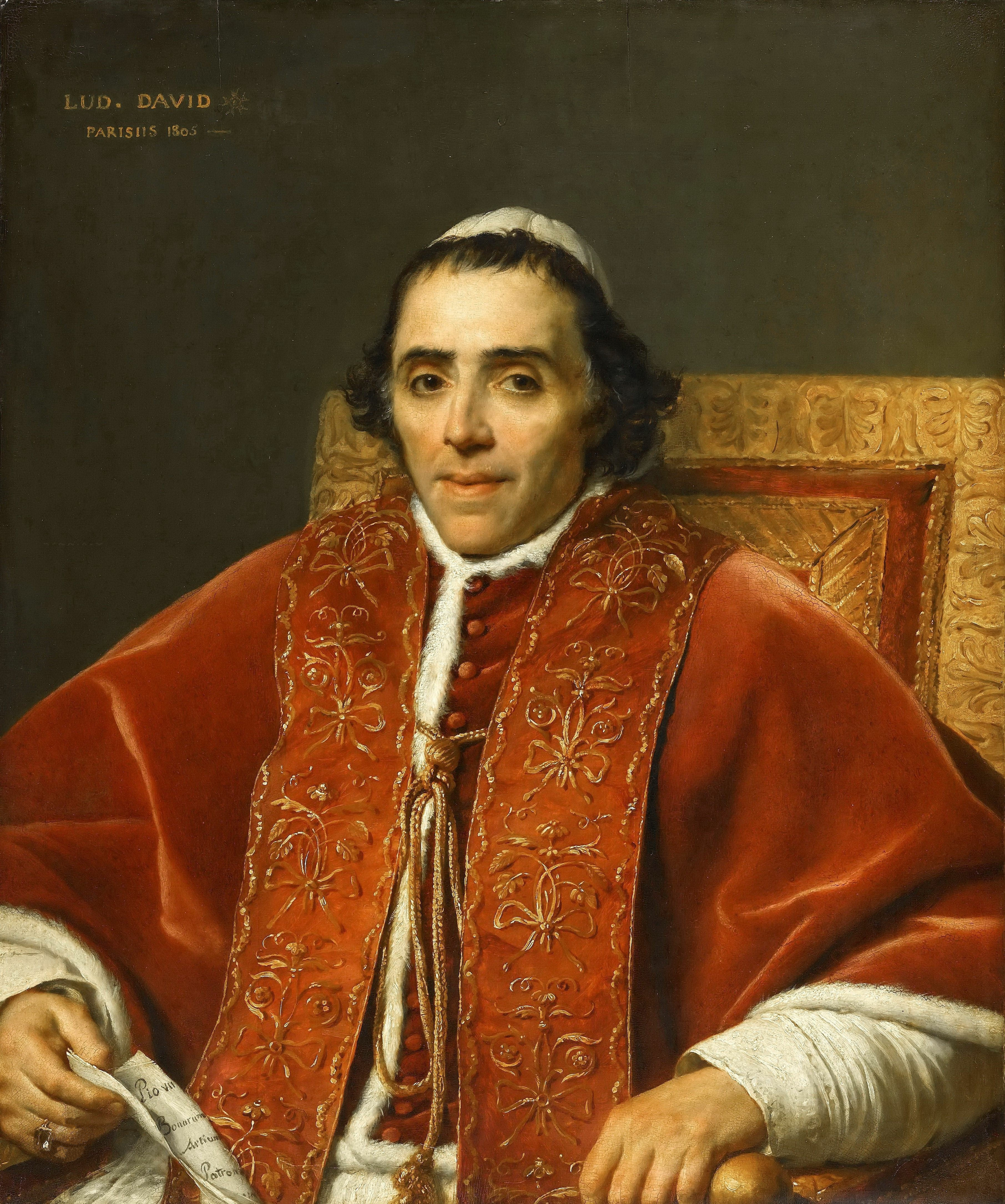
Pius VII., Porträt von Jacques-Louis David, 1805

Ebenfalls im Jahr 1797 besetzten im Nachgang der Französischen Revolution französische Truppen Mastai Ferrettis Geburtsort Senigallia. Einerseits hatten die Franzosen auch bereits Rom besetzt und Papst Pius VI. entführt, andererseits fand er einige der anwesenden französischen Soldaten sympathisch und schloss Freundschaft mit dem Sohn eines Revolutionsanhängers der Stadt. Wolf zufolge begründete diese Freundschaft Mastai Ferrettis späteren Enthusiasmus für die französische Armee und speziell für Napoleon Bonaparte. In Senigallia änderte sich – im Gegensatz zu Frankreich – am religiösen Leben nichts. Am 2. Februar 1803 ging der junge Mastai Ferretti zur Ersten Heiligen Kommunion, wofür ihm seine Mutter ein Medaillon mit der Madonna della Speranza schenkte. Laut seinen Seligsprechungsakten soll er an diesem Tag das erste Mal den Berufswunsch verspürt haben, Priester zu werden. Ob dies historisch authentisch oder eine nachträgliche fromme Erfindung ist, ist zweifelhaft. Der junge Mastai Ferretti begegnete dem neu gewählten Papst Pius VII., als dieser am 21. und 22. Juni 1800 Senigallia besuchte und ihm die Familie Mastai Ferretti vorgestellt wurde.

### Schulzeit
Von Oktober 1803 bis Oktober 1809 besuchte der junge Mastai Ferretti auf Vorschlag seines Onkels Andrea Mastai Ferretti, der ihn auch getauft hatte, das Internat der Piaristen in Volterra. Die religiöse Formung der Schüler durch die Piaristen war von einer besonderen Marienverehrung geprägt. Der Journalist Carlo Falconi, der eine Jugendbiografie über den späteren Papst verfasste, nannte ihn zu dieser Zeit einen „glühenden Napoleonisten.“

### Epilepsie
Während seiner Schulzeit in Volterra wurde Mastai Ferretti von immer häufigeren und schlimmeren epileptischen Anfällen heimgesucht. Wie sein Heimatbischof Fabrizio Sceberras Testaferrata am 4. November 1818 an die Sakramentenkongregation schrieb, ereigneten sich die „Anfälle[n] in hoher Frequenz“. Auch nach den Anfällen sei Mastai Ferretti von gesundheitlichen Problemen heimgesucht worden. Ein Jahr vor Ende der schulischen Ausbildung musste er nach Senigallia zurückkehren.

### „Jahrfünft der Verwirrung“
Mastai Ferretti kam im Winter des Jahres 1809 über seinen an der Kurie tätigen Onkel Paolino nach Rom. Sein Romaufenthalt wurde unterschiedlich gedeutet. Was Mastai Ferretti in den folgenden Jahren genau tat, ist unbekannt. Versuche, in der französischen oder österreichischen Armee unterzukommen, scheiterten an Mastai Ferrettis Epilepsie.
In dieser Zeit war Mastai Ferretti in Giacinta Marcetti verliebt, die mit dem Grafen Francesco Milzetti verheiratet war. Die Verteidiger des späteren Papstes versuchten, die Liebesgeschichte herunterzuspielen. Yves Chiron räumte ein, dass sich der spätere Papst in den Jahren 1810 bis 1814 eher wie „ein weltlicher junger Mann aufführte als ein zukünftiger Priester.“ Zudem berichtete er Giacinta Marcetti in einem seiner Briefe von dem Versuch einer Mutter, ihn mit ihrer Tochter zu verkuppeln. Mastai Ferretti wusste selber nicht zu dieser Zeit, was beruflich aus ihm werden sollte.

### Rom
Im Kampf um die Vorherrschaft zwischen weltlicher und kirchlicher Macht zwischen Napoleon Bonaparte und Papst Pius VII., in dessen Zusammenhang auch dieser entführt und verschleppt wurde, ging Pius VII. nach seiner Freilassung und Napoleons Abdankung als Sieger hervor. Dies brachte ihm als „Fels in der Brandung“ eine hohe moralische Autorität ein und lieferte nach Meinung von Hubert Wolf die Grundlage für das Jurisdiktionsprimat und die Unfehlbarkeit für das spätere Pontifikat von Pius IX. Mastai Ferrettis Biografie dieser Zeit war von den Wirrungen auch direkt betroffen, als Papst Pius VII. auf seiner Rückreise aus Frankreich im Mai 1814 Station in Senigallia machte. Am Abend des 12. Mai suchte er den Palazzo Mastai auf und begegnete dort dem jungen Mastai Ferretti. Dieser entschloss sich mit einigen anderen jungen Männern, den Papst bei seinem Einzug in Rom zu begleiten. Während die „papale Hagiografie“ die Umstände als ein Zeichen göttlicher Vorsehung ansieht, war Hubert Wolf zufolge mit dem Entschluss Mastai Ferrettis zur Romreise noch gar nichts entschieden. Demzufolge ging es Mastai Ferretti eher darum, sich aus der Enge seines Geburtsortes zu befreien, wie er auch am 13. Juni 1814 an Giacinta schreibt.
Jedoch verlief die Romreise für Mastai Ferretti enttäuschend. Zwar konnte er über seinen Onkel Paolino Kontakte zu weiteren Adelsfamilien wie den Orsini, Colonna, Doria oder Piancini knüpfen, fand jedoch kaum Gelegenheiten zu weltlichen Zerstreuungen. Jedoch scheint er sich, wie sogar aus den Seligsprechungsakten hervorgeht, mit einer Frau namens Todora Valle Tota oder Antonia Tota verlobt zu haben.
Am 26. Februar 1815 ging Mastai Ferretti in das Ordenshaus der Passionisten der heiligen Johannes und Paulus und unterzog sich bis zum 12. März Exerzitien. Bei Beendigung der Exerzitien wurde Rom im Rahmen von Napoleons Herrschaft der Hundert Tage von den französischen Truppen unter Joachim Murat bedroht, was Pius VII. erneut zur Flucht zwang. In den Truppen des Feindes kämpfte auch Mastai Ferrettis Bruder Giuseppe mit, was Mastai Ferrettis Karriere – ob nun weltlich oder kirchlich – zunächst zu verhindern schien. Doch schuf die Rückkehr von Pius VII. sowie der Erfolg von dessen Kardinalstaatssekretär Ercole Consalvi beim Wiener Kongress nach den Koalitionskriegen neue Karrieremöglichkeiten. Im weltlichen Bereich fasste Mastai Ferretti eine Karriere bei der Päpstlichen Nobelgarde ins Auge, was aber an seiner Epilepsie scheiterte. Papst Pius VII. soll ihm diese Entscheidung in einer Privataudienz persönlich mitgeteilt haben. Im November 1815 kehrte Mastai Ferretti nach Senigallia zurück.
Im Februar 1816 reiste Mastai Ferretti wieder nach Rom zurück. Die Chancen auf eine geistliche Karriere hatten sich inzwischen verbessert. Er war inzwischen über seinen Onkel Paolino mit seinem Heimatbischof Annibale Sermattei della Genga, dem späteren Papst Leo XII. bekannt, der ein wichtiger Förderer von Mastai Ferretti werden sollte. Gleichzeitig war er mit Kardinal Francesco Saverio Maria Felice Castiglioni, dem späteren Papst Pius VIII., bekannt, der sich als Anhänger Consalvis für Reformen in Kirchenstaat und Kurie einsetzte. Zu dieser Zeit scheint sich Mastai Ferretti nach Einschätzung von Hubert Wolf entschlossen zu haben, Priester werden zu wollen. Pietro Caprano, seit dem 8. März 1816 Titularerzbischof von Iconium und seit dem Vorjahr geistiger Mentor von Mastai Ferretti, scheint demnach bei diesem Entschluss eine wichtige Rolle gespielt zu haben. Am 30. März teilte er seinen Entschluss Giacinta brieflich mit und präzisierte am 20. April, dass er keine Laufbahn im „Prälatenkreis“ anstrebe, sondern einfacher Seelsorger werden wolle. Es ist allerdings umstritten, ob es sich bei diesem Entschluss um echte Berufung oder eine Notlösung handelte. Während die Apologeten im 26. Februar 1815, dem Start von Mastai Ferrettis Exerzitien und gleichzeitig von Napoleons Rückkehr aus Elba ein Zeichen der göttlichen Vorsehung sehen, vermisst Falconi in Mastai Ferrettis Briefen jeden religiösen Enthusiasmus für seinen Entschluss.

## Studium
Mastai Ferretti begann am Collegium Romanum und an der Universität Sapienza sein Studium der Theologie und des Kirchenrechts. Von der Teilnahme an einem Priesterseminar wurde er von Papst Pius VII. dispensiert. Die epileptischen Anfälle waren zwar schwächer geworden, beeinträchtigten aber immer noch seine Konzentrationsfähigkeit. Wichtiger als die akademischen Studien war ihm die karitative Tätigkeit im Ospizio Tata Giovanni, einer Einrichtung für verwahrloste Jugendliche, die von Cesare Storace geleitet wurde, der für Mastai Ferretti zum Seelenführer werden sollte. Durch die Fürsprache seiner Gönner, allen voran seines Heimatbischofs Della Genga, wurde Mastai Ferretti unter der Auflage, die Heilige Messe niemals alleine zu zelebrieren, vom Weihehindernis der Epilepsie dispensiert.
Am 24. Februar wurde er stellvertretender Leiter der Agentur, die Senigallia in Rom unterhielt, um die eigenen Interessen beim Papst zu vertreten.
Am 5. Januar 1818 erhielt Mastai Ferretti die vier niederen Weihen, am 19. Dezember 1819 den Subdiakonat, am 7. März 1820 die Diakonenweihe und am 10. April 1820 in der Kirche Santa Maria in Cappella die Priesterweihe. Am 11. April feierte er seine Primiz in der Kirche Sant’Anna dei Falegnami, die zum Ospizio Tata Giovanni gehörte.

## Mission in Chile
Mastai Ferretti betätigte sich auch weiterhin im Ospizio Tata Giovanni und galt auch als guter Prediger. Wie er am 29. Mai 1819 an Kardinal Denga schrieb, hatten sich auch seine epileptischen Anfälle gebessert. Doch neben den Studien und der Karitative hegte Mastai Ferretti noch den großen Wunsch, Missionar zu werden.
Im Jahr 1821 ermöglichte ihm Papst Pius VII. die Teilnahme an einer diplomatischen Reise nach Chile. Nachdem Chile im Jahr 1818 unabhängig vom Spanischen Reich geworden war, wollte General Bernardo O’Higgins, Director Supremo des Landes, die kirchliche Organisation neu gestalten. Papst Pius VII. beschloss, eine Delegation nach Chile zu schicken, um alle dafür notwendigen Fragen vor Ort zu klären. Diese betrafen unter anderem das neue Verhältnis des Staates zur Kirche, die Besetzung von Bischöfen und die Frage, ob Rom die neue, revolutionär entstandene Regierung in Chile anerkennen konnte, ohne Spanien vor den Kopf zu stoßen. Als Leiter der Mission war Pietro Ostini, Professor an der Academia dei Nobili Ecclesiasti und ein enger Freund von Storace und Mastai Ferretti, vorgesehen. Durch seine kurialen Beziehungen gelang es Mastai Ferretti, als Auditor der Reise zum zweiten Mann hinter dem Gesandten ernannt zu werden. Inzwischen trat Ostini von seinem Amt zurück, so dass Giovanni Muzzi, der damalige Auditor der Wiener Nuntiatur, neuer Leiter der Mission wurde.

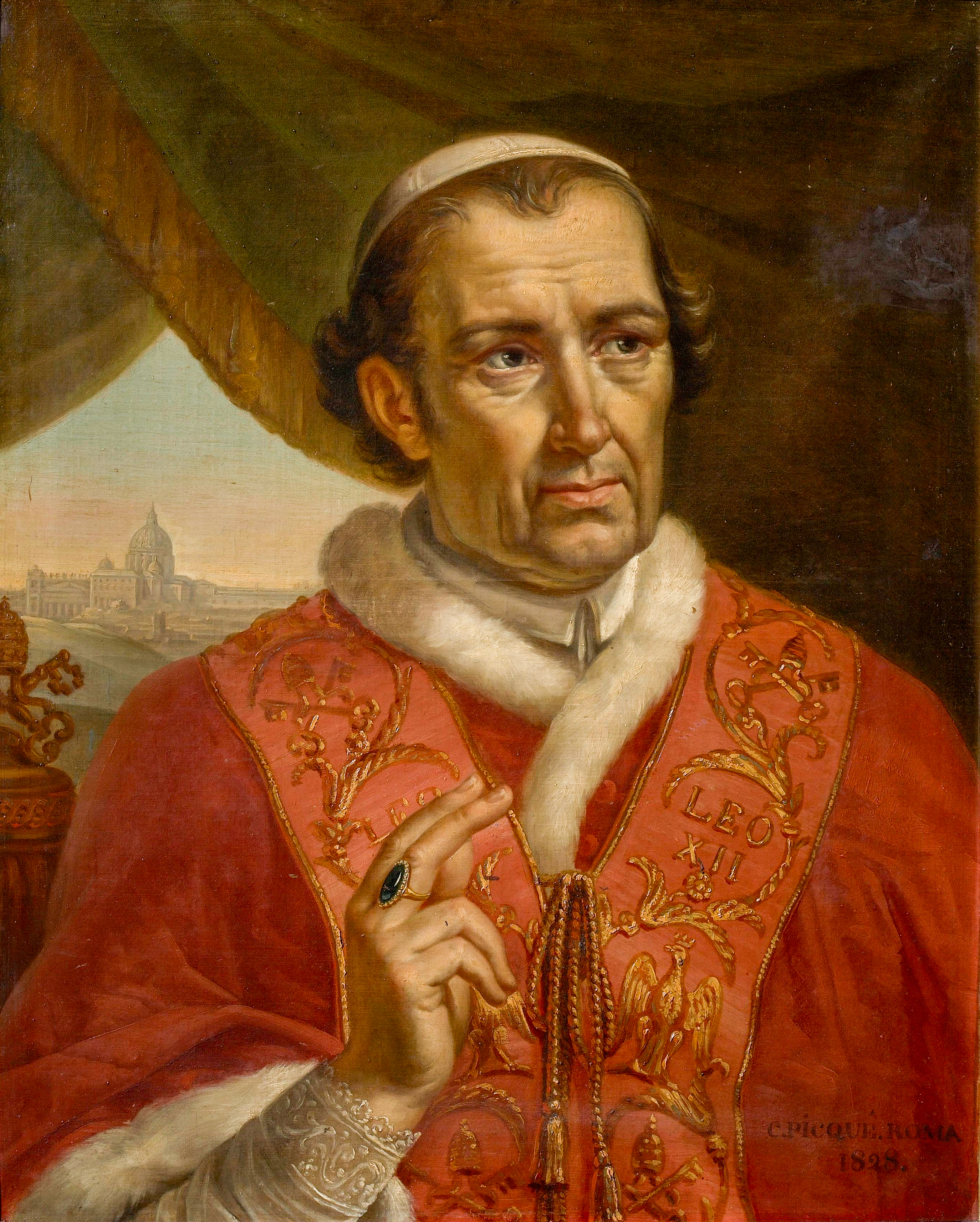
Charles Picqué: Papst Leo XII. (ca. 1830), Grootseminarie, Mechelen

Die Delegation reiste am 3. Juli 1823 ab. Während sie noch unterwegs war, starb Papst Pius VII. Gewählt wurde Della Genga, der als Leo XII. neuer Papst wurde und die Mission in Chile fortsetzen ließ. Als diese am 13. September auf ihrer Reise in Palma de Mallorca Station machte, ließen die spanischen Behörden Muzzi und Mastai Ferretti verhaften, um die Mission zu verhindern, die aber nach langwierigen Verhandlungen zwischen Rom und Madrid am 21. Oktober wieder freikamen. Kurz nach ihrer Ankunft in Chile wurde O’Higgins gestürzt; an seine Stelle trat Ramón Freire y Serrano, der die kirchlichen Angelegenheiten eigenständig zu regeln versuchte und so beispielsweise Bischofsposten eigenhändig besetzte, was Muzzi zunächst einmal hinnahm. In seinen Tagebuchaufzeichnungen ging Mastai Ferretti auf seinen Drang ein, in einem Land wie Chile missionarisch tätig sein zu wollen, aber auch auf die Warnungen eines einheimischen Priesters, der ihn vor den diesbezüglichen spirituellen Gefahren besonders für junge Seelsorger warnte.
Im Herbst 1824 ließ die chilenische Regierung alle kirchlichen Güter verstaatlichen sowie alle Ordensangehörigen ausweisen. Muzzi musste erkennen, dass die Mission gescheitert war. Mastai Ferretti wäre gern in Chile geblieben und seelsorgerisch tätig gewesen, scheiterte aber an Muzzis Einspruch. Am 30. Oktober verließen sie Chile. Auf der Rückreise besuchte er seine Mutter in Senigallia, um sich von der Chile-Reise zu erholen, und traf am 25. November in Rom ein.
Die Schuld am Scheitern der Mission bekam Muzzi, dem vorgeworfen wurde, zu nachsichtig verhandelt zu haben. Mastai Ferretti blieb vor Schuldzuweisungen verschont; an ihm war eher seine Konzentration auf die Seelsorge aufgefallen.

## Ernennung zum Bischof

### Erzbischof von Spoleto
Dies passte zur Einstellung eines Zelante wie Leo XII., der der Meinung war, ein katholischer Oberhirte solle kein Diplomat oder Politiker, sondern ein Seelsorger sein, wie er selber einer war. In seinem Reformeifer wollte er die ausländischen Studienkollegien wiederbeleben, damit möglichst viele ausländische Theologiestudenten nach Rom kamen, die wiederum die römische, auf den Papst ausgerichtete Theologie und Kirchenkonzeption in der Welt verbreiten sollten.
Nach seiner Rückkehr aus Chile wurde Mastai Ferretti von Leo XII. zum Direktor des Hospizes von San Michele a Ripa, einer sozialen Einrichtung, ernannt. Hierbei erwies sich Mastai Ferretti als begabter Seelsorger, der sich sympathisch und den Menschen zugewandt zeigte.
Überraschend ernannte Papst Leo XII. am 24. April 1827 Mastai Ferretti zum Erzbischof von Spoleto. Die Bischofsweihe war am Pfingstfest am 3. Juni 1827 in der Basilika San Pietro in Vincoli, vollzogen durch Kardinal Francesco Saverio Castiglioni, den späteren Papst Pius VIII.
Mastai Ferretti begann sofort mit einer pastoralen Reorganisation seiner Diözese. Besonders wichtig war ihm die Erneuerung der Priesterausbildung. Im Lauf von drei Jahren visitierte er alle 172 Pfarreien seiner Diözese. Er wurde als energischer und volkstümlicher Bischof und Seelsorger bekannt. Er war sensibel für soziale und politische Probleme und schien auch Verständnis für die nationale Einigungsbewegung gehabt zu haben, wofür er – für einen Bischof ungewöhnlich – auch von Risorgimento-Anhängern respektiert wurde.
In dieser Zeit starb Leo XII.; Francesco Saverio Castiglioni wurde als Pius VIII. neuer Papst. Pius VIII. versuchte das strikte Polizeiregiment seines Vorgängers abzubauen und die Fundamentalopposition der katholischen Kirche abzumildern, hatte aber nur mäßigen Erfolg, da er, der schon bei seiner Wahl zum Papst unter gesundheitlichen Problemen litt, im Jahr 1830 starb.
In dieser Zeit erreichte die französische Julirevolution von 1830 auch den Kirchenstaat. Papst Pius VIII. anerkannte den neuen französischen Bürgerkönig Louis-Philippe I. Am 2. Februar 1831 wurde Bartolomeo Alberto Cappellari als Gregor XVI. zum neuen Papst gewählt. Bereits nach dem Tod von Papst Pius VIII. hatten die Revolutionsunruhen auch Rom erfasst und entwickelten sich nach der Wahl von Papst Gregor XVI. innerhalb des Kirchenstaats zum Flächenbrand, der sich unter anderem gegen die feudale päpstliche Herrschaft richtete. Papst Gregor XVI. konnte die Unruhen nur mit Hilfe österreichischer Truppen niederschlagen und versuchte im Nachgang, mit einem strikt reaktionären Programm jede Unruhe und Revolution im Voraus zu verhindern. Eines seiner weiteren Ziele war es, die Ideen des Ultramontanismus umzusetzen. Bereits 1799 hatte Cappellari sich für den Papst als einzig wahren Monarch ausgesprochen, der deshalb auch unfehlbar sein müsse, und wollte dieses Konzept während seines Pontifikats auch umsetzen. Gleichzeitig wollte er die Kirche auch gegen die Moderne, und damit auch gegen die Demokratie, abgrenzen. Die Denunziation von liberalen Bischöfen wurde gefördert, um ein selbstbewusstes Bischofstum zu verhindern. Ebenso stellte sich Gregor XVI. gegen das Risorgimento. Die Herrschaft von Gregor XVI., der militärisch von Österreich abhängig war, zeigte in Punkten wie Pressezensur und Bespitzelung Parallelen zum Herrschaftssystem von Staatskanzler Klemens Wenzel Lothar von Metternich. Beide teilten die Angst vor einer erneuten Revolution gegen die gottgewollte Ordnung. In diesem Sinne machten auch die Enzykliken Mirari vos und Singulari nos Gregors XVI. eine Annäherung der katholischen Kirche an die nach der Französischen Revolution entstandenen Moderne bis in das 20. Jahrhundert hinein unmöglich.
Am 23. Februar 1831 erreichten die revolutionären Unruhen auch Mastai Ferrettis Bischofssitz Spoleto. Papst Gregor scheint zunächst den Einsatz päpstlicher Truppen erwogen zu haben, sah dann aber davon ab. Mastai Ferretti floh am 26. März 1831 in das in seiner Diözese befindliche Kapuzinerkloster Leonessa, das politisch aber zum Königreich Neapel gehörte. Am 29. März konnte er wieder zurückkehren, nachdem die Einwohner von Spoleto sich der Revolution nicht anschlossen, sondern im Gegenteil die Aufständischen zum Aufgeben bewegen konnten. Als am 31. März weitere Aufständische in Spoleto eintrafen, konnte Mastai Ferretti auch sie überzeugen, die Waffen niederzulegen. Darüber hinaus weigerte er sich, Aufständische an die österreichischen Garnisonen zu verraten. Seine Milde gegenüber den Revolutionären dürfte daher rühren, dass sein Bruder Giuseppe, der Offizier in der Armee Murats gewesen war, sich den Aufständischen angeschlossen hatte und von päpstlichen Truppen gefangen wurde, woraufhin Mastai Ferretti den Kardinalstaatssekretär um Gnade bat. Anders als in den meisten anderen Teilen des Kirchenstaates war die Revolution in Spoleto friedlich zu Ende gegangen.

### Bischof von Imola
Am 9. Februar 1833 wurde Mastai Ferretti – aller Wahrscheinlichkeit auf eigenen Wunsch – als Bischof nach Imola versetzt. In Imola stießen mehrere Parteien aufeinander. Zum einen die österreichische Partei, die meinte, die päpstliche Herrschaft könnte nur durch eine noch engere Bindung an Habsburg bestehen, andererseits die radikalen Verteidiger des Papstes, die dessen Herrschaft sowohl im weltlichen als auch im geistlichen Sinne wahren wollten, dann die „Liberalen“, die den Kirchenstaat in den neuen italienischen Nationalstaat eingliedern wollten, ohne die päpstlichen Kompetenzen infrage zu stellen.
Mastai Ferretti selbst war einerseits wohl kein Liberaler, obwohl er Sympathien für den Einheitsgedanken hegte, und lehnte andererseits auch den Fanatismus der religiösen Eiferer ab. In dem Punkt der österreichischen Vorherrschaft gab er sich auch zurückhaltend. Durch sein Organisations- und Führungstalent sowie seine Güte und sein versöhnendes Wesen gewann er alle Seiten für sich. Dies äußerte sich zum Beispiel darin, dass er zum Tode verurteilte Revolutionäre zur Guillotine begleitete, was ihm eine Anzeige der österreichischen Partei beim Kardinalstaatssekretär in Rom einbrachte, woraufhin er dem Hauptdenunzianten anbot, Taufpate von dessen Sohn zu werden.

## Ernennung zum Kardinal
Hubert Wolf zufolge war dies auch der Grund dafür, dass Mastai Ferretti mehrere Jahre auf seine Kardinalsernennung warten musste. Während die Bischöfe von Imola traditionsgemäß sofort zum Kardinal erhoben wurden, wurde Mastai Ferretti am 23. Dezember 1839 zunächst Kardinal in pectore; am 14. Dezember 1840 wurde seine Kardinalsernennung schließlich auch öffentlich bekannt gegeben.

## Wahl zum Papst
Auf die Richtungssuche der katholischen Kirche nach der Französischen Revolution hatten die Päpste vor Pius IX. unterschiedlich reagiert. Im Konklave 1799–1800 einigten sich die Eiferer, die Zelanti, und die gemäßigten Politicanti auf den Kompromisskandidaten Pius VII. Im Konklave 1823 konnten die Zelanti zunächst ihren Kandidaten Antonio Gabriele Severoli voranbringen, der aber an der Exklusive von Kaiser Franz I. von Österreich scheiterte. Gewählt wurde auf Severolis Vorschlag hin Leo XII., der sich mit Zelanti umgab. Im Konklave 1829 wurde auf Intervention von Fürst Klemens Wenzel Lothar von Metternich hin Pius VIII. gewählt, der aufgeschlossen war, aber dem durch seine angeschlagene Gesundheit nicht genug Zeit für einen tiefgreifenden Kurswechsel blieb. Beim Konklave 1830–1831 konnten sich trotz des Schattens der Julirevolution von 1830 über dem Konklave Zelanti und Politicanti zunächst nicht auf einen Kandidaten einigen. Der zelantische Papabile Giacomo Giustiniani scheiterte an der Exklusive von König Ferdinand VII. von Spanien. Gewählt wurde schließlich der Zelante Gregor XVI.
Mastai Ferretti selbst befand sich mit seiner Position vielleicht zwischen einem Liberalen und einem Radikalen. Er selbst schrieb zu seiner Zeit als Bischof von Imola: »Ich hasse und verabscheue von Grund auf die Gedanken und Taten der Liberalen, aber der Fanatismus der sogenannten ›Papalini‹ ist mir sicher nicht sympathisch. Die richtige christliche Mitte, und nicht die heute in Mode befindliche teuflische, das ist der Weg, den ich mit Hilfe des Herrn einschlagen möchte – aber wird es gelingen?«
Nach dem Tod von Gregor XVI. zogen Giovanni Maria Mastai Ferretti und 50 weitere Kardinäle in das Konklave, das zum letzten Mal im Quirinalspalast stattfand. Als Mastai Ferretti unterwegs zum Konklave war, soll sich eine Taube auf seine Kutsche gesetzt haben. Nach den Abläufen der letzten Papstwahlen befürchtete man erneut ein langes Konklave. Doch bereits der erste Wahlgang am Morgen des 15. Juni 1846 verlief überraschend, als sich beide Gruppen auf den reaktionären Kandidaten Gregors XVI., Luigi Lambruschini (15 Stimmen), und Mastai Ferretti (13 Stimmen) konzentrierten. Im zweiten Wahlgang am Nachmittag des 15. Juni bekam Lambruschini 13 Stimmen, Mastai Ferretti 17 Stimmen. Für eine angebliche geplante österreichische Exklusive gegen Mastai Ferretti gibt es keine Belege. Geplant war dagegen eine österreichische Exklusive gegen Kardinal Tommaso Bernetti, falls er Aussichten gehabt hätte, im Konklave zu gewinnen. Hintergrund war, dass er aus Wiener Sicht als Frankreich-Anhänger und Habsburg-Feind galt. Im dritten Wahlgang am Morgen des 16. Juni kam Mastai Ferretti auf 27 Stimmen und damit nur noch 7 Stimmen von der nötigen Zweidrittelmehrheit entfernt, während Lambruschini auf 11 Stimmen zurückfiel. Im vierten Wahlgang am Nachmittag des 16. Juni betrug die Stimmenverteilung 36 Stimmen (Mastai Ferretti) und 10 Stimmen (Lambruschini), womit Mastai Ferretti zum Papst gewählt war. In Erinnerung an Papst Pius VIII., der ihn zum Bischof geweiht hatte und vorher sein Vorgänger als Bischof in Imola gewesen war, nannte er sich Pius IX. In der öffentlichen Wahrnehmung der Römer wollte er sich mit dieser Namensgebung von den Zelanti-Päpsten unter seinen Vorgängern absetzen.
Da der Wahlgang spät am Abend zu Ende gegangen war, wurde die Verkündung des neuen Papstes auf den nächsten Tag verschoben. In der Zwischenzeit ging in Rom jedoch das Gerücht herum, der populäre und liberale Tommaso Pasquale Gizzi sei gewählt worden. Umso größer war die Enttäuschung bei der Vorstellung des neuen Papstes auf dem Balkon des Quirinalspalastes, die sich erst etwas legte, als Mastai Ferretti sich auf der Loggia zeigte. Die europäischen Mächte, allen voran Frankreich und Österreich, zeigten sich zufrieden mit der Wahl, da man davon ausging, die restaurativen Zeiten von Papst Gregor XVI. seien nun endgültig vorbei. Am 21. Juni 1846 fand die feierliche Krönung in St. Peter statt. Am 8. November ergriff Pius IX. mit großem Gefolge durch die Stadt Rom vom Vatikan aus Besitz vom Lateranspalast, was seinen weltlichen Herrschaftsanspruch über Rom und den Kirchenstaat symbolisierte. Diese Kavalkade sollte die letzte in der Kirchengeschichte sein, da der Papst nicht mehr über einen Kirchenstaat verfügte und auch keine Herrschaft über die Stadt Rom mehr hatte. Er war der letzte Papa Rè (Papst-König), der zugleich mit dem Petrusamt eine weltliche Herrschaft über den traditionellen Kirchenstaat ausübte. Zum Zeitpunkt seiner Wahl galt er als Seelsorger von tiefer Frömmigkeit, jedoch fehlten ihm politische Erfahrungen.

## Pontifikat

Pius IX. in der ersten Hälfte seines Pontifikats

### Erste Amtshandlungen
Als erstes ernannte Pius IX. den als Reformer bekannten Kardinal Tommaso Pasquale Gizzi zu seinem Staatssekretär und den liberalen Konklavesekretär Giovanni Corboli Bussi zu dessen Stellvertreter. Zudem bemühte er sich durch den Bau neuer Straßen und die Gründung neuer Manufakturen in Rom und im Kirchenstaat um die Förderung der Wirtschaft.
In einem Amnestie-Dekret vom 16. Juli 1846 begnadigte Pius IX. alle wegen politischer Verbrechen Verurteilten, vor allem Jakobiner. Die einzige Bedingung war, dass die Amnestierten eine Loyalitätserklärung zu unterschreiben hatten. Normalerweise war eine solche Begnadigung bei Amtsantritt eines neuen Königs oder Papstes nichts Ungewöhnliches, doch angesichts der aktuellen Umstände wurde die Amnestie in diesem Fall als Distanzierung von Pius IX. von der Restaurationspolitik seines Vorgängers Gregor XVI. angesehen. Pius IX. wurde mit einem Fackelzug sowie mit einem Triumphbogen an der Piazza del Popolo geehrt.

### Antrittsenzyklika „Qui pluribus“ (1846)
In seiner am 9. November 1846 veröffentlichten Antrittsenzyklika Qui pluribus, gewissermaßen der Regierungserklärung des neu gewählten Papstes, schlug Pius IX. jedoch andere Töne an. Er äußerte darin, die ganze Welt und alle Kräfte der Finsternis befänden sich in einem Kampf gegen die Wahrheit und die katholische Lehre. Die Rationalisten seien Feinde des christlichen Glaubens und behaupteten, die hochheiligen Geheimnisse der christlichen Religion seien menschliche Erfindungen. Die göttliche Offenbarung werde geleugnet, obwohl Gott selbst durch wunderbare Beweise die Wahrheit der Offenbarung bewiesen habe. In Qui pluribus wandte sich Pius IX. gegen weitere Zeitirrtümer wie den Indifferentismus, der nicht mehr zwischen den einzelnen Religionen unterscheide und so den Exklusivitätsanspruch der christlichen Lehre in Frage stelle, den Kommunismus, der durch Sozialisierung von Besitz und Eigentum die menschliche Gesellschaft umstürzen wolle, die „geheimen Gesellschaften“, die zum Untergang des kirchlichen und des staatlichen Gemeinwesens führen würden. Die Enzyklika endet mit der Behauptung der päpstlichen Unfehlbarkeit. Alle genannten Irrtümer machten, so Pius IX., eine Autorität notwendig, die den wahren Sinn der himmlischen Offenbarung lehren und alle diesbezüglichen Streitfragen mit unfehlbarem Urteil entscheiden könne. Diese Autorität walte in der Kirche, die von Christus gegründet worden sei, und in seinen legitimen Nachfolgern, den Päpsten.
Mit dieser Verurteilung der Moderne griff Pius IX. auf einige Dinge voraus, die er später im Lauf seines Pontifikats auch in der Tat umsetzte wie den Syllabus errorum im Jahr 1864 oder die Dogmatisierung des päpstlichen Unfehlbarkeit im Jahr 1870 im Rahmen des Ersten Vatikanischen Konzils. Giacomo Martina vermutete in dem Widerspruch zwischen dem öffentlich gefeierten Mastai Ferretti und der Enzyklika eine grundsätzliche Unentschiedenheit im Wesen des Papstes. Dagegen meinte Yves Chiron, die liberalen Tendenzen seien Pius IX. unberechtigt zugeschrieben worden, während sich in Qui pluribus dessen wahres Wesen zeige. Hubert Wolf vermutet, dass es einmal mehr davon abhing, wer gerade das Ohr des Papstes hatte. In der vorliegenden Form stammte die Antrittsenzyklika von dem im Konklave unterlegenen Hardliner Lambruschini. In der ursprünglichen Fassung hatte Pius IX. praktische Fragen der Klerusbildung und der katholischen Schulen behandelt, wovon in Lambruschinis Version nichts mehr viel übrigblieb.

### Reformen
Zunächst ging es mit den Reformen durch Pius IX. auch nach dessen Antrittsenzyklika weiter, jedoch ohne ausgefeiltes Konzept. Jede Reform durch Pius IX. führte zu einem Beifall der Massen, der Pius IX. wiederum zu weiteren Reformen veranlasste, die wiederum den Beifall der Massen fanden.
Indessen fürchtete Fürst Metternich ein Scheitern der Achse Rom-Wien, die unter dem Pontifikat Gregors XVI. noch reibungslos funktioniert hatte. Er misstraute Pius IX., der in seinen Augen mehr und mehr zum Sympathisanten Frankreichs wurde. Der österreichische Botschafter beim Heiligen Stuhl, Rudolf Graf von Lützow, beruhigte Metternich, dass Pius IX. kein Feind Habsburgs, stattdessen aber ein unfähiger Politiker sei. Pius IX. sei für rationale Argumente unzugänglich, sondern lasse sich ausschließlich von seinen Emotionen leiten. Nichtsdestotrotz ging das Wechselspiel zwischen Reformen und Sympathie der Massen weiter. So setzte Pius IX. zu Beginn des Jahres 1847 eine Kommission ein, die erstmals ein bürgerliches Strafgesetzbuch für den Kirchenstaat und damit mehr Rechtssicherheit schaffen sollte. Am 15. März 1847 wurde eine Lockerung der Pressezensur verkündet. Publikationen zu religiösen und kirchlichen Themen sollten aber weiterhin einer Kontrolle unterliegen. Im Sommer desselben Jahres gründete Pius IX. nach französischem Vorbild eine Zivilgarde, in der sich Bürger im Alter zwischen 21 und 60 Jahren organisieren und bewaffnen konnten. Im Herbst 1847 wurde die geistliche Gerichtsbarkeit durch weltliche Gerichte ersetzt und die kommunalen Verwaltungen in Rom und den Städten des Kirchenstaates sowie die Wahl von Gemeinderäten neu organisiert. Schließlich wurde ein dem Kardinalstaatssekretär unterstehendes Kabinett aus Laien für die weltliche Regierung des Kirchenstaates eingerichtet.
Im März 1848 entstand eine Verfassung mit einem Parlament aus zwei Kammern. Die Mitglieder der ersten Kammer wurden vom Papst ernannt, die der zweiten Kammer vom Volk gewählt. Jedoch musste jede Gesetzgebung des Parlaments vom Papst abgesegnet werden; eine «Synthese von Gewaltenteilung und päpstlicher Machtvollkommenheit» erwies sich als unrealistisch. Solange es um Reformen im Kirchenstaat ging, funktionierte das Wechselspiel zwischen Reformen und Zustimmung der Massen.

### Revolution und Flucht
Problematisch wurde es bei einem Phänomen, das sich außerhalb des Kirchenstaates abspielte, und zwar die revolutionären Unruhen in verschiedenen europäischen Staaten im Zusammenhang mit den Europäischen Revolutionen von 1848/1849, die auch Italien und den Kirchenstaat betrafen. So wie in Italien war die Forderung nach bürgerlichen Rechten und einer Verfassung wie auch in Deutschland mit dem Wunsch nach nationaler Einheit verbunden. Jetzt war entscheidend, ob Pius sich weiterhin für den Erhalt des Kirchenstaates oder für das Risorgimento entscheiden würde; einen Mittelweg gab es nicht. In diesem Zusammenhang befragte er im April 1848 eine Kardinalskommission, ob die päpstliche Regierung an einem Krieg gegen Österreich teilnehmen sollte, was diese verneinte. Der immer noch schwankende Pius IX. erklärte schließlich in seiner Allokution Non semel vom 29. April 1848:

„Aber wenn jetzt auch viele wünschen, dass Wir ebenfalls mit den anderen Völkern und Fürsten Italiens einen Krieg gegen Österreich führen, haben Wir Uns entschieden, dass es zuletzt doch Unsere Pflicht ist, zu erklären, dass dieses Unseren Überlegungen gänzlich widerspricht.“

Es war vor allem Kardinal und spätere Kardinalstaatssekretär Giacomo Antonelli, der den schwankenden Pius IX. zur Neutralität drängte. Seine Entscheidung, die italienische Einheit weder zu unterstützen noch sich an ihre Spitze zu stellen, enttäuschte viele Italiener und die meisten Römer. Hatten die Reformer sich vorher noch um Veränderungen gemeinsam mit dem Papst bemüht, kam es nun zum Bruch zwischen ihnen und Pius IX. Daran konnte auch die Ernennung des liberalen Grafen Pellegrino Rossi zum Ministerpräsidenten des Kirchenstaates durch Pius IX. nichts mehr ändern. Dieser galt als Verräter und fiel am 15. November 1848 einem Attentat zum Opfer; am nächsten Tag zog eine aufgebrachte Menschenmenge zum Quirinalspalast, der Papstpalast wurde auch beschossen, wobei Giovanni Battista Palma, Papstvertrauter und Indexgutachter, umkam.
Als niemand mehr für die Sicherheit von Pius IX. garantieren konnte, boten Frankreich und Spanien ihm Asyl an. Pius IX. wollte aber lieber in der Nähe des Kirchenstaates bleiben und entschied sich für ein Exil in Gaeta an der Küste Neapel-Siziliens. Am Nachmittag des 24. November 1848 erschien der französische Botschafter Eugène d’Harcourt zur Privataudienz. Er und Pius IX. täuschten den päpstlichen Wachen, denen man nicht traute, vor, sie seien im Gespräch. In der Zwischenzeit verließ Pius IX. in einer schlichten schwarzen Soutane durch eine unbewachte Seitenpforte den Palast. In einer Kutsche gelangte er zur Kirche Santi Marcellino e Pietro, wo bereits der bayerische Gesandte Graf Karl von Spaur in seiner Kutsche mit bayerischem Wappen wartete, in der Pius IX. sich versteckte. Die Kutsche fuhr die Via Appia Antica entlang, bis man bei Ariccia auf Spaurs Frau Theresia Giraud traf und Pius IX. in deren Kutsche stieg. Kurz nach Mitternacht erreichte er neapolitanisches Staatsgebiet und um die Mittagszeit schließlich Gaeta. Dort kam er zunächst in einem gewöhnlichen Gasthof unter, weil sowohl der Bischof als auch der Kommandant der königlichen Festung sich weigerten, ihn aufzunehmen. Schließlich wurde Pius IX. von König Ferdinand von Neapel willkommen geheißen und standesgemäß untergebracht.
In einer Erklärung zu seiner Flucht setzte Pius die Angriffe auf seine Person mit Angriffen auf Christus gleich. Er könne nicht auf seine Rechte verzichten, die göttlichen Ursprungs seien und nicht seiner Person, sondern der Kirche Jesu Christi zukämen. Pius IX. unterschied nicht zwischen seinen geistlichen Vollmachten als Kirchenoberhaupt und seinen Rechten als weltlicher Herrscher des Kirchenstaates. Auch bemühte er sich weder um eine Lösung des Konflikts noch um einen Kompromiss mit den Revolutionären. Stattdessen zeigte sich in der Erklärung «ein gefährlicher Pseudomystizismus», der von nun an sein Exil in Gaeta sowie sein späteres Pontifikat bestimmen sollte. Er hoffte unverhohlen, die göttliche Vorsehung werde in die politischen und militärische Entwicklungen dieser Welt eingreifen, ihm seinen Staat wiederverschaffen und eine Rückkehr nach Rom ermöglichen.

### Römische Republik (1849)
Währenddessen wurde in Rom noch im Dezember 1848 ein Wahlgesetz verabschiedet. Erfolglos verbot Pius IX. seinen Untertanen von seinem Exil aus unter Androhung der Exkommunikation die Teilnahme an den geplanten Parlamentswahlen. Am 5. Februar 1849 begann die neue Abgeordnetenversammlung, über die künftige Verfassung des Staates zu beraten. Bereits am 9. Februar 1849 verabschiedeten die Deputierten mit 142 zu 23 Stimmen ein Gesetz, das die weltliche Herrschaft der Päpste über den Kirchenstaat rechtlich und faktisch beendete. Gleichzeitig wurde Pius IX. die Ausübung seiner geistlichen Autorität über die katholische Weltkirche bei seiner Rückkehr nach Rom garantiert. Die Regierungsform des von Anhängern des radikaldemokratischen Revolutionärs Giuseppe Mazzini ausgerufenen italienischen Staates, der den Namen «Römische Republik» tragen sollte, sollte künftig rein demokratisch sein. Die Abgeordneten betonten ihre Absicht, den neuen Römischen Staat baldmöglichst mit dem restlichen Italien zu vereinigen und so das Risorgimento zu vollenden.
Dies bedeutete den Bruch zwischen Pius IX. und seinem Staat. Der Protest von Pius IX. war vergeblich; die frühere Verehrung durch die Römer hatte ein Ende gefunden. Der enttäuschte Pius IX. fühlte sich hintergangen und äußerte seinen Unmut in der Allokution Quibus quantisque malis vom 20. April 1849. Zunächst erinnerte er an die Amnestie und die liberalen Maßnahmen und die Reformen seiner ersten Amtsjahre, die allesamt nicht gewürdigt worden seien. Die radikalen Gruppen hätten am Ende zu viel verlangt. Aus der Verehrung für ihn sei Hass geworden, so dass er jetzt nur noch auswärtige Fürsten um Hilfe bitten könne. Er hoffe aber immer noch, dass alle katholischen Nationen sich der Sache der Kirche und ihres Oberhauptes annehmen und die weltliche Souveränität des Apostolischen Stuhles bald wiederherstellen. Zudem kündigte Pius IX. ein radikales Restaurationsprogramm ohne Nachgiebigkeit gegenüber Reformern oder Liberalen an. In diesem Zusammenhang wollte er, wie er erklärte, allen Irrtümern entgegentreten und alle von den Irrtümern Verführten wieder auf den Pfad der Tugend zurückleiten. Damit meinte er durchaus auch sich selbst, der sich im Nachhinein vom Enthusiasmus der Massen und von den Einflüsterungen falscher Vertrauter in die Irre geführt sah. Am Beispiel von Antonio Rosmini zeigte sich, wie Pius IX. mit solchen »falschen Vertrauten« umzugehen gedachte. Der Priester, Theologe und Philosoph Rosmini war zunächst ein enger Freund von Pius IX., dem dieser im Jahr 1848 noch das Kardinalat und sogar den Posten des Kardinalstaatssekretärs in Aussicht gestellt hatte. Aber noch während seines Exils in Gaeta berief Pius IX. eine außerordentliche Sitzung der Indexkongregation ein, die sonst nur in Rom tagte. In einem Eilverfahren wurden am 30. Mai 1849 gleich zwei Werke Rosminis auf den Index der verbotenen Bücher gesetzt, und zwar die Fünf Wundmale der Heiligen Kirche (laut Pius IX. eine häretische Auffassung von der katholischen Kirche, die sich der Moderne öffnete) und Die Verfassung nach den Gesetzen der Gerechtigkeit (laut Pius IX. eine irrige Staatsauffassung, die Sympathien für die Demokratie und die nationale Einigung zeigte). Im gleichen Eilverfahren wurden Vincenzo Gioberti und Giacinto Ventura, zwei weitere katholische Liberale, auf den Index gesetzt.
Von den Nationen, die Pius IX. in Quibus quantisque malis um Hilfe gebeten hatte (Österreich, Spanien, Frankreich und das Königreich Neapel), reagierte Frankreich zuerst, wohl um Österreich zuvorzukommen, und entsandte am 24. April ein 10.000 Mann starkes Expeditionscorps, das am 30. April 1849 von Giuseppe Garibaldi an der Porta San Pancrazio abgewehrt wurde. Nach dieser Niederlage kam es zu einer konzertierten Aktion der neapolitanischen, der österreichischen, der spanischen und der französischen Truppen, wobei am 3. Juli 1849 Rom eingenommen wurde und die Zeit der Römischen Republik damit nach fünf Monaten zu Ende war.
Vor allem Frankreich wollte Pius IX. dazu bewegen, seine Reformen der ersten Amtsjahre nicht komplett zu streichen. Präsident Napoléon verlangte gar eine umfassende Amnestie für alle Aufrührer sowie eine liberale Regierung. Pius IX. wollte jedoch stattdessen eine Rückkehr zum Absolutismus des Ancien Régime und musste seine Enttäuschung über die Reformer verarbeiten. In diesem Zusammenhang war er empfänglich für die «österreichischen Einflüsterungen», denen zufolge die Menschen des 19. Jahrhunderts nicht gewachsen seien für die Versuchungen der revolutionären Freiheitsrechte.
Auf Einladung von König Ferdinand II. logierte Pius IX. ab dem 4. September 1849 im Königspalast Portici bei Neapel. Er machte Spaziergänge im Park, besuchte nahegelegene Wallfahrtsstätten sowie die Eisenbahnfabrik in Neapel, machte von Neapel aus eine Probefahrt mit der Eisenbahn, die ihn dermaßen beeindruckte, dass er sich wenige Jahre später um einen Ausbau des Schienennetzes im Kirchenstaat bemühte. In Neapel besuchte er auch die archäologischen Sammlungen und war besonders interessiert an den Ausgrabungen im nahe gelegenen Herculaneum, das im Jahr 79 n. Chr. wie Pompeji dem Ausbruch des Vesuv zum Opfer gefallen war.

### Rückkehr aus dem Exil und zum Status quo ante
Pius IX. verließ am 4. April 1850 Gaeta und traf am 12. April am Lateran ein. Einige Liberale wurden aus der Römischen Kurie und der Verwaltung entfernt und die frühere Pressezensur wiederhergestellt. Eine Volksvertretung gab es nicht mehr; stattdessen wurde ein Ministerrat aus Ministerien für Justiz, Inneres, Finanzen, Handel und Verteidigung eingerichtet, die tatsächliche Entscheidungsmacht lag allerdings beim Kardinalstaatssekretär.
Auf der anderen Seite zeigten sich bescheidene Erfolge wie die Sanierung des hochdefizitären Staatshaushalts durch einen rigiden Sparkurs, eine Steigerung bei den landwirtschaftlichen Erträgen, eine Verbesserung der öffentlichen Sicherheit und der Bau von Eisenbahnlinien. Es wurde eine große Verbindungsstrecke zwischen Rom, Ancona und Bologna geplant. Im Jahr 1856 wurde das erste Teilstück zwischen Rom und Frascati eingeweiht, wofür Pius IX. eine eigene Jahresmedaille herausgeben ließ. Im Jahr 1862 folgte die Strecke Rom – Velletri – Ceprano mit mehreren großen Tunneln und Viadukten. Trotzdem verpasste der Kirchenstaat den Anschluss an die industrielle Revolution, da die wirtschaftspolitischen Maßnahmen und die Investitionen in die Infrastruktur halbherzig waren. Oft waren diese auf kostspielige und wenig nachhaltige Prestigeobjekte wie das Straßenviadukt in Ariccia beschränkt.

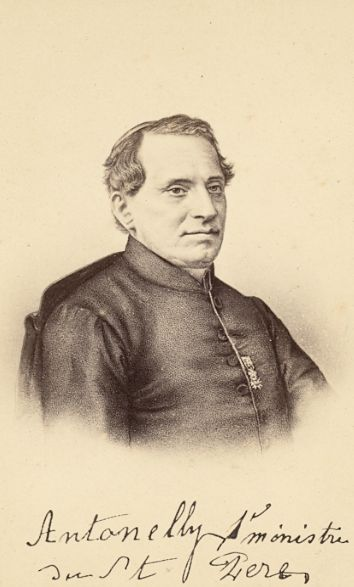
Kardinal Giacomo Antonelli (1865)

Bereits im Jahr 1847 wurde Giacomo Antonelli Kardinal und Präsident des Staatsrats. In Gaeta wurde er im Jahr 1848 von Pius IX. zum Prosekretär im sowie im März 1852 zum Kardinalstaatssekretär ernannt. Er galt als «unehrenhaft» und auf den eigenen Vorteil bedacht. Während Pius IX. sich mit Lehrfragen und innerkirchlichen Vorgängen beschäftigte, überließ er Antonelli die Verwaltungspolitik. Durch Besetzung von Nuntiusposten in seinem Sinne übte er auch Einfluss auf die Nuntiaturen aus. Antonelli war für zahlreiche ungerechte Maßnahmen gegen verdiente Kirchenmänner verantwortlich, wie zum Beispiel die Indizierung Rosminis oder das Vorgehen gegen Xavier de Mérode, seit 1850 Geheimer Kammerherr von Pius IX. Der geradlinige Belgier geriet immer mehr in Konflikt mit Antonelli, vor allem in der Frage der Verteidigungsfähigkeit der päpstlichen Truppen. Im Jahr 1865 schaffte Antonelli es schließlich, Xavier de Mérode aus der direkten Umgebung von Pius IX. zu entfernen. Antonelli selbst wurde im Kardinalskollegium von «links» und «rechts» kritisiert, so sah er sich Vorwürfen einer unehelichen Tochter, eines unsittlichen Lebenswandels und der Vetternwirtschaft ausgesetzt. Die Liberalen beschuldigten ihn einer verfehlten Außenpolitik und der Unflexibilität von Pius IX. gegenüber den modernen Staaten und der italienischen Einheitsbewegung, nachdem Antonelli wie Pius IX. vor dessen Flucht nach Gaeta als Reformer gegolten hatte. Auch in den Augen von Alexander von Bach, dem österreichischen Botschafter in Rom, war Antonelli ein machtbewusster, mit allen Wassern gewaschener Politiker, der Pius IX. immer wieder erfolgreich abschottete, so dass Pius IX. mit keinen anderen Meinungen konfrontiert wurde. Ferner hat er lukrative Posten im Kirchenstaat an Familienmitglieder verteilt: Ein Bruder Antonellis kam an die Spitze der Bank, ein anderer kontrollierte den Tabakhandel, ein dritter wurde Vizepräsident der römischen Stadtverwaltung. Auf Grund seiner Machtfülle war er im Stande, die Kandidatenauswahl im Konklave in seinem Sinne zu beeinflussen. Antonelli wurde so zum dunklen Schatten von Pius IX., dominierte dessen Staats- und Außenpolitik und bestimmte für Jahrzehnte die strikt reaktionäre Richtung, ohne dass Pius IX. sich dessen wirklich bewusst war. Antonellis Einfluss sollte sich sogar auf das Seligsprechungsverfahren von Pius IX. auswirken.
In der Tat fand in den Jahren 1849/50 kein tatsächlicher Wechsel von einem liberalen zu einem restaurativen Programm statt, weil Giovanni Maria Mastai Ferretti nie ein Liberaler oder Reformer im klassischen Sinn war. Als Kirchenhistoriker Giacomo Martina Mastai Ferrettis Denkschrift über die öffentliche Verwaltung des Kirchenstaates aus dem Jahr 1845 analysierte, kam er zu dem Schluss, dass die «Gedanken» des Kardinals von Imola zwar «die in das System eingedrungenen Missstände offen[legten]», aber in keiner Weise beabsichtigten, das System selbst «zur Diskussion zu stellen». Mastai Ferretti zeige in der Analyse «viel guten Willen» und habe das Wohl der Öffentlichkeit und den Frieden der Gesellschaft im Auge, es fehle ihm aber an «Tiefgang». Seine Lösungsvorschläge seien häufig viel zu «simpel». Mastai Ferretti war von der Notwendigkeit maßvoller Reformen nur solange überzeugt, wie sie die weltliche Herrschaft des Papstes nicht in Frage stellten. In diesem Sinne sollten Reformen den revolutionären Kräften lediglich den Druck nehmen. Wie Kirchenhistoriker Klaus Schatz im Sinne von Giacomo Martina argumentierte, war es nicht die Nähe zu den Liberalen, sondern seine menschliche Güte, die ihn als Bischof von Imola von härteren Sanktionen gegen Liberale abhielt, menschlich-christliche Konzilianz und Versöhnungsbereitschaft statt eines inhaltlichen Programms. Zwei Faktoren spielten für das Handeln von Pius IX.: Zum einen war er eine schwache Persönlichkeit, bei der es davon abhing, ob eine gemäßigte oder liberale Persönlichkeit wie Corboli Bussi oder Kardinalstaatssekretär Tommaso Pasquale Gizzi Einfluss auf ihn hatte und er dementsprechend der Moderne gegenüber freundlich gesinnt war, oder ob ihn ein Hardliner wie Antonelli manipulieren konnte und Pius IX. dementsprechend antimodernistisch eingestellt war. Zum anderen war der auf Zuwendung und Liebe angewiesene Pius IX. enttäuscht von den Liberalen, die ihm die kalte Schulter gezeigt hatten; trotz seiner anfänglichen Reformen seien sie mit nichts zufrieden gewesen; Aufruhr und Revolution hätten ihn zur Flucht gezwungen, eine Rückkehr war nur mit militärischer Unterstützung anderer Staaten möglich. Ein liberaler Papst existierte höchstens als Mythos in den Wunschträumen der Liberalen und der Vorkämpfer der nationalen Einheit Italiens.

### Der Fall Edgardo Mortara

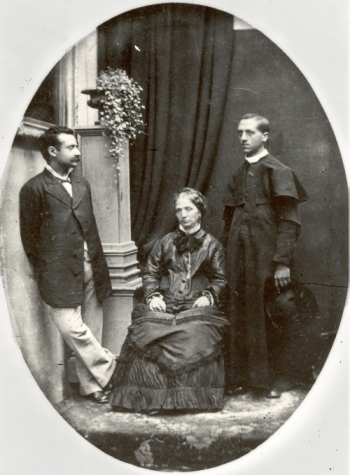
Edgardo Mortara (rechts) mit seiner Mutter

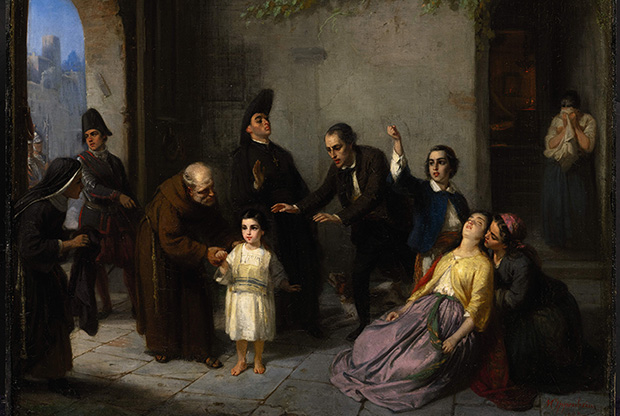
Die Entführung des Edgardo Mortara, Gemälde von Moritz Daniel Oppenheim, 1862

Als Symptom für den reaktionären Papst Pius IX. galt der Fall des jüdischen Jungen Edgardo Mortara, der europaweit für Schlagzeilen und Proteste sorgte. Eduardo Mortara wurde im Frühjahr 1851 als sechstes Kind der jüdischen, begüterten Familie Mortara in Bologna geboren und vor allem von dem katholischen Kindermädchen Anna Morisi betreut. Im Sommer 1852 erkrankte Eduardo schwer, und das Kindermädchen entschloss sich zu einer Nottaufe im Geheimen. Mit der Nottaufe ging kirchenrechtlich die Verpflichtung zu einer katholischen Erziehung des Kindes einher, doch Anna Morisi ging es wohl in erster Linie darum, das Kind für die ewige Seligkeit zu retten. Überraschend gesundete Eduardo, und das Leben ging normal weiter, ohne dass jemand von der Taufe erfuhr. Erst im Jahr 1858 erzählte Anna Morisi, die inzwischen eine andere Arbeitsstelle hatte, einer Bekannten von der Nottaufe und ihrem schlechten Gewissen, dass Eduardo keine katholische Erziehung bekam. Diese Bekannte berichtete Pier Gaetano Feletti, dem Inquisitor von Bologna, von dem Fall, woraufhin dieser ihn an das Heilige Officium weiterleitete. Das Offizium befand die Nottaufe als rechtmäßig, die katholische Erziehung des Jungen sei sicherzustellen und dieser dem Einfluss seiner Eltern zu entziehen und in amtliche Obhut zu nehmen. Pius IX. bestätigte das Urteil und gab am 23. Juni der päpstlichen Polizei, die zu dieser Zeit noch zum Kirchenstaat gehörte, den Befehl, Edgardo in Gewahrsam zu nehmen. Dessen Eltern Momolo Salomone und Marianna Mortaro waren außer sich. Trotzdem gaben die Gendarmen den Eltern lediglich 24 Stunden Zeit, um sich von ihrem Sohn zu verabschieden, und nahmen ihn am nächsten Tag einfach mit. Die Eltern durften ihren Sohn im Herbst 1858 noch zwei- oder dreimal in Rom besuchen; danach wurde ihnen jeder Kontakt zu Edgardo verwehrt. Aus Sicht von Pius IX. verlief Edgardos katholische Erziehung erfolgreich: Im Jahr 1865 trat dieser den Augustiner-Chorherren im Lateran bei und empfing im Jahr 1873 die Priesterweihe.
Für die liberale Presse war die Kindesentführung der endgültige Beweis für die reaktionäre Gesinnung von Pius IX. Der Fall Mortara offenbarte den unüberwindbaren Gegensatz zwischen dem barbarischen menschenverachtenden katholischen Kirchenrecht und den bürgerlichen Grundrechten. Pius IX. und sein Regiment wurden von der Presse als «theokratische Regierung» verdammt, die «die weltliche mit der geistlichen Ordnung vermengt» und als «Regierung, die ein wahrer Anachronismus und eine Beleidigung für die Zivilisation des neunzehnten Jahrhunderts geworden» sei. Für Camillo Benso von Cavour, den liberalen Ministerpräsidenten des Königreichs Piemont-Sardinien, war der Fall Mortara ein willkommener Anlass, der europäischen Öffentlichkeit und Politik den Antisemitismus von Pius IX. zu verdeutlichen und zu zeigen, wie in dessen mittelalterlichen Staat fundamentale Menschenrechte mit Füßen getreten werden. So weckte er vor allem in Frankreich Sympathien für die italienische Einigung und für die Besetzung von Teilen des Kirchenstaates durch italienische Truppen.
Für Pius IX. bedeutete der Fall Mortara, nicht nachzugeben, sondern seinem neuen Weltbild seit 1850 zu entsprechen. Jedes Zugeständnis hätte für ihn den Sieg der Moderne bedeutet, die für ihn spätestens seit der Revolution von 1848 zu seinem Feindbild geworden war. Den «Handlungsspielraum» aus der Anfangszeit seiner Amtszeit gab es nicht mehr. Jetzt war jede «Bewegungsfreiheit» verloren gegangen. Dieser Freiheit hat sich Pius IX. selbst beraubt, denn durch seine klare Positionierung war der Weg zu einer gemäßigten Politik versperrt. Katholischer Dogmatismus ersetzte Flexibilität, die ewigen Werte der Kirche und des Glaubens ersetzten Werte der Moderne. An die Stelle seiner liberalen Anhänger hatte er nun Anhänger unter den Intransigenten, die Pius IX. auf keinen Fall enttäuschen wollte.

### Das Dogma von der Unbefleckten Empfängnis
In einer feierlichen Zeremonie im Petersdom am 8. Dezember 1854 wurde das Dogma von der Unbefleckten Empfängnis Mariens verkündet. Pius IX. versammelte an diesem Tag 53 Kardinäle, 43 Erzbischöfe und 99 Bischöfe um sich. Unter Tränen verkündete Pius IX. das neue Dogma, und an der Stelle, an der dessen eigentlicher Wortlaut begann, soll ein Sonnenstrahl durch das große Fenster oberhalb der Madonna della Colona gefallen sein und Pius IX. sowie den Papstthron mit Licht überflutet haben. Für einige war dies ein Zeichen des Himmels, andere meinten, Pius IX. habe während der Definierung des Dogmas eine Vision gehabt. Mit der Verkündung des Dogmas von der unbefleckten Empfängnis Mariens, also von Mariens Geburt ohne Erbsünde, hatte sich Pius IX. einen lang gehegten Herzenswunsch erfüllt. Er wollte die Gottesmutter auf diese Weise ehren, er ließ zu diesem Zweck die Bischöfe nach ihrer Meinung fragen und Theologen zahllose Gutachten verfassen und definierte den neuen Glaubenssatz schließlich allein in seiner Autorität als Papst. Es war das erste Mal in der Kirchengeschichte, dass ein neuer Glaubenssatz ohne den Beschluss eines Ökumenischen Konzils legitimiert wurde. Die Marienverehrung von Pius IX. war durch seine Mutter Caterina geprägt, die ihn als Kind jeden Morgen zur Heiligen Messe in die Kirche San Martino in Senigallia mitnahm, wo ein von ihr besonders verehrtes Gnadenbild der Sieben Schmerzen Mariens hing; später spielte der Marienwallfahrtsort Loreto für ihn eine besondere Rolle. Er schrieb der Gottesmutter Maria auch seine Rettung zu, als er im Kindesalter in den Brunnen stürzte; ferner wurde sie im Lauf seines Lebens während seiner Epilepsie-Anfälle ein wichtiger Anker für ihn. Ähnliches galt auch, als die Wirren der Französischen Revolution seinen Geburtsort Senigallia erreichten.

#### Marienverehrung
Doch nicht nur Pius IX. entwickelte eine tiefe Mariengläubigkeit, sondern auch die Masse der Gläubigen. Nachdem im Rahmen der katholischen Aufklärung mehr als ein halbes Jahrhundert lang Jesus Christus im Zentrum der Verehrung gestanden hatte, entwickelte sich in romantischen Kreisen und speziell zu Beginn der 1830er Jahre eine marianische Wende. Es handelte sich jedoch nicht einfach nur um eine Neuauflage der voraufklärerischen barocken Frömmigkeit. Es wurden nicht nur erneut Wallfahrten durchgeführt, sondern auch Andachtsformen wie die Maiandacht erfunden.
Daneben begann ein Jahrhundert der Marienerscheinungen, in dem die Jungfrau nicht mehr nur einzelnen Personen in Begleitung von Jesus erschien, sondern jetzt auch alleine und mehreren Menschen gleichzeitig, vor allem Frauen und Kindern. Dabei erschien sie im Allgemeinen so, wie man sich die «Unbefleckt Empfangene» vorstellte. Als Auslöser dieser vielen Marienerscheinungen galt eine Erscheinung vom 17. November 1830 in Paris, als die Gottesmutter der Ordensschwester Catherine Labouré erschien, sich als Immaculata vorstellte und der Ordensschwester den Auftrag gab, von dieser Erscheinung die «Wundertätige Medaille» prägen zu lassen, von denen schließlich auch Pius IX. eine trug.

#### Theologischer Hintergrund

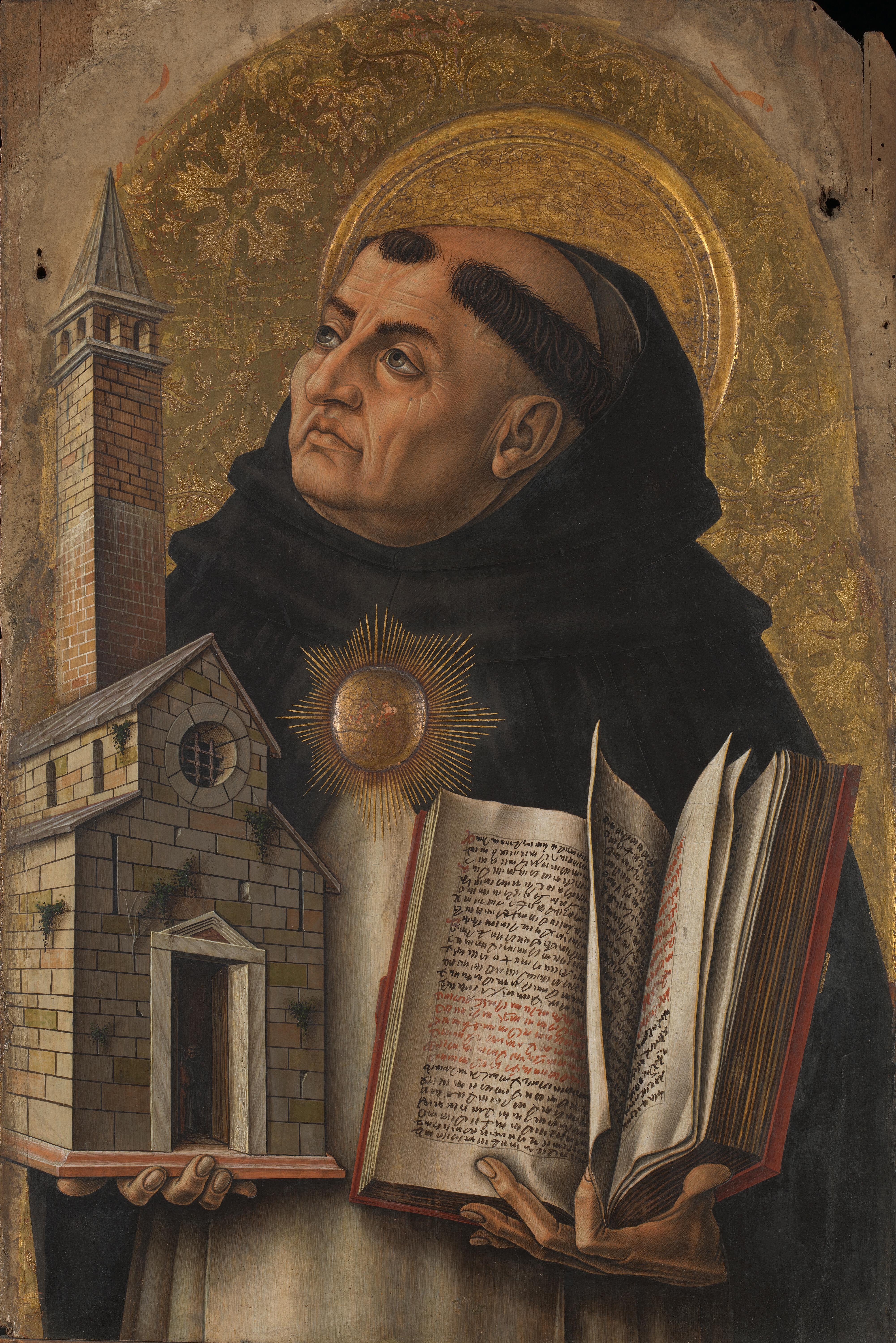
Thomas von Aquin (postumes Gemälde von Carlo Crivelli, 1476)

Im Jahr 1840 wandten sich 51 französische Bischöfe unter dem Eindruck der Erscheinung von 1830 mit der Bitte an Gregor XVI., die Lehre von der Unbefleckten Empfängnis Mariens, die längst zum Allgemeingut geworden war, zum Dogma zu erheben. Dieser zögerte, weil ihm dieser Glaubenssatz zu wenig begründet erschien. Daher kam es nun auf seinen Nachfolger Pius IX. an. Dass er, als er im Jahr 1846 zum Papst gewählt wurde, schon zehn Jahre lang die «Wundertätige Medaille» getragen hatte, galt als erster Hinweis auf seine zukünftige Position zu diesem Thema. So traten auf seine Anordnung hin im September 1847 neue liturgische Texte, so beispielsweise ein Messformular, für das Fest der Unbefleckten Empfängnis Mariens in Kraft.
Pius IX. setzte am 1. Juni 1848 umgehend eine siebzehnköpfige Theologenkommission ein, die Argumente für ein Dogma zusammentragen sollte. Mitte November wurde der Kirchenstaat von den revolutionären Unruhen erfasst und führten zur Flucht von Pius IX. nach Gaeta. Pius IX. fand auf die politischen Umstände keine realpolitische Antwort, sondern konzentrierte sich in seinem Hang zum Mystizismus auf das Dogma. Eine seiner ersten Amtshandlungen im Exil bestand darin, am 6. Dezember 1848 eine weitere Kommission aus Kardinälen zum Thema Immaculata Concepto einzusetzen. Diese riet Pius IX., seine Pläne zur Dogmatisierung baldmöglichst zu veröffentlichen und die Unterstützung der Bischöfe zu suchen.

#### „Ubi primum“ (1849)
Als Ergebnis veröffentlichte Pius IX. am 2. Februar 1849 die Enzyklika Ubi primum. Im ersten Abschnitt der Enzyklika schildert Pius IX., dass er nicht aus eigenem Antrieb handele, sondern einem Wunsch der Gläubigen nachkomme. Er sowie sein Vorgänger Gregor XVI. seien in dieser Angelegenheit regelrecht bedrängt worden. Es hätte sogar für Befremden gesorgt, dass die Unbefleckte Empfängnis Mariens noch nicht zum Dogma erhoben worden sei. Pius IX. bittet die Bischöfe, ihm ihren Standpunkt, den der Priester und den der Gläubigen zu dem Thema mitzuteilen. Der nächste Abschnitt macht deutlich, dass es doch eine Herzensangelegenheit für Pius IX. selbst war, als er zum Beispiel seine Freude über diese Wünsche ausdrückt. Die größtmögliche Verehrung Mariens sei schon seiner Kindheit ein Thema für ihn gewesen. In Bezug auf sein Exil in Gaeta drückt er sein größtes Vertrauen in Maria aus. Sie habe das Christentum immer wieder vor ihren Feinden und dem Untergang bewahrt. Sie möge auch in den aktuellen Schicksalsschlägen, Nöten und Bedrängnissen ganz nah sein und die Wogen des Unheils besänftigen.
Es bahnte sich eine Kehrtwende zu der bisherigen Dogmengeschichte an. Bis dahin wurde ein Glaubenssatz erst dann zur unveränderlichen Wahrheit definiert, wenn alle anderen Möglichkeiten gescheitert waren. Eine Dogmatisierung war erst dann statthaft, wenn eine zentrale Glaubenswahrheit einem derartigen Angriff ausgesetzt war, dass der Fortbestand des Glaubens auf dem Spiel stand. Eine göttliche Wahrheit ein für allemal in menschlicher Sprache festzuschreiben, ist nicht zuletzt auf Grund der stetigen Veränderung der menschlichen Sprache problematisch. Im Jahr 1848 lag eine solche Gefährdung allerdings nicht vor. Auch die Dominikaner hatten ihre strikte Ablehnung in der Folge von Thomas von Aquin aufgegeben. Die unbefleckt empfangene Gottesmutter konnte verehrt werden, ob nun durch private Frömmigkeit oder in der offiziellen Liturgie. Pius IX. hingegen wollte eine Dogmatisierung ohne theologische Infragestellung und ohne tiefe Glaubensnot. Dadurch hoffte er, die Gottesmutter werde ihm in der aktuellen Not und Krisenzeit beistehen und durch himmlische Truppen Recht und Ordnung wiederherstellen. Auf den Zusammenhang zwischen realpolitischer Krise und die Flucht von Pius IX.’ in eine übernatürliche Marienverehrung hat bereits sein Zeitgenosse Ferdinand Gregorovius in seinen Römischen Tagebüchern hingewiesen.

#### Gutachtermeinungen zum Dogma
Wegen Pius’ IX. Flucht nach Gaeta und weil die Rückmeldungen der Bischöfe auf sich warten ließen, konnte die Arbeit an dem Thema erst nach seiner Rückkehr aus dem Exil weitergehen. Die mehrfache Beauftragung von Gutachtergruppen zeigt, wie schwierig sich eine widerspruchsfreie Argumentation gestaltete. Von den 19 Gutachtern, die Pius IX. am 1. Juni 1848 zu Rate zog, meldeten sich 13, von Gaeta aus kontaktierte er im Dezember weitere sechs Gutachter, nach seiner Rückkehr waren es weitere drei. Obwohl alle diese Gutachter Experten, Anhänger von Pius IX. und Marienanhänger waren, fielen ihre Meinungen unterschiedlich aus. Vorbehaltlose Zustimmung war ebenso vertreten wie prinzipielle Ablehnung. Auch die Kurie des Papstes war nicht gleichgeschaltet, so dass auch in den einseitig besetzten Expertenkommissionen von Pius IX. unterschiedliche Richtungen vertreten waren.
Ein Unterstützer der Dogmatisierung war der Franziskaner Giovanni Battista Tonini, der auch Konsultor des Heiligen Officiums war. Zunächst einmal könne, so Tonini, der Papst allein Dogmen definieren. Er könne dies als Repräsentant der gesamten Kirche auch ohne die Zustimmung eines Ökumenischen Konzils. Auch inhaltlich ließe sich das Dogma definieren: Weil es an konkreten Nachweisen aus der Bibel und Tradition fehlte, beschäftigte sich Tonini auch nicht lang mit solchen Nachweisen. Stattdessen argumentierte er mit dem Entwicklungsgedanken. Da ein Gedanke nicht jahrhundertelang falsch und dann plötzlich wahr sein könne, meint Tonini, dass diese Wahrheit zu Zeiten von Thomas von Aquin noch nicht voll entwickelt gewesen sei. Die letzte und volle Entwicklung habe es erst in den Jahren der Gegenwart gegeben. Ferner sei der Papst als Einziger im Stande, das gegenwärtige Glaubensbewusstsein der Kirche zu erkennen. Gerade weil die Unbefleckte Empfängnis von der Bibel nicht direkt gelehrt werde und bei den zeitgenössischen Theologen umstritten sei, dürfe Pius IX. sie nicht nur ein bisschen, sondern müsse sie klar und deutlich definieren. Tonini und Pius IX. waren in dem Punkt gleicher Meinung, die Gottesmutter werde der Kirche nach der Kanonisierung ganz real gegen Kirchenfeinde, Freimaurer und Liberalen sowie die Anhänger der italienischen Einigung beistehen. Tonini hielt das Dogma daher nicht nur für nützlich, sondern auch für erforderlich.
Ganz ähnlich argumentierte der Generalpräfekt des Krankenpflegeordens der Kamillianer und, wie Tonini, Konsultor der obersten Glaubensbehörde Luigi Togni Er sah seiner Stellungnahme vom 2. August 1848 einen Zusammenhang zwischen der schwierigen politischen Lage in Rom und im Kirchenstaat mit dem geplanten Dogma. Jeder Unterstützer des neuen Dogmas dürfe Vorteile von der Gottesmutter erwarten, schließlich auch der Papst selbst.
Andere Stimmen hielten eine Dogmatisierung zwar grundsätzlich für möglich, aber nicht für opportun und stimmten daher dagegen.
Nach Einschätzung von Filippo Cossa, Dogmatiker an der römischen Universität Gregoriana, war eine Dogmatisierung generell unmöglich. Zum einen gebe es in der Bibel keinen Nachweis und zum zweiten auch keine Ableitung aus der Tradition für die Unbefleckte Empfängnis. Im Gegenteil hätten zahlreiche und wichtige Kirchenväter sie abgelehnt. Indirekte Nachweise lehnte Cossa ab. Was nicht eindeutig in den Erkenntnisquellen von Bibel und Tradition stünde, dürfe nicht in sie hineininterpretiert werden. Drittens verwies Cossa auf Benedikt XIV., der eine Dogmatisierung der Leiblichen Aufnahme Mariens in den Himmel als unmöglich erachtete, weil sie nicht durch Bibel und Tradition nachweisbar sei, und argumentierte nach dem «Analogieschluss», Pius IX. könne genauso wenig die Unbefleckte Empfängnis zum Dogma erklären. Um mit einer solchen Formulierung nicht seine Professur zu gefährden, erklärte er, er habe lediglich seine unmaßgebliche Meinung dargelegt und lege die Entscheidung in die Hände größerer und mächtigerer Weisheit. Wenn Pius IX. in seiner Unfehlbarkeit also die Unbefleckte Empfängnis zum Dogma erheben sollte, würde Cossa an dieses Dogma glauben wie an alle anderen auch.
Kritisch eingestellt war auch Vincenzo Tizzani, der Kirchenhistoriker und Konsultor der Indexkongregation war und später eine wichtige Rolle als Mitglied der Zentralen Vorbereitungskommission beim Ersten Vatikanischen Konzil spielen sollte. Tizzani weist zunächst auf den Unterschied zwischen seiner eigenen Frömmigkeit und seiner Aufgabe als Gutachter hin. Er persönlich glaube zwar an die Unbefleckte Empfängnis Mariens, als Gutachter jedoch müsse sein Urteil auf sachlichem Verstand beruhen und nicht auf frommen Gefühlen. Dem von Pius IX. so hochgelobten Perrone hielt er entgegen: Ein Dogma muss klar und deutlich aus Bibel und Tradition nachweisbar sein. «Schwache und sophistische Argumente ebenso wie eitle und erzwungene Vernunftschlüsse» lehnte er ab, denn auf diese Weise könnte man auch Irrlehren herleiten und zum Dogma erheben. Ausgehend von Perrones Argumentation könne er nicht nur keinen Hinweis auf die Unbefleckte Empfängnis finden, die paulinische Erbsündenlehre spräche sogar dagegen. Für Paulus sind alle Menschen ohne Ausnahme von der Erbsünde betroffen; auch in der Heiligen Schrift finde Tizzani keine Argumente für, sondern gegen die Unbefleckte Empfängnis Mariens. Bis ins elfte Jahrhundert werde sie in der Kirche auch nicht vertreten, es gäbe vielmehr viele Zeugen dagegen. Für Tizzani ist sie kein Teil der Offenbarung und könne daher nicht zum Dogma erklärt werden. Auch das von mehreren Gutachtern bemühte Argument der Liturgiegeschichte widerlegte Tizzani: Das Fest der Unbefleckten Empfängnis sei erst seit dem fünften Jahrhundert überliefert und daher nicht in der apostolischen Tradition selbst verankert. Auch unter den Gläubigen gäbe es keine einstimmige Meinung zum Thema, die «fromme Meinung» (pia sentenza) daher schlicht und ergreifend nicht dogmatisierbar. Der Wunsch vieler Bischöfe nach einem Dogma und einer lehramtlichen Entscheidung durch Pius IX. sei daher nicht erfüllbar. Wie Cossa milderte Tozzini sein Votum mit einer diplomatischen Schlussformal ab: Sollte die Unbefleckte Empfängnis zum Dogma erklärt werden, werde er der erste sein, der an es glaubt. Aber er werde nicht zu denjenigen gehören, die es inspirieren.
Auf Grund der unterschiedlichen Voten wurde die Kommission im Sommer 1851 um weitere sechs Gutachter erweitert. Doch auch die klare Erwartungshaltung von Pius IX. änderte nichts am Gesamtergebnis. Das letzte Votum gab Andreas Maria Frattini erst im Februar 1852 ab, obwohl er bereits seit Juni 1848 zur Kommission gehört hatte. Auch er hielt eine Dogmatisierung der Unbefleckten Empfängnis für unmöglich, weil sie sich einerseits nicht aus Bibel und Tradition herleiten ließ und andererseits nicht etwas im neunzehnten Jahrhundert etwas wahr sein, was im dreizehnten Jahrhundert noch als falsch gegolten hatte.

#### „Ineffabilis Deus“ (1854)
Ungeachtet der Argumente der Gutachter setzte Pius IX. am 8. Mai 1852 eine Spezialkommission ein, die einen Entwurf für eine päpstliche Bulle erarbeiten sollte. Pius IX. fühlte sich durch die Antworten der Bischöfe bestärkt, die er auf seine Enzyklika Ubi primum erhalten hatte: Von den 603 Bischöfen, die geantwortet hatten, sprach sich eine Mehrheit von 546 Bischöfen für eine Dogmatisierung aus. Am 22. März 1854 übernahm eine eigens eingerichtete Kardinalskongregation per la redazione della Bolla die Arbeit am endgültigen Text der Konstitution, die zwei Jahre dauerte. Nach acht Redaktionsstufen übernahm Pius IX. persönlich die Bearbeitung der Endversion. Pius IX. ging es dabei aber nicht um möglichst viele Belege in Form von Nachweisen und Zitaten. Er stützte sich stattdessen auf das Lehramt. Mit seiner Definition sei die Frage entschieden; im Nachhinein eine Begründung zu liefern, sei Sache der Theologen.
Um die Sache zu beschleunigen, lud er alle Bischöfe für den November 1854 zu der Feier der Verkündigung des neuen Dogmas nach Rom ein, verbot ihnen jedoch, an inhaltlichen Diskussionen der Kardinalskommission teilzunehmen. Jacques Ginoulhiac, Bischof von Grenoble, scheiterte gar mit dem Wunsch, in die Bulle möge der Zusatz aufgenommen werden, das Episkopat habe der päpstlichen Entscheidung zugestimmt. Der Papst, so der Tenor, verkündet das Dogma allein, auch ohne consensus ecclesiae. In einem geheimen Konsistorium am 1. Dezember 1854 gab Pius IX. bekannt, dass die Unbefleckte Empfängnis Mariens am 8. Dezember «durch unsere höchste Autorität entschieden werden sollte».
Die Bulle Ineffabilis Deus hat insgesamt fünf Teile: drei Kapitel mit einer Einleitung und einem Schluss. Die Einleitung betont die Sonderstellung Marias in der gesamten christlichen Heilsgeschichte. Entsprechend ihrer einmaligen Würde als Gottesmutter begnadete sie Gott selbst «so wunderbar, dass sie allzeit frei blieb von jedem Makel der Sünde, dass sie ganz schön und vollkommen wurde». Im ersten Kapitel wird versucht, die ununterbrochene Lehre von der Unbefleckten Empfängnis bis in das 19. Jahrhundert nachzuweisen. Diese sei von Gott mitgeteilt und im Glaubensgut der öffentlichen Offenbarung enthalten. Eindeutige Belege aus Schrift und Tradition für die Unbefleckte Empfängnis fehlen jedoch, stattdessen wird sie aus dem allgemeinen Glaubensbewusstsein der Kirche abgeleitet. Stattdessen dient die von Pius IX. selbst neu eingeführte Liturgie des Festes vom 8. Dezember als Beleg. Die Bulle versucht, von diesem Kniff abzulenken, indem sie auf die angebliche Einmütigkeit der Päpste und Kirchenväter in Bezug auf die Unbefleckte Empfängnis verweist. Das zweite Kapitel schildert die Entstehungsgeschichte des Dogmas. Pius IX. geht auf die wiederholten Bitten der Bischöfe und der Gläubigen ein, die an Gregor XVI. und an ihn gerichtet worden seien, und betont seine besondere Freude über diesen Wunsch. Deshalb sei es seine größte Pflicht, alles zu tun, um die Ehre der heiligen Jungfrau Maria zu ehren. Damit hatte Pius IX. eine neue Art des Dogmas erfunden, die in das Gebiet der persönlichen Frömmigkeit gehörte, aber nichts mehr mit dem Lehramt zu tun hatte, nämlich das Devotionsdogma. Mit gleichem Eifer wie die Bischöfe hätten ihn die Gutachter um eine Dogmatisierung der Unbefleckten Empfängnis gebeten, womit Pius IX. die Wahrheit in seinem Sinne zurechtgebogen hat. Am Ende des zweiten Kapitels beanspruchte Pius IX., das Dogma alleine kraft seiner eigenen Lehrvollmacht formuliert zu haben – das erste Mal in der Kirchengeschichte ohne Ökumenisches Konzil oder Zustimmung der Gesamtkirche. Danach folgt im dritten Teil der Wortlaut des eigentlichen Dogmas, der ein Anathema beinhaltet und damit die Exkommunikation androht. Zum Schluss gibt der Papst seiner Hoffnung Ausdruck, diese Ehrung würde die Gottesmutter dazu veranlassen, von ihm selbst und von der Kirche alle Gefahren abwenden. Vom ursprünglichen Plan, mit dem Dogma alle Zeitirrtümer zu verurteilen, ist nicht mehr viel übriggeblieben. Stattdessen soll sie den Kampf des Papstes gegen alle modernen Prinzipien selbst anführen oder zumindest selbst legitimieren.
Das Dogma bedeutete auch eine Zäsur in der Kirchen- und Papstgeschichte. Wie es Auguste Sibour, der Erzbischof von Paris, in einem Hirtenbrief formulierte, war die Dogmatisierung für ihn «Indiz für eine neue Phase der Kirche», in der die «Bande der römischen Einheit» des Katholizismus immer enger würden, weil «die päpstliche Autorität» stark gewachsen sei. Im gleichen Sinne äußerte sich Monsignore George Talbot, Geheimkämmerer von Pius IX., gegenüber den Theologen Johann Baptist Baltzer und Franz Peter Knoodt, als diese auf eine Privataudienz bei Pius IX. warteten, um ihren Lehrer Anton Günther zu verteidigen. Wie Knoodt Jahre später an Ignaz von Döllinger schrieb, habe sich Talbot über ihre «Einfalt, die nichts sah als eben das neue Dogma der Unbefleckten Empfängnis», lustig gemacht und habe die beiden Theologen belehrt, dieses neue Dogma sei nicht die Hauptsache, sondern die Art und Weise seiner Proklamation, weil Pius IX. den Gläubigen nicht gemeinsam mit den Bischöfen erklärte, was sie zu glauben hätten, sondern allein. Dadurch sei die Unfehlbarkeit von Pius IX. proklamiert, und darin liege die eigentliche Bedeutung der Verkündung. Auch der Wiener Jesuit und Theologieprofessor Clemens Schrader wurde deutlich, als er sich im Jahr 1865 anonym in seiner Schrift Pius IX. als Papst und König äußerte. Die Dogmatisierung habe es so noch in keinem früheren Pontifikat gegeben, das Dogma sei aus eigener Machtvollkommenheit ohne Mitwirkung eines Konzils definiert worden, diese Definition impliziere unzweifelhaft die Entscheidung der Streitfrage ob der Papst auch für seine Person unfehlbar sei. Pius IX. habe mit der Dogmatisierung der Unbefleckten Empfängnis die Unfehlbarkeit «zwar nicht theoretisch definiert, aber praktisch in Anspruch genommen». Pius IX. hatte mit dem Dogma zwei Ziele erreicht, die es so vorher noch nicht gegeben hatte: Zum einen hatte er ein Devotionsdogma verkündet, das in Bibel und Tradition so noch nicht definiert war. Zum anderen konnte er das Konzept der Unfehlbarkeit testen, die er später selber auf dem Ersten Vatikanischen Konzil zum Dogma erheben sollte. Der Papst ist Kirche und ersetzt Bibel und Tradition. Trotz allem gab es in der katholischen Kirche nach der Verkündigung kaum kritische Stimmen. Das Dogma steigerte das katholische Selbstbewusstsein; das erste Mal seit der Französischen Revolution hatten die Gläubigen das Gefühl, die Kirche tritt aus der Defensive heraus. Die Kirche zeigte einen Moment der Geschlossenheit. Das Dogma schuf eine Identität und grenzte die Katholiken gegenüber den Protestanten ab. Es definierte Rom und den Papst als Weltkirche, ein Bild, dass von den Bischöfen in den auf der ganzen Welt verstreuten Teilkirchen an die Gläubigen weitergegeben wurde.

#### Die Reaktion der Muttergottes auf das Dogma
In der Folgezeit häuften sich die Berichte über angebliche Marienerscheinungen, die als Zustimmung der Gottesmutter für das neue Dogma interpretiert wurden. Der Historiker David Blackbourn interpretierte die Marienerscheinungen als »eines der großen kollektiven Dramen im Europa des neunzehnten Jahrhunderts. Sie lockten Zehntausende von Männern und Frauen in verlorene Täler und in ferne Gebirge, wo angeblich die Jungfrau Maria erschienen war, an Orte wie Lourdes zog es gar Hunderttausende. Die Erscheinungen waren der vielleicht spektakulärste Ausdruck jener religiösen Erneuerung, die zu den markantesten, freilich auch am wenigsten untersuchten Merkmalen des neunzehnten Jahrhunderts gehört. Sie bildeten auch einen vieldeutigen Kontrapunkt zu den besser bekannten sozialen und politischen Umwälzungen jenes Zeitalters.«
Die wohl wichtigste und bekannteste Marienerscheinung ereignete sich im Jahr 1858 im französischen Lourdes. Nach der Marienerscheinung in La Salette von 1846 war Lourdes, wo der vierzehnjährigen Müllerstochter Bernadette Soubirous beim Holzsammeln am 11. Februar eine «weiße Dame» erschienen war, für Pius IX. das göttliche Zeichen schlechthin. Bis zum 16. Juli hatte Bernadette siebzehn Erscheinungen. Die «weiße Dame» zeigte ihr unter einer naheliegenden Grotte eine Quelle und gab ihr die Anweisung, den Priestern zu sagen, sie sollten hier eine Kapelle bauen lassen. Auf Bernadettes mehrfache Fragen, wer sie sei, antwortete die «weiße Dame», sie sei die «Unbefleckte Empfängnis» Noch während der ersten Erscheinungen kam es zu ersten Wallfahrten nach Lourdes, auch von außerhalb. Eine vom zuständigen Bischof eingesetzte Expertenkommission stufte die Marienerscheinungen als echt ein.
Europaweit gab es zwischen 1803 und 1917 insgesamt einhundertfünfzehn Fälle von Erscheinungen, die meisten von ihnen in den fünfziger, sechziger und siebziger Jahren. Die Hälfte der Fälle fand in Frankreich statt. Nur acht der zahlreichen Marienerscheinungen wurden von der Kirche als authentisch eingestuft:
- die Marienerscheinung von Catherine Labouré (Paris, 1830)
- von Mélanie Calvat und Maximin Giraud (La Salette-Fallavaux, 1846)
- von Bernadette Soubirous (Lourdes, 1858)
- von Magdalena Kade (Phillippsdorf, 1866)
- von Eugène Barbedette und weiteren Kindern, (Pontmain, 1871)
- von Justina Schaffrinski (Dietrichswalde, 1877)
- von verschiedenen Personen (Knock, Irland; 1879) und
- von Lúcia dos Santos (Fátima, 1917)

Nach Meinung von Hubert Wolf gab es zwei Gründe für die geringe Anerkennungsquote: Zum einen wurden die meist weiblichen Visionärinnen mit einer Marienerscheinung im Rücken von der Männerdomäne Kirche als subversiv empfunden. Die Botschaften einiger der Marienerscheinungen hatten gar eine antiklerikale Komponente. Zum zweiten stellte sich im Zusammenhang mit dem Thema der Privatoffenbarungen die Frage, wie die Gottesmutter im neunzehnten Jahrhundert etwas Neues und Besseres mitteilen könne als das, was ihr Sohn Jesus Christus bereits neunzehnhundert Jahre vorher mitgeteilt hatte. Gott offenbarte sich demnach nur in Jesus Christus, mit dem Tod des letzten Apostels war die Zeit der Offenbarungen beendet; alles andere seien Privatoffenbarungen, die nur offenbarten, was vielleicht für einzelne Katholiken wichtig sei, nicht jedoch für die gesamte katholische Kirche. Normalsterbliche Katholiken empfanden dies jedoch genau umgekehrt. Pius IX. hatte es, so Wolf, jedoch verstanden, Mariendogma, Marienerscheinungen und Papsttum miteinander zu verbinden. Er ehrte die Gottesmutter durch ein Dogma, das 1830 in Paris und 1846 in La Salette vorbereitet worden war und 1858 in Lourdes bestätigt wurde. Auf diese Weise hatte er jedoch nicht nur die unbefleckte Empfängnis Mariens sanktioniert, sondern auch seine eigene Unfehlbarkeit, denn er hatte das Mariendogma allein und durch die Autorität seines Amtes definiert.

### Die Vorgänge im Sant’Ambrogio della Massima

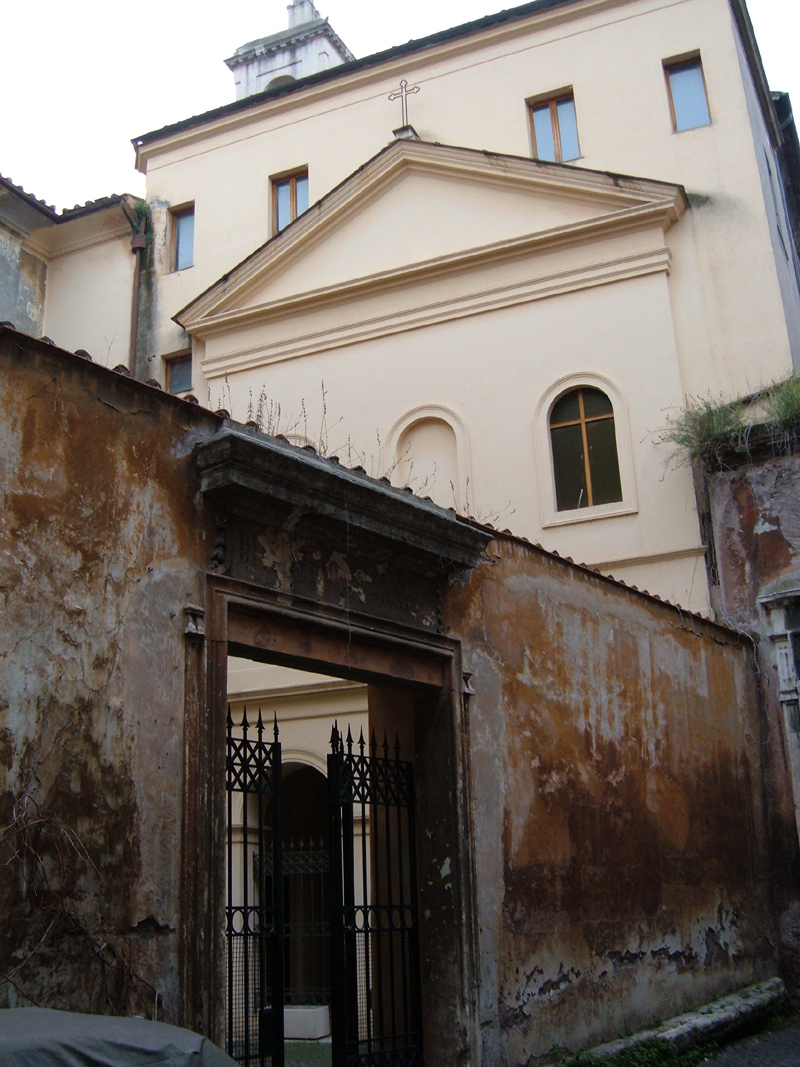
Das Sant’Ambrogio della Massima, Blick auf das Tor und den oberen Teil der Fassade am Hof

Am 17. September berichtete Lorenzo Sallua, den Kommissar der Römischen Inquisition, Papst Pius IX. in Privataudienz von den Vorgängen im Kloster Sant’Ambrogio della Massima. Der Skandal nahm seinen Anfang, als Fürstin Katharina Hohenlohe-Schillingsfürst am 23. August 1850 bei der obersten römischen Glaubensbehörde Anzeige erstattete gegen die Nonnen, vor allem aber gegen die Äbtissin, die Novizenmeisterin des Klosters, nachdem sie von ihrem Cousin Gustav Adolf zu Hohenlohe-Schillingsfürst, der als Geheimkämmerer zum Haushalt von Pius IX. gehörte, aus dem Kloster gerettet worden war. Auf Vorschlag von Kardinal Karl August von Reisach, aber gegen den Widerstand ihres Cousins war sie in das Kloster eingetreten. Sallua legte Pius IX. die Klageschrift vor, die Katharina auf Anweisung ihres Beichtvaters Maurus Wolter für die Inquisition verfasst hatte. Katharina berichtete in der Anklageschrift, dass sie von ihren Mitschwestern und der Außenwelt isoliert wurde; es wurde versucht, sie als Mitwisserin von Klostergeheimnissen zum Schweigen zu bringen; auch Giftanschläge wurden auf sie verübt. Die Klostergeheimnisse bestanden Katharina zufolge aus einem falschen Mystizismus, der sich in der Verehrung von zwei Lebenden als Heilige äußerte: Maria Agnese Firrao, der Gründerin des Klosters, und der jungen Novizenmeisterin und Vikarin Maria Luisa. Zudem berichtete Katharine in der Anklageschrift von lesbischen Praktiken im Noviziat, einer sexuellen Beziehung der Novizenmeisterin mit einem der Beichtväter und schließlich vom Bruch des Beichtgeheimnisses. Es fiel Katharina schwer, überhaupt Anzeige gegen das Kloster zu erstatten, das für sie die Erfüllung eines Lebenstraumes war, nur durch die Anweisung ihres Beichtvaters erstattete sie die Anzeige. Nachdem Religion und Kirche in ihrem Leben zunächst keine Rolle gespielt haben, entdeckte sie im Jahr 1834 auf einer Romreise mit ihrer Mutter durch die Begegnung mit Karl August von Reisach ihre Leidenschaft für eine an Rom orientierte Kirche und wählte Reisach zu ihrem Beichtvater und Seelenführer. Am liebsten wäre sie sofort in ein Kloster eingetreten, was ihr nach einigen Lebenswirren schließlich im Jahre 1853 bei Schulschwestern im Elsass möglich war. Im Jahr 1858 kam sie schließlich über Reisach, der inzwischen ein enger Vertrauter von Pius IX. geworden war, nach Rom in das Kloster Sant’Ambrogio. In den ersten Monaten zeigte sie sich beeindruckt vom Klosterleben und einigen Personen, die ihr im Kloster begegneten, wie der Äbtissin Maria Veronica und der Madre Vicaria Schwester Maria Luisa, der Novizenmeisterin und Stellvertreterin der Äbtissin.
Auf der anderen Seite gab es im Voraus einige warnende Andeutungen Reisachs. So seien, wie er Katharina bei ihrem Eintritt in Sant’Ambrogio erklärte, im südlichen Ambiente Italiens außergewöhnliche und übersinnliche Dinge zu erwarten. Manches sei anders zu interpretieren, als sie es aus dem rationalen Deutschland kennen würde. Unter solchen Voraussetzungen würden auch «Kämpfe und Anfechtungen hervorgerufen, die unseren Erfahrungen und Vorstellungen ganz fremd seien»; Katharina solle sich «von solchen Dingen werden beunruhigen noch stören lassen». Wolf zufolge beschrieb Reisach auf diese Weise – möglicherweise unbewusst – den Charakter von Pius IX., der sich gerne ins Übernatürliche flüchtete und auf Rettung durch das Übernatürliche hoffte. Katharina selbst fielen zwar die «Ekstasen, Wunder[n] und Erscheinungen» als Themen der geistlichen Tischlesungen auf, doch sah sie darin noch keine Häresie. Andererseits merkte sie, dass ihr etwas verheimlicht wurde: Gespräche endeten abrupt, wenn sie in die Nähe kam, oder man verfiel in einen ihr unverständlichen römischen Dialekt. Doch erst nach ihrer Einkleidung als Novizin am 29. September 1858 wurde sie von Reisach sowie von Giuseppe Leziroli und Giuseppe Peters, die Beichtväter des Klosters, eingeweiht: Demnach war die Klostergründerin Maria Agnese Firrao bereits im Jahr 1816 als falsche Heilige verurteilt und ins Exil geschickt worden. Falso misticismo war seit der Reformationszeit immer mehr zu einem eigenen häretischen Delikt entwickelt. Echte Heilige mussten einerseits tot und andererseits vom Papst heiliggesprochen sein. Lebende Heilige, vor allem weibliche, entzogen sich der Kontrolle durch die heilige Kirche und waren dadurch eine Gefahr.
Bei der privaten Audienz am 17. September 1859 bat Sallua Pius IX. um die Eröffnung eines Inquisitionsprozesses. Er war davon überzeugt, dass Katharinas Vorwürfe stichhaltig waren. Pius IX. reagierte jedoch skeptisch und meinte dies alles sei Katharinas Fantasie entsprungen. Vorwürfe wie falso misticismo oder Ähnliches passe nicht zu einem frommen Kloster wie Sant’Ambrogio. Dazu kam die Verwicklungen zahlreicher hochrangiger Kardinäle, denen er vertraute. Doch Sallua blieb hartnäckig und erreichte immerhin informelle Sondierungen unter größter Geheimhaltung, um das Ansehen der katholischen Kirche zu schützen.
Am 8. Dezember 1859 präsentierte Sallua Pius IX. die Ergebnisse seiner Untersuchungen: Es bestätigte sich der Verdacht einer Verehrung von Maria Agnese Firrao und Maria Luisa als lebende Heilige, lesbischen Initiationsriten für Novizinnen, mehreren Mord- und Giftanschlägen auf Katharina, Zwangsbeichten der Novizinnen bei der Novizinnenmeisterin, einer Förderung dieses Kultes sowie Bruch des Beichtgeheimnisses durch die Beichtväter Leziroli und Peters, die sich zudem der Verführung im Beichtstuhl schuldig gemacht haben. Aufgrund der von Sallua vorgelegten zwingenden Beweise blieb Pius IX. nichts anderes übrig, als einen formellen Inquisitionsprozess zu eröffnen. Der Prozess, in dessen Verlauf mehr als sechzig Zeugen, vor allem die Nonnen verhört wurden, dauerte von Dezember 1859 bis Februar 1862. Der Zusammenhang zwischen falschem Mystizismus und den begangenen Vergehen ist offensichtlich. Wenn es nicht mehr möglich war, die begangenen Untaten zu vertuschen, wurde sogar die Gottesmutter wie im Fall der Giftanschläge auf Katharina instrumentalisiert. Fürstin Katharina war, auch nachdem sie von dem Geheimnis des Klosters wusste, skeptisch geblieben. So glaubte sie beim besten Willen nicht die tagtäglichen Entrückungen Maria Luisas in den Himmel und dass dieser bei ihrer angeblichen Hochzeit mit Jesus Christus einen Ring geschenkt worden war. Als sie sich Beichtvater Peters anvertraute, der in Maria Luise verliebt war, offenbarte er ihr Katharina als Mitwisserin. Katharina wurde gezwungen, die Geschehnisse um Maria Luise für echt zu halten. Katharina wollte darauf zunächst mit Schweigen reagieren, als Maria Luisa sich von ihr einen auf Deutsch verfassten Brief eines angeblichen «Americano» übersetzen lassen wollte, der angeblich von Dämonen besessen sei, die man durch Exorzismen vertreiben wolle. Der Brief war voll von Obszönitäten und erotischen Anspielungen. Katharina ahnte, dass Maria Luisa ein Verhältnis mit diesem «Americano» hatte, der Maria Luisa anbot «Mutter ohne Gatte» werden zu können. Von Katharina zur Rede gestellt, behauptete sie, nicht sie, sondern der Teufel in ihrer Gestalt habe Katharina den Brief vorgelegt. Die Beichtväter verpflichteten Katharina, ihre Anschuldigungen gegen Maria Luisa zurückzunehmen. Stattdessen wollte Katharina am 8. Dezember 1858im Chor der Klosterkirche Maria Luisa dazu bringen, die Wahrheit zu bekennen. Andernfalls drohte sie damit, alles außerhalb des Klosters zu erzählen. Maria Luisa ließ sich jedoch darauf nicht ein. Unmittelbar danach wurde Katharina ernsthaft krank. Eine Tasse Tee, Magenbrühe oder Medizin lösten nun Magenschmerzen, Schwindel und Erbrechen und sogar Bewusstlosigkeit aus. Im Kloster hieß es, nach einem Schlaganfall stünde ihr Tod kurz bevor. Die herbeigerufenen Ärzte hatten keine Hoffnung mehr; Katharina erhielt die Sterbesakramente und legte die ewigen Gelübde ab. Doch Katharina überlebte. Salluas Ermittlungen enttarnten die Vorfälle als Mordversuche durch Maria Luisa – angeblich auf Anweisung der Muttergottes als Strafe für Katharina, weil diese nicht an Maria Luisas Heiligkeit glaubte – mit zerstoßenem Glas, Terpentin, Lackfarbe, Opium, Belladonna und Digitalis. Durch Katharinas Körperfülle hatte die Dosis der eingesetzten Gifte ihre Wirkung verfehlt. Die Muttergottes bestimmte sogar zwei Novizinnen als Komplizinnen für die Mordanschläge in einem Brief, der angeblich in einem Kästchen unter einem Gnadenbild der Muttergottes auf dem Altar der Klosterkirche materialisierte. Für das Kästchen hatte angeblich nur einer der Beichtväter einen Schlüssel. Die Antwortbriefe gelangten angeblich auch über das Kästchen an die Muttergottes. Sallua fragte sich, warum die Nonnen an den der christlichen Lehre widersprechenden Inhalt der Briefe glaubten und gebildete Beichtväter und hochrangige Kardinäle an die Existenz solcher Himmelsschreiben an sich. Da die Angeklagten alle Unterlagen verbrannt hatten, konnte Sallua lediglich ein „himmlisches“ Schreiben als Beweismittel sichern. Nach langen Recherchen fand er heraus, dass auch Petrus Beckx, der General der Jesuiten, einen Marienbrief erhalten hatte. in dem die Muttergottes darum bat, «den unglückseligen Passaglia von seinem Mitbruder Schiader zu trennen […] denn sonst werden Sie Gottes Zorn auf die Gesellschaft ziehen» Der auf Französisch verfasste Brief enthielt etliche orthographische Fehler auch in den Eigennamen; mit «Schiader» war der einflussreiche Jesuitentheologe Clemens Schrader gemeint. Beckx kam der Forderung nach und versetzte Schrader am 3. August 1857 von der Päpstlichen Universität Gregoriana an die Universität Wien und trennte ihn damit, wie im Brief gefordert, von seinem Lehrer, Kollegen und Freund Carlo Passaglia. Wie Sallua bei den Recherchen rausfand, wurde dieser und andere Marienbriefe von der Novizin Maria Francesca, die seit etwa einem Monat Probandin in dem Kloster gewesen war, auf Befehl von Maria Luisa geschrieben. Maria Francesca konnte Sallua ebenso einen fundierten Einblick in die Fälschungsvorgänge dieses und aller anderen „Himmelsschreiben“ geben. Sallua kam zu dem Schluss, dass, wenn schon Beckx, der sonst keine Schwäche für Mystizismus zeigte anfällig für die Anweisungen eines „himmlischen“ Marienbriefs war, dass dann auch für die anderen Beichtväter und Kardinäle am Kloster gelten musste. Erst recht mussten dann die Nonnen in einem Rom, in dem von Marienerscheinungen bis hin zur Materialisation von Briefen anscheinend alles möglich war, einen „himmlischen“ Mordauftrag an Katharina ernst nehmen.
Pius IX., dessen Vertraute Kardinal Karl August von Reisach, aber auch Constantino Patrizi, der Generalvikar von Rom als Protektor des Klosters, in den Fall verwickelt waren, war indessen bemüht, die Ausmaße des Skandals geheim zu halten. Der Fall konnte sich zu einem großen Stellvertreterkrieg zwischen den Liberalen um Kardinal Gustav Adolf zu Hohenlohe-Schillingsfürst und den Benediktinern von Sankt Paul vor den Mauern sowie den Hardlinern um Reisach und den Jesuiten der Gregoriana entwickeln. Pius IX. hatte sich zuletzt der letzteren Gruppe zugewandt. Pius IX. machte Reisach, der sowieso zum Sanctum Officium gehörte, zum Richter und wurde inoffiziell durch diesen sowie offiziell durch Sallua informiert. Reisach selbst nutzte seine Position, um Informationen über den Prozessverlauf an die beiden angeklagten jesuitischen Beichtväter und an Giuseppe Peters, der so seine Verteidigungsstrategie einrichten konnte und hinter dem der Jesuit Josef Kleutgen steckte, weiterzuleiten, der bald als der Vater der Neuscholastik gelten sollte.

### Josef Kleutgen
Es kam zur Verurteilung von lediglich vier Angeklagten, und zwar Äbtissin Maria Veronica und Beichtvater Giuseppe Leziroli, der zudem keine Beichten mehr abnehmen durfte, zu jeweils einem Jahr Klosterhaft, die Novizenmeisterin und falsche Heilige Marie Luisa zu zwanzig Jahren Haft. Reisach und Patrizi wurden freigesprochen.
Josef Kleutgen hatte sich mindestens ebenso schuldig gemacht wie die Novizenmeisterin Maria Luisa, indem er unter anderem eine unstatthafte sexuelle Beziehung mit ihr unterhielt und mehrfach das Beichtgeheimnis gebrochen hatte, und sich insgesamt der «formalen Häresie» schuldig gemacht. Insgesamt kam er trotz der Schwere der Anschuldigungen mit drei Jahren Kerkerhaft davon.
Pius IX. bestätigte im Großen und Ganzen die verhängten Strafen, reduzierte allerdings die zwanzig Jahre Haft für Maria Luisa auf achtzehn Jahre. Kleutgen selbst sollte statt der drei Jahre Kerkerhaft zwei Jahre in einem Jesuitenorden außerhalb Roms verbringen. So ging er in ein Erholungsheim seines Ordens nach Galloro am Nemisee. Zu seiner eigenen Überraschung wurde Kleutgen in diesen zwei Jahren vorzeitig begnadigt, weil man ihn in einer wichtigen theologischen Angelegenheit brauchte. Zunächst wurde Reisach von Papst Pius IX. beauftragt, der sich sofort an Kleutgen wandte. Pius IX. zeigte sich von der Tüchtigkeit des von Kleutgen abgegebenen Gutachtens so angetan gezeigt, dass er ihn umgehend begnadigte. Von den zwei päpstlichen Schreiben, die in Kleutgens Aufenthaltszeit am Nemisee in Frage kommen, Gravissimas inter vom 11. Dezember 1862 über die «Irrtümer Frohschammers» und Tuas libenter vom 21. Dezember 1863 über die Münchener Gelehrtenversammlung, kommt wegen der zeitlichen Nähe zu seiner Begnadigung nur Tuas libenter in Frage.
Der Münchener Kirchenhistoriker Ignaz von Döllinger hatte vom 28. September bis zum 1. Oktober 1863 vierundachtzig katholische Gelehrte in die Münchner Abtei St. Bonifaz aus Deutschland, Österreich und der Schweiz zu einem Kongress eingeladen. Auf dem Kongress sollten die immer stärker gewordenen Gräben und Missverständnisse zwischen «Romanern» und «Deutschen» überbrückt werden. Doch schon in seiner Eröffnungsrede brüskierte er die Neuscholastiker, indem er das von der «Scholastik gezimmerte Wohnhaus» als «baufällig» bezeichnete, die Einschränkung durch Dogmen kritisierte und sich für die Freiheit der theologischen Wissenschaft aussprach. Döllinger und seine Mitstreiter wurden vermutlich von dem Eichstätter Regens Joseph Ernst beim Münchener Nuntius Gaetano Aloisi Masella denunziert, der die Anzeige nach Rom weiterleitete. Im Auftrag von Pius IX. bereitete Reisach eine Antwort an den Nuntius vor, holte einige Unterlagen zum Thema Münchener Gelehrtenversammlung und übergab diese an Kleutgen. Diese bildeten die Grundlage für Kleutgens Gutachten, dass dieser Anfang Dezember einreichte. Kleutgen vertrat die Meinung, dass in Zukunft Zusammenkünfte wie die Münchener Gelehrtenversammlung verhindert werden müssten, da sie ein Forum für «aufrührerische[n], skandalträchtige[n], irrige[n] und häretische[n] Meinungen» seien. Kleutgen sprach sich für Inquisition und Indexkongregation im Zusammenhang mit Büchern und damit auch indirekt sein eigenes Wirken als Indexgutachter aus. Döllingers These der Beschränkung durch Dogmen wies Kleutgen zurück. Für Kleutgen waren nicht nur feierliche Lehrentscheidungen des Papstes verbindlich, sondern auch beispielsweise von Kongregationen und Provinzialsynoden beschlossene Dekrete des Heiligen Stuhls. Neben das feierliche Lehramt trat damit ein weiteres, alltägliches Lehramt. Kleutgens nächstes Thema im Gutachten war sein Lieblingsgegner, der Münchener Philosoph Jakob Frohschammer, der eigentlich nicht zum Arbeitsauftrag des Gutachtens gehörte. Dessen Behandlung im Gutachten dürfte Reisach und Pius IX. trotzdem zugesagt hatten, da die Indexkongregation ein Jahr zuvor ihn und die falsche Freiheit der Philosophen verurteilt hatte. Für beide hing zusammen, dass die Philosophen sich jetzt unerlaubte Freiheiten nehmen wollten.

### „Tuas libenter“ (1863) und das doppelte Lehramt
Kleutgen lieferte für das Breve Tuas libenter von Pius IX. eine wichtige Vorlage, indem es das «magisterium ordinarium» einführte. In Tuas libenter ging Pius IX. nach dem damals klassischen Muster der Argumentation in fünf Schritten vor:
1. Es wird eine göttliche Wahrheit festgestellt.
2. Diese Wahrheit wird, insbesondere durch die Wissenschaft in Frage gestellt.
3. Diese «häretischen» Meinungen häufen sich in Deutschland, was den Papst zum Eingreifen zwingt.
4. Alle Einschränkungen der angegriffenen ewigen Wahrheit werden von Rom zurückgewiesen.
5. Dies macht eine Ausweitung der römischen Kompetenzen nötig.

Zu dem Zweck, seine Kompetenzen auszuweiten und die Freiheit der Wissenschaft einzuschränken, betont Pius IX. in Tuas libenter, seine Forderungen stünden in einer seit Beginn der Kirchengeschichte bestehenden Lehrtradition und seien daher nicht neu. Es seien die Gegner des Papstes, die die Basis der Kirche verlassen hätten; ihre Position sei ein Bruch mit der Tradition. In Wahrheit war das Gegenteil der Fall: Es waren die Gegner des Papstes, die sich auf die Tradition beriefen, denn das Lehramt von Papst und Kontilien entstammte der Tradition, während Pius IX. das «doppelte Lehramt» in Tuas libenter erfunden hatte.
In Tuas libenter geht es nicht um das doppelte Lehramt, wie Thomas von Aquin es beschrieben hatte. Während dieser mit dem doppelten Lehramt jenes der Hirten und Magister meinte, ging es Pius IX. um das pastorale Lehramt, das auf zwei unterschiedliche Art und Weisen – ordentlich und außerordentlich – vom Papst ausgeübt wurde.
Zu den Gegnern, auf die Pius IX. es abgesehen hatte, zählte zum einen Ignaz von Döllinger, der mit der Münchener Gelehrtenversammlung der direkte Auslöser war, auf der es allerdings lediglich um die Theologie gegangen war, sondern auch um Frohschammer, dessen Fachgebiet der Philosophie ebenfalls von Tuas libenter in Frage gestellt wurde. Frohschammer wurde wegen seiner Meinung verurteilt, obwohl es zu diesem Zeitpunkt das Konzept des doppelten Lehramts noch nicht gab und obwohl er sich in seiner Schrift Ueber den Ursprung der menschlichen Seelen eng an die Lehre von Thomas von Aquin gehalten hatte. Thomas von Aquin zufolge entstanden bei der Entwicklung des menschlichen Embryos nacheinander zunächst eine pflanzliche, dann eine tierische und schließlich eine menschliche Seele. Theologen diskutierten nun die Frage, ob diese sukzessive Beseelung generatianistisch, sich die Seele als von Generation zu Generation weitervererbt, oder kreatianistisch zu verstehen sei, Gott also bei jeder Zeugung die Seele neu erschafft.
Kleutgen konzentrierte sich im Inquisitionsverfahren gegen Frohschammers Generatianismus-Schrift gar nicht auf die Frage „Kreatianismus“ oder „Generatianismus“, sondern darauf um die prinzipielle Frage, was in der Kirche als verbindliche Lehre gelten sollte und was nicht. Da die Kirche den Kreatianismus nie als Glaubenssatz definiert hatte, konnte Frohschammer argumentieren, eine Alternative formuliert zu haben. Deswegen manövrierte Kleutgen sich in Ausflüchte, spätestens seit dem siebten Jahrhundert sei es einhellige Lehre unter Papst, Bischöfen und Theologen, dass de Generatianismus als «einer Häresie nahekommend», mindestens aber «als irrig und höchst waghalsig» gegolten habe und Frohschammers Schrift daher zu verurteilen sei. Weder die Konsultoren der Indexkongregation noch die Kardinäle waren von dieser Argumentation überzeugt; zu einem Verbot von Frohschammers Schrift kam es nicht. So wurden mit dem Franziskanerkonventuale Angelo Trullet und dem Benediktiner Bernard Smith zwei weitere Gutachter beauftragt. Kleutgen griff in seinen jetzigen Überlegungen auf Gedanken zurück, die er mit dem Moral- und Pastoraltheologen Johann Baptist Hirscher entwickelt hatte. Es sei, so Kleutgen, ein Missverständnis, zu glauben, nur dann einen verbindlichen Glaubenssatz vorlege, wenn dies durch eine feierliche Entscheidung wie etwa auf einem Konzil geschehe. Stattdessen gäbe die Kirche ihren Gläubigen einen verbindlichen Glaubenssatz auch durch ihr ordentliches Lehramt vor. Damit gäbe es in der Kirche ein «doppeltes Lehramt», und zwar das ordentliche und immerwährende Lehramt, das aus dem fortdauernden Apostolat der Kirche besteht, und das außerordentliche Lehramt, wenn in besonderen Zeiten Irrlehren die Kirche beunruhigen, und ist nicht nur Lehramt, sondern auch Richteramt. Kleutgen schrieb wie in Theologie der Vorzeit an Hirscher auch in seinem Gutachten über Frohschammer, dass nicht nur das Dogma, sondern auch das Lehramt die Denk- und Lehrfreiheit beschränkt. Kleutgen wandte sich gegen jede «Zügellosigkeit des Meinens und Lehrens in der Kirche», die nicht explizit durch das außerordentliche Lehramt definiert worden seien. Der Kreatianismus sei durch das ordentliche Magisterium definiert, das zunächst dem Papst in all seinen Äußerungen zukomme, dann auch allen mit dem Papst lehrenden Bischöfen auf der ganzen Welt und schließlich allen Kongregationen und «angesehenen» Theologen. Gutachter Angelo Trullet warf Kleutgen daraufhin vor, völlig neue Kriterien in der Theologie einzuführen. Kleutgen führe ein Gesetz nach dem Verbrechen ein, das nach bisherigem Recht gar kein Verbrechen wäre. Ein ordentliches Lehramt sei in der Tradition der Kirche unbekannt, könne daher schon rein formal nicht zu Frohschammers Verurteilung dienen. Und da es keine feierliche Definition des Kreatianismus gebe, könne ma ebenso mit dem Generatianismus argumentieren. Trullets Argumentation hatte jedoch keinen Erfolg, weil Drittgutachter Bernard Smith Kleutgens Argumentation folgte, ohne selber Belege aus der Tradition liefern zu können. Frohschammers Generatianismus wurde am 9. Mai 1857 auf den Index librorum prohibitorum gesetzt. Nach den vorher üblichen Maßstäben wäre das Buch kein Fall für den Index gewesen. Nach der Indizierung des Buches und weiteren Demütigungen durch die Kirche beleuchtete Frohschammer in zwei weiteren Schriften – Einleitung in die Philosophie und Grundriss der Metaphysik. Zur Reform der Philosophie und Ueber die Freiheit der Wissenschaft (beide 1861) – die Beziehung von Vernunft und Gottesglaube sowie Wissenschaft und kirchlicher Autorität neu und kritisierte die Indexkongregation. Auch diese Schriften wurden denunziert und der Indexkongregation vorgelegt, jedoch von Konsultor Piotr Semenenko verschont, da Frohschammer diesmal keine definierte Lehre der Kirche leugnete. Daraufhin wählte Kleutgen den informellen Weg und erreichte über seinen Vertrauensmann Kardinal August Graf von Reisach, dass diesmal Papst Pius IX. persönlich Frohschammers Lehren in seinem Breve Gravissimas inter vom 11. Dezember 1862 verurteilte.
Das Konzept des doppelten Lehramtes konnte dadurch seine Wirkung entfalten, weil es wenige Jahre später auf dem Ersten Vatikanischen Konzil in der Konstitution Dei Filius zum Dogma erhoben wurde. Bereits ein Jahr nach dem Breve Tuas libenter und sechs Jahre vor der Dogmatisierung wurde dieses Konzept, dessen Erfinder ein wegen Häresie verurteilter Theologe war, im Syllabus errorum auch in der Praxis angewandt.

### „Quanta cura“ (1864) und das „Syllabus errorum“
Am 8. Dezember 1864, dem zehnten Jahrestag der Dogmatisierung der Unbefleckten Empfängnis Mariens, veröffentlichte Papst Pius IX. den Syllabus errorum. Beide Male ging es Pius IX. um einen Kampf gegen die Moderne, die er als Gefahr für die Kirche ansah: «Wie die von jedem Makel der Sünde freie Immaculata, Urbild und Vorbild der Kirche, über Versuchung und Satan siegte, so sollten Kirche und Katholiken die verführende Vernunft und verlockende Freiheit abweisen und die Revolution besiegen.» Ursprünglich sollte der Syllabus errorum zusammen mit dem Mariendogma veröffentlicht werden, was allerdings an zu großen Meinungsverschiedenheiten zum Syllabus innerhalb der Kurie scheiterte. Nach der römischen Revolution von 1848 und der Rückkehr aus dem Exil, die für Papst Pius IX. im Jahr 1850 nur unter dem Schutz der französischen Truppen möglich war, gaben die Aufstände in der Emilia-Romagna und vor allem in den Marken im Jahr 1859 der Arbeit am Syllabus neuen Schub.
Zunächst entstand im Heiligen Offizium eine erste Irrtumsliste mit 79 Thesen. Nach 1860 war die weltliche Macht der Päpste dadurch gefährdet, dass sich immer größere Teile des Kirchenstaates dem neuen italienischen Königreich anschlossen. Schon bei der Dogmatisierung der Unbefleckten Empfängnis war die Hoffnung geäußert worden, die Muttergottes werde eingreifen und die weltliche Macht des Papstes vor revolutionären Gefahren bewahren. An diese Hoffnung klammerte sich Pius IX. immer mehr.
Am 23. Juli 1860 veröffentlichte Olympe-Philippe Gerbet, der Bischof von Perpignan, einen Hirtenbrief mit einer Liste mit 85 der katholischen Lehre widersprechenden Thesen. Da Pius IX. die Verurteilung einzelner Irrtümer mehr lag als tiefgehende Analysen, wurde die erste kuriale Fassung mit den 79 Sätzen aufgegeben. Doch auch die neue Fassung wurde von einer Mehrheit der Kardinäle als ungenügend abgelehnt. Dennoch wollte Pius IX. eine auf 61 Irrtümer gekürzte Liste veröffentlichen. Als diese an die liberale Presse gelangte und einen Sturm der Entrüstung auslöste, konnte Pius IX. gerade noch von einer Veröffentlichung abgehalten werden.
In den Jahren 1863 und 1864 spielten vier Ereignisse in die Veröffentlichung mit rein:
- Im Juni 1863 veröffentlichte Ernest Renan das Buch La Vie de Jésus und stellte Jesus als verklärten Jesus dar und als großen Menschenfreund mit hehren moralischen Idealen vor.[340][339] Entgegen der kirchlichen Lehre ist Jesus in dem Buch nur ein Mensch und nicht Gottes Sohn.[339] Seine Wunder werden geleugnet oder bestenfalls «natürlich» erklärt.[339] Das Buch versucht, die Ergebnisse der evangelischen historisch-kritischen Bibelexegese weiten Kreisen bekannt zu machen.[339] Die Zielrichtung des Buches, das am 24. August 1863 auf dem Index librorum prohibitorum landete[341][342], findet sich in den ersten sieben verdammten Sätzen des Syllabus.[339]

- Charles de Montalembert hielt im August 1863 auf dem Mechelner Katholikenkongress mehrere Reden, die unter dem Titel L’Église libre dans l’État libre erschienen.[343] In diesen Reden bekannte er sich zu den liberalen Prinzipien, die in der belgischen Verfassung von 1831 proklamiert wurden und die Freiheit der Religion schützten.[344][345][343] Er sah die Zukunft der modernen Gesellschaft in einer Versöhnung des Katholizismus mit der Demokratie.[343] Ultramontane Katholiken brachten prompt eine Gegenschrift heraus unter dem Titel L’erreur libre dans l’état libre, denunzierten de Montalemberts Schrift in Rom und bestanden darauf, dass dieser falsche Liberalismus verurteilt werde.[339] Zu einer Indizierung kam es jedoch nicht – vielleicht, weil inzwischen der Syllabus erschienen war und dadudurch das Werk als verurteilt galt.[346][343]

- Ein dritter Aspekt für die Veröffentlichung des Syllabus war die Münchener Gelehrtenversammlung von 1863 mit der Rede von Döllinger.[343] Pius IX. reichte es offenbar noch nicht, dass er Dölllingers Position bereits verurteilt hatte.[343] Mit dem Syllabus er die Liberalen und ihre Theologie insgesamt treffen.[343]

- Hinzu kam als vierter Aspekt im September 1864 eine konkrete politische Bedrohung mit einem Abkommen zwischen Italien und Frankreich, in welchem Frankreich zusagte, seine Truppen innerhalb von zwei Jahren aus dem Kirchenstaat abzuziehen, wodurch der Papst nicht mehr vor dem italienischen Militär geschützt und dies das Ende seiner weltlichen Macht war.[347][343]

Die Unterschrift von Quanta cura verlief von der katholischen Öffentlichkeit weitgehend unbemerkt. Beide Texte – sowohl die Enzyklika Quanta cura als auch ihr aus achtzig als irrig verurteilten Sätzen bestehender Anhang Syllabus errorum – stellen eine grundsätzliche Verdammung der Moderne und der Liberalen Ideen, aus dem diese hervorgeht, dar. Eine systematische Analyse des Liberalismus und seiner Grundprinzipien fehlt jedoch. Stattdessen verurteilt Pius IX. die aus seiner Sicht falschen Aussagen seiner Gegner. Die Gläubigen erfuhren nicht, was sie zu tun oder zu glauben hatten, sondern was auf jeden Fall falsch war. Quanta cura stimmt eine einzige Klage über die moderne Zeit und ihren Unglauben an; Pius IX. sah sich wie seine Vorgänger gezwungen, dem entgegenzutreten. Die falschen Propheten könnten vor allem für die Jugend gefährlich werden. Die Verlockungen der Moderne versprächen Freiheit, brächten aber nur die Sklaverei des Verderbens, wie für Pius IX. seit der Revolution von 1848 feststand. Die Todsünde der Liberalen sei jedoch, jene Kraft zu behindern, die die Kirche durch den Auftrag ihres göttlichen Gründers zur Entfaltung bringen soll und den Wirkungsmöglichkeiten der Kirche damit ein Korsett aufzuerlegen. Nach dieser Einleitung werden sechzehn der Irrtümer aufgezählt, die von Pius IX. verworfen werden. Dazu zählten eine religionsneutrale Verfassung von Gesellschaft und Staat, die Forderung nach einem staatlichen Unterrichtsmonopol, die Verstaatlichung und Entkirchlichung von Ehe und Familie und die Absicht, die Kirche auf ihren geistlichen Bereich zu beschränken.
Die meiste öffentliche Aufmerksamkeit erregte der dritte verurteilte Satz, der von Pius IX. als «Wahnwitz» bezeichnet wurde: «Die Freiheit des Gewissens und des Kultus ist das eigene Recht eines jeden Menschen, ein Recht, welches durch das Gesetz in jedem wohlkonstituierten Staate verkündigt und geschützt werden muss, und dass die Bürger das Recht besitzen, mit einer gänzlichen, weder durch die geistliche noch durch die bürgerliche Autorität zu beschränkenden Freiheit ihre Ansichten, welche sie auch seien, durch die Presse oder durch andere Mittel kundzugeben oder zu erklären». Damit verurteilte die Kirche Gewissens-, Meinungs- und Pressefreiheit und stürzte gläubige Katholiken, die in Staaten lebten, die sich nach diesen Prinzipien richteten, in Gewissensnöte. Die Enzyklika schloss mit einer Beschwörung des Gottesgnadentums und einem Appell an die Fürsten zu einem Schutz der Kirche vor diesen Irrtümern.
An die Enzyklika Quanta cura war eine Liste mit 80 Irrtümern angehängt, die den eigentlichen Syllabus errorum ausmacht. Der Syllabus war so etwas wie eine Zusammenstellung von verdammenswerten Thesen aus 32 Verlautbarungen von Pius IX. von 1846 bis 1864, die aber vorher noch nicht in dieser konzentrierten Form zusammengestellt worden waren. Im Syllabus wurden sie in zehn Paragraphen eingeteilt:
1. Irrtümer über Pantheismus, Naturalismus und unbedingten Rationalismus
2. Irrtümer über gemäßigten Rationalismus
3. Irrtümer über Indifferentismus und eine falsche Toleranz[355]
4. Irrtümer über Sozialismus, Kommunismus, geheime, biblische und klerikal-liberale Gesellschaften
5. Irrtümer über die Kirche und ihre Rechte
6. Irrtümer über die bürgerliche Gesellschaft an sich und in ihren Beziehungen zur Kirche
7. Irrtümer über die natürliche und christliche Moral
8. Irrtümer über die christliche Ehe
9. Irrtümer über die weltliche Obergewalt des römischen Bischofs
10. Irrtümer, die sich auf den heutigen Liberalismus beziehen

Der erste Paragraph verurteilte Irrtümer, die die Grundlage des christlichen Glaubens wie beispielsweise den Glauben an Gott als höchstes Wesen oder den Glauben an Christus infrage stellten. Umstrittener war der zweite Paragraph, denn die dort aufgeführten Thesen wie jene, dass die Dekrete des Heiligen Stuhles und der Kongregationen den freien Fortschritt der Wissenschaft behindern, wurden auch von rechtschaffenen Theologen vertreten. Beim dritten Paragraphen gingen die Meinungen noch weiter auseinander, denn während viele Katholiken beispielsweise dem „Irrtum“ zustimmten, dass der Protestantismus nichts anderes «als eine unterschiedliche Form derselben wahren christlichen Religion» sei, mussten Liberale die Verurteilung dieses Satzes zurückweisen.
Während die Verurteilung von Sozialismus und Kommunismus breite katholische Zustimmung fand, waren die Meinungen bei der Forderung nach Autonomie der Kirche gegenüber dem Staat und so zum Beispiel auch nach Autonomie von Klerikern gegenüber staatlichen Gerichten geteilt. Das Verhältnis zwischen Kirche und Staat war ein wesentliches Thema des Syllabus. Pius IX. konnte nur schwer akzeptieren, dass die Zeit der katholischen Konfessionsstaaten nach der Französischen Revolution endgültig vorbei war. Daher verurteilte er den „Irrtum“, dass die Staatsverfassung über ein Recht verfügt, das von keinen Grenzen eingeschränkt ist; damit wäre die Zuständigkeit der Kirche über wesentliche Elemente menschlicher Existenz wie Geburt, Hochzeit und Tod grundsätzlich infrage gestellt.
Wesentlich für die Auffassungen von Pius IX. ist auch der zehnte Paragraph, der vier „Irrtümer“ in Bezug auf den damaligen Liberalismus verurteilt: So stellt Satz 77 des zehnten Paragraphen den alleinigen Anspruch des Christentums als zulässige Form der Gottesverehrung in Frage, Satz 78 begrüßt die gesetzlich garantierte Religionsfreiheit in bestimmten katholischen Gebieten, Satz 79 stellt sich gegen einen vermuteten schädlichen Einfluss der religiösen Meinungsfreiheit auf die Sitten und Herzen der Völker, während Satz 80 eine Versöhnung des Römischen Bischofs mit dem Fortschritt, dem Liberalismus und der modernen Kultur fordert.
Nach Einschätzung von Hubert Wolf steckt vor allem in der Verdammung von Satz 80 ein Kerngedanke des Syllabus: Katholizismus und Moderne, Papsttum und Liberalismus sind demnach grundsätzlich unvereinbar. Wer für Werte wie Gewissens- und Meinungsfreiheit eintritt, kann demnach nicht katholisch sein. Der Syllabus macht dabei keinen Unterschied zwischen zentralen Glaubensfragen einerseits und politischen und gesellschaftlichen Fragen andererseits, die nichts mit dem Lehramt zu tun haben. Angriffe auf zentrale kirchliche Dogmen, Ablehnung des Gottesgnadentums als einzig legitimer Staatsform und Bekämpfung der Pressezensur werden nach Gutdünken durcheinander geworfen, als ob sie ein und dasselbe wären.
Im Gegensatz zur Verkündigung des Dogmas der Unbefleckten Empfängnis erzeugte die Veröffentlichung von Quanta cura und des Syllabus errorum viel Gegenwind in der Presse. Besonders ausgeprägt waren die Reaktionen im deutschsprachigen Raum. In Italien wurde die Veröffentlichung von den Anhängern des Risorgimento eher als politischer Angriff auf die italienische Einigung wahrgenommen statt als allgemein lehramtliches Dokument. Die Katholiken und Liberalen in Belgien hielten sich aus Sorge um die Einheit ihres noch jungen Staates zurück. In Frankreich dauerte die Kontroverse einige Wochen, bis führende Katholiken wie Félix-Antoine Dupanloup und Henri-Louis Charles Maret eine abgeschwächte Interpretation des Syllabus errorum in der Öffentlichkeit durchsetzten.
Die Tiroler Stimmen schrieben beispielsweise: «Ein armer, wehrloser Greis, in seiner Wohnung selbst bewacht wie ein Gefangener, schon hundert Mal als Toter ausgerufen, erhebt sich auf dem Sitze Petri, um in das Chaos der modernen Verwirrung Worte der Ordnung und Orientierung hineinzurufen für alle […] Dieses Wort des Papstes ist eine Tat, deren ungeheure Bedeutung sich zur Stunde gar nicht berechnen lässt […]», während die Kirchenzeitung Der christliche Pilger die zeitgemäße, mutige Tat des «Heldengreises im Vatikan» mit einem Gedicht lobte. Für die von der freisinnigen Partei in Bayern herausgegebenen Münchener Neuesten Nachrichten aus dem Gebiet der Politik waren die Äußerungen von Pius IX. in einer ihrer ersten Nummern im Jahr 1865 ein «Fehdehandschuh an den modernen Staat und die moderne Gesellschaft». und schrieb weiter: «Die ganze Welt soll, so will es die Enzyklika, um fünf Jahrhunderte zurückversetzt werden; die moderne Staatsgesellschaft ist Teufelsspuk, es gibt in geistlichen und weltlichen Dingen nur eine Autorität, die päpstliche, und ihr sollen Fürsten und Völker untertan sein. Es gibt, so ruft man euch von Rom aus im neunzehnten Jahrhundert zu, keine Freiheit der Kultur und des Gewissens, verpönt ist jede Kundgebung des Volkswillens und der öffentlichen Meinung.» So unterschiedlich katholische und liberale Blätter über den Syllabus urteilten, in einem Punkt waren sich beide Seiten einig: Durch die Verlautbarung des Syllabus waren Katholizismus und Moderne unvereinbar geworden. Für die liberale Presse zog sich die katholische Kirche aus der Gegenwart ins Mittelalter zurück. So schrieb etwa die Allgemeine Zeitung: «Ein solcher Schlag dem Jahrhundert ins Gesicht gegeben ist unerhört» Das Urteil der Wochenschrift des Nationalvereins fiel nicht positiver aus: «Was den edelsten Völkern für ein sittliches Heiligtum gilt, das wird in dem päpstlichen Rundschreiben vom 8. Dezember Pestilenz und Wahnsinn genannt; und Gedanken, welche den Stolz des Jahrhunderts ausmachen, stammen nach römischer Auffassung aus dem Geiste des Satans. Kaum einer und der andere unter den achtzig Sätzen, die vom Vatikan herab als Glaubensartikel verkündet werden, der nicht mit dem Wissen und Gewissen der Zeit […] im schreienden Widerspruch stände!»
Der Syllabus eignete sich auch als Vorlage für Satire wie zum Beispiel im Kladderadatsch, der unter dem Titel «Encyclopaedia, d. h. Encyklika wider die abscheulichen Irrtümer der Philosophen, Astronomen, Geo-, Philo-, Theo-, Zoo-, Minera-, Historio-, Kosmologen des neunzehnten Jahrhunderts» schimpfte Pius IX. hier gegen die modernen Irrlehrer: «Ihr Zungendreher und leeren Wäscher, ihr Frevel-Schwätzer und Frevelketzer, genährt in Satans refektorium, die ihr zu unserm Sturz euch einigt, und die nicht Seife noch Purgatorium von ihren schwarzen Lastern reinigt, ihr sollt im Pfuhl der Sünde ersaufen und braten auf wildem Scheiterhaufen, und euer Schmerzensgeschrei ersticke die Flamm’ – in maiorem Dei gloriam.» Auch als die evangelische Preußische Kreuzzeitung Pius IX. für seinen Mut dankte, den Umtrieben der Zeit entgegenzuwirken, und für seine Hochschätzung des monarchischen Prinzips Dank aussprach, antwortete der Kladderadatsch: «Sie stehn zu Rom, moralisch und politisch; / Sie führen nur den Namen Protestanten; / Von Herzen sind sie stets – gut jesuitisch.»
Katholische Blätter reagierten auf den Syllabus im Allgemeinen mit drei Monaten Verspätung, weil sie sich weniger mit seinem Inhalt beschäftigten als vielmehr mit der liberalen polemischen Reaktion auf ihn. Dabei ging es nicht nur um die Reaktion der politischen Liberalen, sondern auch um die lauen liberalen Katholiken, die sich um eine Versöhnung zwischen Kirche und Moderne bemühten. In diesem Sinne schrieb im Januar 1865 der ultramontane Neuscholastiker Constantin von Schaetzler ganz schadenfroh, mit dem Erscheinen des Syllabus seien «unsere liberalen Katholiken […] ein für alle Mal aufs Haupt geschlagen». In der Tat fühlten sich liberale Katholiken durch die Enzyklika in ihrem Bemühen, Kirche und Moderne zu versöhnen, um Jahrzehnte zurückversetzt. So schrieb beispielsweise der Freiburger Kirchenhistoriker Franz Xaver Kraus am 1. Januar 1865 in seinem Tagebuch: «Ich brauche kaum zu sagen, wie unendlich wehmütig und traurig mich diese Enzyklika gemacht hat. […] Sie ist zum Teil gegen alle diejenigen gerichtet, die seit einem halben Jahrhundert die moderne Welt mit der Kirche zu versöhnen strebten, […] gegen alle, die an die Möglichkeit glaubten, das Europa des 19. Jahrhunderts könne wieder sich aussöhnen mit Rom. Die Enzyklika ist […] ein Sieg der reaktionären, neuscholastischen Partei, aber ein Sieg, von dem man sagen wird: ‹Noch so ein Sieg, so ist alles verloren.› Die Feinde der Kirche triumphieren über diese Zensur; denn sie haben nun, was sie wollten: den Beweis, dass die katholische Kirche der Todfeind der Freiheit, der Wissenschaft und des Fortschritts ist.» Die Enttäuschung der liberalen Katholiken traf auf Schadenfreude und Selbstbewusstsein der Ultramontanen, wie sich in den entsprechenden Artikel der beiden wichtigsten katholischen Zeitungen äußerte. Josef Edmund Jörg nannte in den Historisch-Politischen Blättern den Syllabus, den «colossale[n] Hirtenbrief »gar einen «Wendepunkt der Weltgeschichte». Er sei «ein prophetisches Wort […] zur rechten Zeit.»: «Die Siegeslaufbahn der modernen Idee war nicht schon, wie ihre Herolde glaubten, vollendet, sondern der Kampf geht erst an. Das ist die Wahrheit. Die Kirche sammelt ihre Scharen zur apokalyptischen Schlacht, und es war höchste Zeit dazu.» Ein ähnliches Vokabular schlug der Mainzer Der Katholik an, als er schrieb, dass die europäische Gemeinschaft von einer trügerischen Krankheit befallen werde, deren Ursache letztendlich in Revolution und napoleonischem Imperialismus liege. «Die Enzyklika bildet einen wunderbaren Kontrast zu dem verworrenen Dunkel, in dem sie unsere Gegenwart getroffen hat, und gerade dieser Kontrast isst es, welcher ihr eine so ganz ungewöhnliche Bedeutung gibt.»
Die Reaktionen überraschten in ihrer Intensität die Kurie, die nun versuchte, die Bedeutung des Syllabus herunterzuspielen. Zwei Fragen taten sich auf: Wie verbindlich waren Quanta cura und der Syllabus? Hatte der Papst die Werte der Moderne grundsätzlich verworfen oder nur die aktuellen praktischen Umsetzungen? Vor allem die Jesuiten und die Schüler bemühten sich, diese Fragen zu beantworten. In diesem Zusammenhang entstanden zur Verteidigung des Syllabus auch die Stimmen aus Maria Laach, das Vorgängerorgan der Stimmen der Zeit. Florian Rieß und Gerhard Schneeman wie auch Clemens Schrader und Louis Veuillot waren hier besonders aktiv. Sie sahen im Syllabus eine «Äußerung des unfehlbaren Lehramts des Papstes» Rieß sah den Syllabus gar als Ex-cathedra-Entscheidung, da Pius IX. nicht als Privatperson, sondern als Papst gesprochen habe. Daher verpflichte die Enzyklika «die Mitglieder der Kirche zum Gehorsam».
Mit dem Syllabus als unfehlbare Lehramtsäußerung, die Kirche und Moderne als unvereinbar definiert hätte, hätten gläubige Katholiken unmöglich zugleich als loyale Staatsbürger leben können. Sein Text verlangte ein striktes «Entweder Oder», eine Auslegung die von Pius IX. ausdrücklich gebilligt wurde. Als Rom an den heftigen Reaktionen die praktischen Schwierigkeiten erkannte, diese Maxime auch durchzusetzen, musste Rom beschwichtigen. In diesem Sinne meldete sich Kardinalstaatssekretär Giacomo Antonelli zu Wort, der den Syllabus sofort entpolitisierte, was den Staaten sehr zupasse kam. Félix-Antoine Dupanloup, Bischof von Orléans und später Gegner des Unfehlbarkeitsdogmas, interpretierte den Syllabus sophistisch und abschwächend, wofür er vom erleichterten Pius IX. gelobt wurde. Er schrieb in einer hunderttausendfach gedruckten Broschüre, man müsse sich über die Regeln der Interpretation römischer Dokumente klarwerden. Einen Satz zu verdammen bedeute nicht automatisch, die Gegenposition gutzuheißen. Zudem müsse zwischen der «These» als Ideal und der «Hypothese» als praktischer Umsetzung unterschieden werden. Pius IX. habe lediglich den religiösen Indifferentismus verurteilt, aber nicht die Regierungen, die die Religionsfreiheit eingeführt hatten. Diese Interpretation setzte sich durch und wurde zur offiziellen Lesart. Mit ihr konnten die Katholiken leben, bis im Jahr 1870 die Frage aufkam, ob der Syllabus auf dem Ersten Vatikanischen Konzil nicht doch zum Dogma erhoben werden sollte.

### Erstes Vatikanisches Konzil

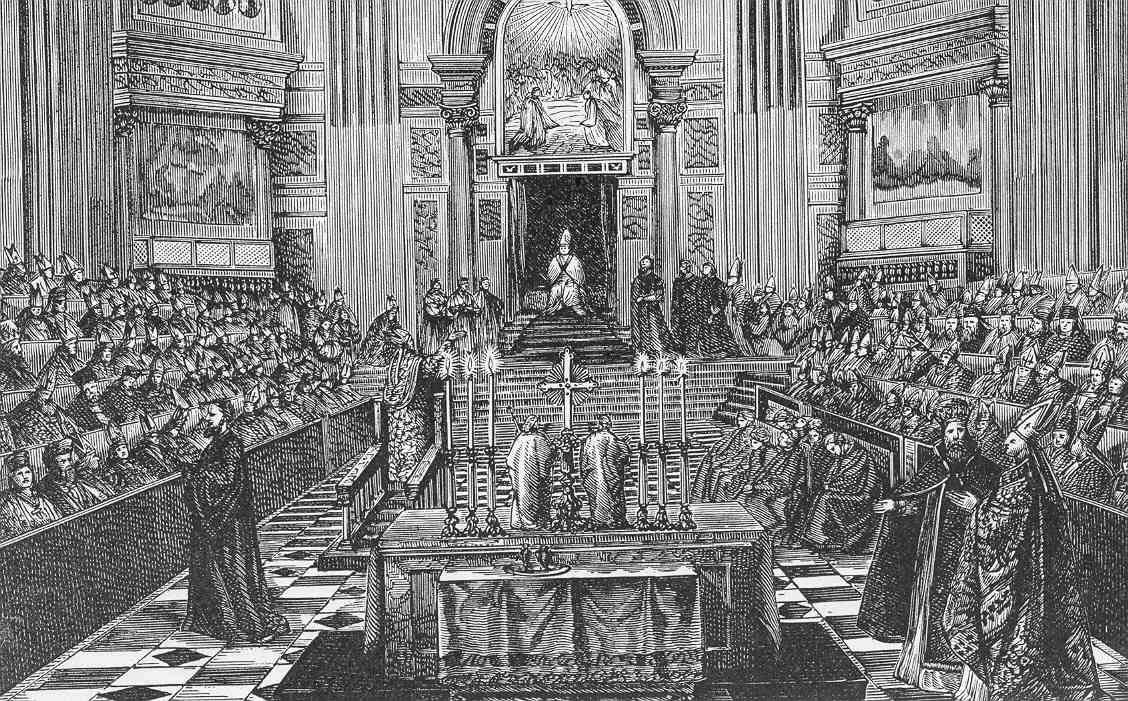
Das Erste Vatikanische Konzil (Vaticanum I)

Den Höhepunkt seiner Amtszeit bildete das Erste Vatikanische Konzil von 1869 bis 1870, das er am 29. Juni 1868 durch die Bulle Pastor Aeternus ausgeschrieben hatte. Es verkündete im Sommer 1870 die Dogmen zum päpstlichen Jurisdiktionsprimat und zur Unfehlbarkeit des Papstes „bei endgültigen Entscheidungen in Glaubens- und Sittenlehren“.

#### Entstehung des Unfehlbarkeitsdogmas
Bis zur Verkündung des Unfehlbarkeitsdogmas im Rahmen des Ersten Vatikanischen Konzils war es für Pius IX. ein weiter Weg, der im Jahr 1854 begann, als er mit der Verkündung des Dogmas von der Unbefleckten Empfängnis Mariens ohne Zustimmung eines Ökumenischen Konzils seine Unfehlbarkeit praktisch erprobte. Doch für die Verkündung seiner eigenen Unfehlbarkeit brauchte selbst Pius IX. ein Konzil.
Erste Überlegungen zur Einberufung eines Konzils stammen aus der Zeit des Neapolitanischen Exils. Am 18. Mai 1849 erfolgte ein Vorschlag von Kardinal Luigi Lambruschini, ein «allgemeines Konzil einzuberufen, um die Irrtümer der jüngsten Zeit zu verurteilen». Die Reaktion von Pius IX. war noch zurückhaltend, und auch später bestand in seinem Umfeld Skepsis gegenüber dieser Idee. Die Kurie befürchtete, unter den neuen Bedingungen des 19. Jahrhunderts wäre ein Konzil nur als parlamentarische Versammlung möglich und würde zu einer Demokratisierung der Kirche führen. Konservative Kardinäle befürchteten sogar, ein Konzil würde dazu führen, dass die «französischen und deutschen Theologen […] unsere Kongregationen durcheinander» bringen würden.
Jedoch scheint sich Pius IX. im Laufe der Vorbereitungen des Syllabus errorum immer mehr mit der Idee eines Konzils angefreundet zu haben. Am 6. Dezember 1854, also zwei Tage vor Veröffentlichung von Quanta cura, sagte er zu einigen Kurienkardinälen, er beschäftige sich schon länger mit der Idee eines Ökumenischen Konzils, «um mit diesem außergewöhnlichen Mittel den außergewöhnlichen Bedürfnissen der Herde Christi vorzusorgen». Es ist in der Forschung ungewiss, ob er damals schon die päpstliche Unfehlbarkeit definieren wollte oder lediglich den Syllabus durch einen Konzilsbeschluss aufwerten wollte. Auf jeden Fall startete Pius IX. unter den Kardinälen und 36 ausgewählten, entschieden ultramontanen Diözesanbischöfen eine Umfrage über die Opportunität eines Konzils. Die Reaktionen waren für Pius IX. überwiegend positiv, auch wenn die Befürchtung mitschwang, ein Konzil würde in der Kirche und so auch den Gegnern der Kirchenpolitik des Papstes offene Diskussionen ermöglichen. Die eingegangenen Rückmeldungen wurden von einer Bestätigung des Syllabus beherrscht; die Bischöfe befürworteten zu knapp 25 % eine Dogmatisierung der Unfehlbarkeit.
Zunächst zögerte Pius IX. Im Rahmen der 1800-Jahr-Feier des Martyriums Petri und Pauli am 26. Juni 1867 kündigte er ein Konzil an und setzte zu dessen Vorbereitung wie zum Beispiel der Ausarbeitung einer Geschäftsordnung, verschiedene Kommissionen ein, die ausschließlich mit Papstfreunden besetzt wurden. Fünf Sachkommissionen waren für Vorlagen für Beschlüsse zuständig; neben der entscheidenden Dogmatischen Kommission Ausschüsse für Kirchenrecht, Orden, Missionen, unierte Ostkirchen und Kirchenpolitik.
Bei der Frage, wer für das Konzil überhaupt teilnahmeberechtigt war, gab es in der Kirchengeschichte mehrere Modelle: Neben den Bischöfen wurden bisher auch immer Vertreter der katholischen Staatsoberhäupter und Theologen eingeladen, wobei jedoch die Teilnehmerzahl immer überschaubar war. Schließlich wurde entschieden, nur die Patriarchen, Erzbischöfe und Bischöfe einzuladen.
Im Jahr 1868 gab es in der katholischen Kirche neben 708 residierenden Diözesanbischöfen auch etwa 230 Titularbischöfe, 55 Kardinäle, sechs orientalische Patriarchen, 30 Äbte und 29 Ordensgenerale. Letztendlich hatte das Konzil rund 700 ständige Teilnehmer.
Die Stimmung unter den Bischöfen und Gläubigen angesichts der Ankündigung des Konzils war nicht einheitlich. Die Stimmung der Liberalen bewegte sich zwischen Hoffen und Bangen. Félix-Antoine Dupanloup, Bischof von Orléans, war der Meinung, Pius IX. habe allein durch die Ankündigung des Konzils ein Signal für die parlamentarische Begrenzung der absoluten Papstmonarchie gesetzt. Andere Stimmen befürchteten, dass die Werte der Moderne dogmatisiert werden würde, wie sie mit dem Syllabus begonnen wurde. Gerade das wiederum war die Hoffnung der Ultramontanen, die Pius IX. mit Lob bedachten. Viele waren aber auch verunsichert, weil ein Punkt auf der Tagesordnung fehlte: die Unfehlbarkeit.
Am 1. Juni 1867 forderte ein Artikel in der römischen Jesuitenzeitschrift Civiltà Catolica mit dem Titel «Un nuovo tributo a San Pietro» einen dreifachen Tribut für Petrus; zu dem Tribut des Geldes zur finanziellen Unterstützung des Papstes durch den Peterspfennig und dem Tribut des Blutes zur militärischen Verteidigung des Kirchenstaates gegen das Risorgimento durch Freiwillige kam nun das Tribut des Verstandes zur selbstlosen Aufopferung für die päpstliche Unfehlbarkeit. In diesem Sinne legten der Regensburger Bischof Ignatius von Senestrey und der Westminsterer Erzbischof Henry Edward Manning am Vorabend der Konzilsankündigung am Petrusgrab das Gelübde ab, bis zum letzten Blutstropfen für die Dogmatisierung der päpstlichen Unfehlbarkeit zu kämpfen.
Doch als das Thema anderthalb Jahre nach Konzilsankündigung immer noch auf der Geschäftsordnung, fehlte, wurden die Ultramontanen unruhig. Sie lancierten in der Civiltá Cattolica vom 6. Februar 1869 einen Artikel aus Frankreich, der anscheinend von Pius IX. «vorhergesehen und approbiert» war.
Dieser Artikel besagt ausdrücklich: «Besonders glücklich werden die katholischen Christen sein, wenn das Konzil die dogmatische Unfehlbarkeit des Papstes verkündet». Man sei sich «jedoch klar darüber, dass der Papst aus einer Anwandlung vornehmer Zurückhaltung vielleicht nicht selbst die Initiative für einen Antrag ergreifen wird, der scheinbar ihn persönlich betrifft. Aber man gibt sich der Hoffnung hin, dass ein einstimmiges Hervorbrechen des Heiligen Geistes durch den Mund der Väter des kommenden Ökumenischen Konzils eine Definition durch Akklamation bringen wird». Artikel und die darin geäußerte Zuversicht, die päpstliche Unfehlbarkeit würden ohne Widerstände verabschiedet werden, ließ die Ultramontanen jubeln und schockierte die die Liberalen. Doch noch hätte das Thema nicht auf dem Konzil behandelt werden müssen, denn dies war traditionsgemäß erst dann nötig, wenn ein Glaubenssatz massiv bestritten wurde. In diesem Sinne wäre es für die Gegner der Unfehlbarkeit besser gewesen, den Artikel zu ignorieren. Stattdessen bestritten nun liberale Theologen und Bischöfe die Unfehlbarkeit und machten sie erst recht zum Thema.
So wetterte der Kirchenhistoriker Ignaz von Döllinger in einer anonymen Artikelserie in der Augsburger Allgemeinen Zeitung gegen das geplante Dogma: «Neben dem lebendigen, aus voller Inspiration redenden und stets anrufbaren Orakel am Tiber» werde «jede andere Autorität […] erblassen. […] Wozu noch mühsames Forschen in der Bibel, wozu das zeitraubende, an so schwierige Bedingungen und Vorkenntnisse geknüpfte Studium der Tradition, wenn ein einziger Ausspruch des untrüglichen Papstes die gewissenhafte theologische Arbeit eines halben Menschenalters wie durch einen Hauch zu zertrümmern vermag, und wenn auf eine telegraphische Anfrage in Rom binnen weniger Stunden oder Tagen die sofort zum Glaubensartikel und dogmatischen Axiom sich gestaltende Antwort erfolgt?»
In einem Hirtenbrief versuchten die deutschen Bischöfe, die Situation zu beruhigen: «Nie und nimmer wird und kann ein allgemeines Konzil eine neue Lehre aussprechen, welche in der Heiligen Schrift oder der apostolischen Überlieferung nicht enthalten ist, wie denn überhaupt die Kirche, wenn sie in Glaubenssachen einen Ausspruch tut, nicht neue Lehren verkündet, sondern die alte und ursprüngliche Wahrheit in klareres Licht stellt und gegen neue Irrtümer schützt.» Da es in der Kirche keine Parteien gebe, laufe ein Konzil auch nicht ab wie ein Parlament. Dinge wie Machtinteressen, Überredung und politischer Druck seien hier ohne Belang. Dass man den Papst in einer geheimen Eingabe – die bald in der Öffentlichkeit bekannt wurde – bat, die Dogmatisierung der Unfehlbarkeit nicht auf die Tagesordnung zu setzen, könnte bedeuten, dass man selber dieser Argumentation nicht traute.
In Frankreich waren die Liberalen um Titularbischof und Dekan der theologischen Fakultät der Sorbonne Henri-Louis Charles Maret und Bischof Dupanloup mit allen Kräften bemüht, die Dogmatisierung der Unfehlbarkeit zu verhindern. Maret lehnte sie und mit ihr die Errichtung einer absoluten Monarchie innerhalb der Kirche aus theologischen und kirchenhistorischen Gründen ab. Für ihn war die Kirche eine «konstitutionelle Monarchie» mit dem Papst als Monarchen und die im Konzil versammelten Bischöfe als kollegiale oder gar parlamentarische Repräsentation der Kirche. Dupanloup sprach sich aus inhaltlichen und Opportunitätsgründen gegen das Dogma aus, wie er brieflich am 11. November 1869 dem Klerus erklärte. Durch das Dogma würden Konzilien grundsätzlich überflüssig und Bischöfe an den Rand gedrängt werden. Auch gäbe es in Schrift und Tradition nicht ausreichend Nachweise für ein solches Dogma. Zudem hätte es katastrophale Auswirkungen auf das Ansehen der katholischen Kirche bei Nichtkatholiken und den europäischen Regierungen.
Zu einer vom bayerischen Ministerpräsidenten Chlodwig zu Hohenlohe-Schillingsfürst angeregten Initiative der europäischen Staaten gegen die Unfehlbarkeit kam es nicht. Bei allen Befürchtungen zahlreicher Regierungsvertreter einer Unfehlbarkeitserklärung des Syllabus, die eine Mitwirkung von Katholiken in modernen Staaten endgültig verhindert hätte verhinderten die politischen Gegensätze zwischen den einzelnen Ländern ein gemeinsames Vorgehen.
Dies stimmte die Anhänger der Unfehlbarkeit froh: Kurz vor dem Konzil war die Unfehlbarkeit nicht nur kontrovers debattiert, sondern auch bestritten worden. Nun müsse das Konzil eine endgültige Entscheidung zu dem Thema treffen. Charles Antoine Cosseau, der Bischof von Angoulême, beschrieb diese Situation mit den Worten, die auch Pius IX. immer wieder gerne wiederholte: «Quod innopportunum dixerunt, necessarium fecerunt» («Was sie als unangenehm bezeichnet haben, haben sie genau dadurch notwendig gemacht»).

#### Eröffnung des Konzils
Nachdem Pius IX. am 8. Dezember 1854 das Dogma der Unbefleckten Empfängnis und am 8. Dezember 1864 den Syllabus errorum verkündet hatte, eröffnete er am 8. Dezember 1869 das Erste Vatikanische Konzil. Von den 1056 teilnahmeberechtigten Geistlichen waren etwa 700 angereist. Von diesen 700 Anwesenden waren 36 % Italiener, 17 % Franzosen und 11 % Spanier beziehungsweise spanischsprachige Geistliche. Mit 76 Vertretern kamen etwa 8 % aus Deutschland und Österreich-Ungarn. Es regnete in Strömen, als diese 700 Teilnehmer zur etwa sieben Stunden dauernden Konzilseröffnung in der Petersbasilika eintrafen.
Das rechte Querschiff der Petersbasilika diente als Konzilsaula. Die Akustik erwies sich als ungünstig und machte es unmöglich, den Ansprachen zu folgen. So schrieb Utto Lang, Abt der Benediktinerabtei Metten, in seinem Konzilstagebuch: «Heute habe ich ganz wenig verstanden. Es ist eine Qual, drei bis vier Stunden zuhören zu müssen, ohne dass man etwas versteht.»
Der Gegensatz zwischen Anhängern und Gegnern des Unfehlbahrkeitsdogmas unter den Konzilsvätern war von Anfang an zu spüren, auch wenn das Thema am 8. Dezember 1869 noch immer nicht den Weg in die Geschäftsordnung gefunden hatte. Die Anhänger legten bis Mitte Januar 1870 eine Unterschriftenliste mit 372 Namen vor und baten Pius IX., das Dogma auf die Tagesordnung zu setzen. Dem stand eine Minderheit von 136 Unterschriften gegenüber, die eine Diskussion gar nicht erst zulassen wollte. Pius IX. folgte dem Wunsch der Mehrheit. Da es aber noch keinen Text zur Abstimmung gab, wurde entschieden, das Schema «Über die Kirche», das bereits Aussagen über das päpstliche Jurisdiktionsprimat enthielt, um das Kapitel «Über die päpstliche Unfehlbarkeit» zu ergänzen, das schließlich am 6. März 1870 an die Konzilsväter verteilt wurde. Die Diskussionen verliefen kontrovers zwischen den Anhängern der Unfehlbarkeit, die eine möglichst weitreichende Formulierung durchsetzen wollten, und den Gegnern, die sie ganz verhindern wollten, weil sie in Schrift und Tradition ohne Beleg war. Als es dafür zu spät war, bestand eine der Taktiken darin, jedes der zwölf Kapitel der Kirchenkonstitution bis zur Ermüdung der Konzilsteilnehmer durchzudiskutieren. Dieser Versuch wurde von der Mehrheit durch eine Unterschriftenliste durchkreuzt, mit der Pius IX. gebeten wurde, aus den Kapiteln Elf und Zwölf eine eigene, dem Papst gewidmete Kirchenkonstitution zu machen und die Diskussion über den Primat vorzuziehen. Diese Liste kam Anfang April nur noch auf 175 Unterschriften. Zudem wurde der Antrag von drei der fünf von Pius IX. ernannten Konzilspräsidenten abgelehnt. Trotzdem stimmte Pius IX. am 27. April zu. Am 9. Mai wurde der aus vier Kapiteln bestehende Text der neuen Konstitution unter dem Titel «De Romani Pontificis infabillitate» unter den Konzilsvätern verteilt. Josip Juraj Strossmayer, kroatischer Bischof von Đakovo und Vertreter der Minderheit, beklagte sich, hier entstünden «Dogmen auf eine neue und in der Kirche Gottes bisher unerhörte Weise.» «Es war mit einem Wort die nackteste und grässlichste Ausübung der päpstlichen Infallibilität notwendig, um die Infallibilität zum Dogma erheben zu können.» In einem Privatbrief vom 8. März 1870 schrieb er: «Die römischen Kaiser wurden durch einen servilen Senat zum Gott erhoben; heute macht jemand sich selbst zum Gott, und wir sollen es unterschreiben.» Die Minderheit war jedoch ohne Chance, denn die Mehrheit hatte den Machtapparat der Kurie und den Papst selbst auf ihrer Seite. Am 13. Mai begann die Generaldebatte, die bereits am 3. Juni durch Mehrheitsbeschluss vorzeitig beendet wurde. Im Anschluss erfolgte die Spezialdebatte der vier Kapitel der Konstitution Pastor Aeternus, während der die Argumente für und gegen die Unfehlbarkeit gebündelt vorgetragen wurden. Vor allem wurde die Frage behandelt, ob das Konzil – und wenn ja, unter welchen Bedingungen – über die Unfehlbarkeit entscheiden konnte, womit das die zentrale Frage «Entscheiden über die Wahrheit» auf der Agenda stand.
Überhaupt ist für die Legitimation von Entscheidungen die Geschäftsordnung von zentraler Bedeutung. Dementsprechend war eine Kernfrage der Ekklesiologie zu klären, nämlich wer die Kompetenz hatte, die Geschäftsordnung für das Konzil zu erlassen. Entschied der Papst alleine über die Geschäftsordnung, stärkte er sein monarchisches Weltbild bereits vor dem Beginn des Konzils und war der alleinige Repräsentant Christi; entschied das Konzil selbst über die Geschäftsordnung, bedeutete dies eher ein kollegiales Kirchenbild und dass Christus von den Bischöfen repräsentiert wurde. Beides hatte es vorher in der Kirchengeschichte schon gegeben: Die «päpstlichen Haussynoden» des Mittelalters waren päpstlich bestimmt, die Reformkonzilien von Konstanz und Basel gaben sich eine Geschäftsordnung ohne päpstliche Genehmigung. Eine Mischform gab es auf dem Fünften Laterankonzil und dem Konzil von Trient: Der Papst unterbreitete jeweils einen Vorschlag für eine Geschäftsordnung, der nach einigen Modifikationen verabschiedet wurde. Pius IX. mied bewusst diesen Mittelweg und gab eine Geschäftsordnung vor. Auf diesem Wege wurde der Diskussionsverlauf von Pius IX. und den von ihm ernannten Konzilspräsidenten kontrolliert, die Diskussionsteilnehmern das Wort entziehen oder eine Diskussion für beendet erklären konnten. Für Aufsehen sorgte eine Änderung des Propositionsrechts, durch die den Konzilsvätern das Recht genommen wurde, die Tagesordnung zu genehmigen oder selbst Tagesordnungspunkte vorzuschlagen. So stieß Pius IX. die Minderheit am 27. November 1869 mit der Geschäftsordnung Multiplices inter vor den Kopf, die argumentierte, dass ohne die vom Kirchenrecht gewährten Freiheiten keine gültige Entscheidung zustande kommen könne. Die Mehrheit hingegen behauptete, das Propositionsrecht käme auf Grund des päpstlichen Primates lediglich dem Papst zu. Es sei seitens Pius IX. ein großes Entgegenkommen, dass die Bischöfe eigene Vorschläge hätten machen dürfen. Im Grunde hatte Pius IX. wieder eine neue Tradition erfunden, denn der Papst hatte beispielsweise auf dem Konzil von Trient, sobald die Geschäftsordnung verabschiedet war, keine derart weitreichenden Rechte zur Intervention mehr. Propositionen dieser Art mussten allerdings auch einer von Pius IX. eingesetzten Postulatenkommission vorgelegt werden, die diese mit einem Votum an Pius IX. zur endgültigen Entscheidung weitergab. Im Verlauf des Konzils zeigte sich, dass auf diese Weise alle Initiativen der Minderheit zum Scheitern verurteilt waren. Dementsprechend beklagten viele Vertreter der Minderheit auch die mangelnde Freiheit des Konzils. Die Klagen betrafen einerseits die Geschäftsordnung und andererseits einen gewissen Druck durch den Papst. So wurde finanzielle Unterstützung durch den Vatikan, auf die Teilnehmer aus ärmeren Ländern angewiesen waren, von deren Wohlverhalten abhängig gemacht. Manche empfanden auch Rom als Tagungsort als Einschränkung, da Rom keine Reichsstadt wie Konstanz und Trient war und es hier keinen Landesherrn gab, der die Teilnehmer vor der Willkür des Papstes geschützt hätte. Das Konzil wurde dadurch praktisch zu einer weltkirchlich besetzten Haussynode. Gemäß Multiplices inter war für Entscheidungen in Glaubensfragen Einstimmigkeit, aber zumindest Unanimitas, also moralische Einmütigkeit, vorgesehen, die als Indiz für göttliches Wirken galt. Als jedoch abzusehen war, dass sich etwa ein Fünftel der Konzilsväter gegen die Unfehlbarkeit aussprechen würde, erließ Pius IX. am 20. Februar 1870 eine neue Geschäftsordnung, die nun lediglich die absolute Mehrheit für die Definition einer Glaubenswahrheit vorsah. Die Minderheit trat für die «absolute[n] Notwendigkeit der morallischen Einstimmigkeit bei dogmatischen Konzilsentscheidungen» ein. Nur so könne mansicher sein, dass der Heilige Geist aus den Konzilsvätern spricht und eine Entscheidung über eine ewige Wahrheit wirklich von Gott stammt oder zumindest von ihm gebilligt wird. Einige Vertreter der Minderheit argumentierten auch, «bei dogmatischen Definitionen ‹entscheide› die Kirche nicht zwischen verschiedenen prinzipiell möglichen Alternativen. [...] Vielmehr gebe sie Zeugnis vom überlieferten Glauben, dessen Unverfügbarkeit und Vorgegebenheit im wenigsten moralischen Konsens zum Ausdruck komme». Über den Glauben ließe sich nicht abstimmen, sondern ihn nur bezeugen, wie bereits Vinzenz von Lérins gesagt hatte: «qoud semper, quod ubique, qoud ab omnibus» – was schon immer, überall und von allen geglaubt worden sei. Denn «die kirchliche Lehrautorität» sei «keine konstituierende», wie der Dogmatiker Johannes von Kuhn es im Jahr 1870 festgestellt hat. Die Mehrheit hingegen bevorzugte hingegen klare Entscheidungen, da in der Moderne in Zeiten des Irrtums klar sein müsse, wer letztendlich entscheidet: «Nur die restlose Klärung der Frage, wer letztlich entscheidet, ob der überlieferte Glaube richtig interpretiert wird, gibt der Kirche Sicherheit.» Die Idee der moralischen Einmütigkeit würde die Kirche lahmlegen, da der Teufel Besitz von Teilen des Epskiopats ergriffen habe, die gegen die Wahrheit stimmen würden. Sowohl die Mehrheit als auch die Minderheit versuchten, die Tradition beziehungsweise die Praxis der bisherigen Konzilsentscheidungen für ihren Standpunkt zu beanspruchen. Der Minderheit zufolge seien alle bisherigen konziliären Glaubensentscheidungen seien in moralischer Einmütigkeit getroffen worden; über das Glaubensbekenntnis hätte man sonst gar nicht entscheiden können. Beleg dafür sei Konzil von Chalcedon von 451, auf dem die Konzilsväter über die Natur Christi enmütig entschieden hätten. Als weiteres Argument für die Minderheit diente Pius IV., der im Jahr 1562 instruierte, auf dem Tridentinum dürften nur Definitionen gemäß dem einstimmigen Konsens der Konzilsväter getroffen werden. Aber auch die Mehrheit konnte historische Beispiele gegen die Einmütigkeit anführen. So konnte auf dem Ersten Konzil von Konstantinopel im Jahr 381 Einigkeit über den Heiligen Geist als dritte Person der Dreifaltigkeit nur erreicht werden, indem die Opposition der 36 makedonischen Bischöfe von der Abstimmung ausgeschlossen wurde. Die historischen Argumente beider Seiten hielten sich in etwa die Waage. Da aber einmütige Entscheidungen überzeugender waren als reine Mehrheitsentscheidungen, war für die Mehrheit die päpstliche Unfehlbarkeit von großer Wichtigkeit, weil das Prinzip der Einstimmigkeit dadurch im wahrsten Sinne des Wortes galt.
Warum die Frage der päpstlichen Unfehlbarkeit ausgerechnet im Jahr 1870 geklärt werden musste, war selbst einigen Anhängern der Mehrheit nicht klar, weil kein Glaubensinhalt und selbst die Autorität des Papstes nicht akut bedroht war. So fragte Kardinal Friedrich Johann Joseph Fürst zu Schwarzenberg:

„Gehen Sie, verehrte Väter, die Jahrhunderte der Kirche durch. Zu welcher Zeit, so frage ich, bestand in der Kirche eine allgemeinere Bereitschaft zum prompten Gehorsam gegenüber dem Apostolischen Stuhl?“

Wenn in der letzten Zeit an der päpstlichen Autorität gezweifelt worden sei, wären diejenigen schuld daran, die die überflüssige Frage nach der Unfehlbarkeit vorangetrieben hätten, die «schon vor ihrer Lösung als fruchtbare Mutter von Übeln erscheint, die die Liebe in Furcht und innere Bedrückung verwandelt.» Die Minderheit hielt die Frage nach der Unfehlbarkeit nicht nur aus unnerkirchlichen Gründen für unangebracht, sondern angesichts der schwierigen Lage der Katholiken in der damaligen Weltpolitik. Wie würden Regierungen, Protestanten beziehungsweise gebildete Menschen insgesamt auf eine solche Zubilligung von Unfehlbarkeit an einen sterblichen Menschen reagieren, die eigentlich nur Gott zustand? Wäre die katholische Kirche durch einen solchen Schritt nicht endgültig unglaubwürdig? Eine Entscheidung für die Unfehlbarkeit würde, wie diese Bischöfe befürchteten, die Verständigung mit pluralistischen Staaten, mit Menschen evangelischen und orthodoxen Glaubens und anderen Religionen erschweren sowie die katholische Kirche und die Katholiken für Jahrzehnte isolieren. In Deutschland kündigte sich zudem bereits der Kulturkampf an. Aus Sicht Bismarcks waren die Katholiken Anhänger einer ausländischen Macht und daher aus nationaler Sicht unzuverlässig. Wenn ihr Oberhaupt nun unfehlbar werden würde und den Syllabus zum Dogma erheben würde, wäre es für die Katholiken – nicht nur in Deutschland, sondern auch Italien und Frankreich – unmöglich, gleichzeitig gute Katholiken und gute Deutsche Bürger zu sein.
Die Befürworter sahen den Zeitpunkt für die Definition der Unfehlbarkeit als vorteilhaft oder gar gottgewollt an. Sie hatten dabei das Innere der Kirche im Blick und betrachteten eine Rücksichtnahme auf die moderne Welt als unkatholisch. In einer unsicheren, sich stetig wandelnden Welt brauchte es, so die Befürworter, einen sicheren Petrusfelsen, an dem man sich in der Brandung der Moderne festklammern konnte. Die Unfehlbarkeit sollte für eine katholische Kirche als Gegenpol der Verlässlichkeit zur modernen Welt sorgen. In der Diskussion nach dem Artikel in der Civiltà Cattolica sei das Unfehlbarkeitsdogma umso nötiger. Lorenzo Gastaldi, der Bischof von Saluzzo, sah in den oppositionellen Bischöfen gar den Satan selbst am Werk, gegen den nur der Stellvertreter Christi auf Erden wirken könne. Das Dogma würde auch der profanen Gesellschaft und dem modernen Staat nützen, wie Gastaldi meinte: «ede Autorität ist heute überall in Misskredit geraten, nicht nur die königliche, sondern auch die väterliche. Bewahren wir daher die erste Autorität, welche die Kraft hat, jede andere Kraft zu bewahren, nämlich die Autorität des Papstes».
Nach Meinung von Ferdinand Gregorovius wollte Rom «frank und frei» das Mittelalter wieder einführen. In dem geplanten Dogma sah er «das Schauspiel einer bis zum Wahnsinn sich steigernden Vergöttlichung der Despotie». Für ihn war eine jesuitische Verschwörung am Werk, womit er ein übliches Klischee liberaler Kreise bestätigte. Durch die päpstliche Unfehlbarkeit, meinten sie, «ihrem Ziel nahegekommen zu sein, und das ist die Leitung der ganzen Kirche durch sie selbst.» Die Jesuiten hätten Pius IX. dermaßen von seiner Unfehlbarkeit überzeugt, «dass er sie schon mit Händen greifen kann». Pius IX. soll gesagt haben: «Früher, ehe ich Papst war, glaubte ich die Unfehlbarkeit, jetzt aber fühle ich sie». Die «Vergötterung, die er erfahren hat, ist ihm zu Kopf gestiegen». Im Gegensatz dazu konnten Gregovorius und seine Zeitgenossen nichts Unfehlbares an Pius IX. feststellen. Gregovorius kam der Papst «sehr fallibel» vor, «sein Gang wackelnd, seine Gesichtsfarbe fahl. Dass solche schon begrabene Menschen noch fortdauern müssen, die Welt zu verfinstern!»
Mit der Opportunitätsfrage war noch ein Argument verbunden, und zwar das Thema der grundsätzlichen Möglichkeit, verbindliche dogmatische Entscheidungen für die Ewigkeit zu fällen. Auf bisherigen allgemeinen Konzilien war man davon ausgegangen, dass es grundsätzlich schwierig sei, eine göttliche Entscheidung im Rahmen menschlicher Sprache festzuhalten, da Sprache sich immer wandelt. Dies führte in der kirchlichen Tradition zu der Übereinstimmung, dass Glaubensentscheidungen nur im äußersten Notfall getroffen werden durften, wenn es keine andere Lösung gab oder bei einem derartigen Angriff auf den christlichen Glauben, dass sich die Frage von Sein oder Nichtsein stellte. Als Beispiel diente das Erste Konzil von Nicäa aus dem Jahr 325, nachdem der Theologe Arius die Göttlichkeit Christi geleugnet hatte, der für ihn lediglich ein bloßes Geschöpf Gottes war. Dies machte erforderlich, durch das Konzil zu erklären, Christus sei „homoousios“, also „eines Wesens mit dem Vater“. Trotzdem gab es noch fünf Jahrhunderte lang Streit, weil zu klären war, was „homoousios“ eigentlich bedeutete.
Eine dritte Grundsatzfrage lautete: Waren Juristiktionsprimat und Unfehlbarkeit überhaupt in Schrift und Tradition enthalten? Was auf diesem Wege nicht bezeugt werden konnte, konnte nach dem Konzil von Trient auch nicht zum Dogma erhoben werden. Nach dem Konzil von Trient mussten sich in der Heiligen Schrift eindeutige Belege für die päpstliche Unfehlbarkeit finden. Da aber weder das Alte noch das Neue Testament den Begriff „unfehlbar“ kennen, musste man Belege finden, in denen zumindest die Sache benannt wurde. Doch auch diese Suche brachte keinen Erfolg. Die Beweisführung hatte letztendlich drei Argumente als Grundlage.
Ein erstes Argument ist das Felsenwort Jesu im Matthäusevangelium Mt 16,18-19 :

„Ich aber sage dir: Du bist Petrus und auf diesen Felsen werde ich meine Kirche bauen, und die Pforten der Unterwelt werden sie nicht überwältigen. Ich werde dir die Schlüssel des Himmelreichs geben: was du auf Erden binden wirst, das wird im Himmel gebunden sein, und was du auf Erden lösen wirst, das wird im Himmel gelöst sein.“

Das zweite Argument ist die Aussage Jesu aus der Passionsgeschichte im Lukasevangelium Lk 22,31-34 :

„Simon, Simon, siehe, der Satan hat verlangt, dass er euch wie Weizen sieben darf. Ich aber habe für dich gebetet, dass dein Glaube nicht erlischt. Und wenn du wieder umgekehrt bist, dann stärke deine Brüder! Darauf sagte Petrus zu ihm: Herr, ich bin bereit, mit dir sogar ins Gefängnis und in den Tod zu gehen. Jesus aber sagte: Ich sage dir Petrus, ehe heute der Hahn kräht, wirst du dreimal leugnen, mich zu kennen.“

Die dritte Bibelstelle stammt aus dem Nachtragskapitel zum Johannesevangelium. Hier fragt Jesus nach seiner Auferstehung Petrus am See Genezareth dreimal, ob er ihn liebt, und gibt ihm den Auftrag, seine Schafe zu weiden Joh 21,15-17 .
Die Anhänger des neuen Dogmas sahen in diesen drei Bibelstellen den Nachweis für das Jurisdiktionsprimat und die Unfehlbarkeit. Für die Gegner waren sie im besten Fall ein Nachweis für den persönlichen Glauben von Petrus. Wer aber daraus für Vollmachten der Gegenwart schlussfolgern wolle, müsse dies für alle Apostel und nicht für den Papst alleine tun. Da das «Neue Testament alle Aussagen und Bilder, die es für Petrus gebrauche, an anderer Stelle auch für alle anderen Apostel zusammen» einsetze, bekäme das Aostelkollegium als Ganzes und nicht nur Petrus allein Binde- und Lösegewalt übertragen. Als Beleg für die Ansicht der Minderheit diente besonders Kapitel 18 Vers 18 aus dem Matthäusevangelium Mt 16,18-19 , wo Jesus zu seinen Jüngern sagt:

„Amen, ich sage euch: Alles, was ihr auf Erden binden werdet, das wird auch im Himmel gebunden sein, und alles, was ihr auf Erden lösen werdet, das wird auch im Himmel gelöst sein.“

Daraus ergaben sich zwei einander widersprechende Kirchenbilder: Die Majorität sah die Kirche als Monarchie mit dem Papst als theokratischen Herrscher, die Minderheit dagegen sah dagegen eine kollegiale Ekklesiologie mit dem Bischofskollegium als Entscheidungsorgan. Für die Unfehlbarkeit bedeutete dies, dass der Papst im ersten Fall ohne die Zustimmung der Kirche alleine entschied, im zweiten Fall aber brauchte er das einstimmige Votum der Bischöfe.
Dem Theologen Klaus Schatz fiel in diesem Zusammenhang auf, dass «die Heilige Schrift ein eher sekundäres Kampffeld» in den konziliären Auseinandersetzungen war. Im Hinblick auf die Mehrheit rührt dies daher, dass die Bibel keine Nachweise für die Unfehlbarkeit liefert. Die Minderheit hat die bibeltheologische Schwäche in der Argumentation der Mehrheit jedoch kaum genutzt. Hubert Wolf zufolge sei biblischen Begründungen keine richtige Bedeutung zugemessen worden, obwohl sich das Konzil von Trient eindeutig zur Gleichwertigkeit von Schrift und Tradition geäußert habe.
In Bezug auf die Unfehlbarkeit wurde viel heftiger um Belege aus der Tradition als aus der Heiligen Schrift gestritten, vor allem über die Frage, wie man überhaupt an Belege aus der Tradition gelangen konnte. Kirchliche Tradition äußerte sich zunächst in «ungeschriebenen Überlieferungen», die später schriftlich festgehalten wurden. Im Grunde steckt hinter der Vorstellung von einer «lebendigen Tradition» die Idee einer ständigen Aktualisierung der biblischen Botschaft. Die Bischöfe, die zur Minderheit gehörten, sahen die ganze Kirchengeschichte und ihre Erforschung als Quelle für die Erhebung der Zeugnisse aus der Tradition, während für die Anhänger der Unfehlbarkeit die «Zeugnisse des Lehramtes» im Mittelpunkt standen und sie diese mit der «Tradition schlechthin» gleichsetzten. Vor allem der Papst war für sie das spezielle Zentrum der kirchlichen Überlieferung. So fragte der Wiener Erzbischof Joseph Othmar von Rauscher: «Wozu soviel Umwege und Mühen» durch historische Forschung und stellte fest: «Befragen wir einfach den Papst – sein Urteil gibt uns die Lösung auf leichterem und schnellerem Wege».
Diese gegensätzlichen Verständnisse von Tradition hatten ihren Ursprung in unterschiedlichen Wissenskulturen: einerseits die kirchenhistorische Wissenschaft, die methodisch und inhaltlich den Anschluss an die profane moderne Historiographie halten wollte, und andererseits die kirchliche Dogmatik, die im Verlauf des 19. Jahrhunderts speziell in Rom zu einer ahistorischen Neuscholastik erstarrt war. Dieser Grundkonflikt findet seinen exemplarischen Ausdruck in den Auseinandersetzungen zwischen dem Kirchenhistoriker Karl Joseph von Hefele und dem Erzbischof von Westminster Henry Edward Manning.
«Es ist Zeit, dass die Anmaßungen der ‹historischen Wissenschaft› und der ‹wissenschaftlichen Historiker› auf ihre eigene Sphäre und in ihre Grenzen verwiesen werden», schimpfte Manning. Hefele zufolge müsste gerade im Disput um die Unfehlbarkeit die Geschichtswissenschaft gehört werden. Durch seine Verantwortung als Kirchenhistoriker und der wissenschaftliche historische Befund müsste er dezidiert Widerspruch gegen das geplante Dogma einlegen, da der Papst als solcher nicht unfehlbar sein könne, da sich zumindest ein Papst in der Kirchengeschichte in einer zentralen Glaubensfrage geirrt hat. Hefele meinte Honorius I., der während seines Pontifikats von 625 bis 638 in die Streitigkeiten um die Person Christi verwickelt war. Es ging um die Frage, wie der historische Jesus von Nazareth zugleich der ewige Sohn Gottes sein konnte, wobei sich im Lauf der Jahrhunderte verschiedene Erklärungsversuche und die extremen Pole des Monophysitismus einpendelten, die von einer einzigen göttlichen Natur Jesu ausging, und des Nestorianismus, der zwei unvermischte Naturen, eine menschliche und eine göttliche, postulierte. Nach langen Auseinandersetzungen hoffte man, auf dem Konzil von Chalcedon von 451 eine Lösung gefunden zu haben:

„In der Nachfolge der heiligen Väter also lehren wir alle übereinstimmend, unseren Herren Jesus Christus als ein und denselben Sohn zu bekennen, derselbe ist vollkommen in der Gottheit und derselbe ist vollkommen in der Menschheit; … derselbe ist Christus … der in zwei Naturen unvermischt, unveränderlich» – gegen die Monophysiten formuliert – «ungetrennt und unteilbar» – gegen die Nestorianer – «erkannt wird und sich in einer Person und in einer Hypostase vereinigt.“

Mit dieser Formel der zwei Naturen in der einzelnen Person Christi wollte man einerseits eine Vormachtstellung der göttlichen Natur gegenüber der menschlichen vermeiden sowie andererseits ein Auseinanderbrechen der einen Person Christi in die menschliche und die göttliche Natur. Da jedoch die Auseinandersetzungen weitergingen, entwickelte der Patriarch von Konstantinopel, Sergios I. den Monotheletismus, also einerseits zwei Naturen, andererseits aber nur eine in Christus wirkende Energie oder einen Willen. Diese dem Konzil von Chalcedon widersprechende Lehre wurde Hefele zufolge auch von Honorius I. vertreten. Wie Hefele feststellte, wurde er im Jahr 681 auf dem Dritten Konzil von Konstantinopel als Häretiker verurteilt. Seine Nachfolge waren über Jahrhunderte gezwungen, seiner Irrlehre abzuschwören.
Wenn sich aber, so Hefele, ein Papst in einer zentralen Glaubenswahrheit so sehr irrte, können Päpste nicht grundsätzlich unfehlbar sein. Manning wandte dagegen ein: «Wir sind hier doch nicht in der Schule, sondern auf einem Ökumenischen Konzil. Nicht die Historiker .... sind zu befragen sondern das lebende Orakel der Kirche.» Und egal, wie recht der Historiker habe, sei dies für die Kirche und die geplante Dogmatisierung ohne Belang.
Es gab noch ein zweites historisches Argument gegen den Jurisdiktionsprimat und gegen die Unfehlbarkeit, das in der Diskussion jedoch nicht vorkam, und zwar die Dekrete des Konzils von Konstanz von 1414 bis 1418 – das das Große Abendländische Schisma beenden und nach zunächst zwei, dann drei miteinander konkurrierenden Päpsten einen allgemein anerkannten Papst wählen sollte –, die zum geplanten Dogma in kompletten Widerspruch standen. Es hätte nahegelegen, wenn Hefele als Experte für Konzilien mit dem Konzil von Konstanz argumentiert hätte, wenn er dafür nicht seine früheren Positionen hätte revidieren müssen, denn als überzeugter Papstanhänger hatte er in seinem Werk Conciliengeschichte. Nach den Quellen bearbeitet die Beschlüsse des Konstanzer Konzils als nicht gültig angesehen, weil sie nicht vom Papst bestätigt waren. Hefele revidierte seine Position erst nach den ernüchternden Erfahrungen des Ersten Vatikanischen Konzils in der zweiten Auflage seiner Conciliengeschichte im Jahr 1873.
Ein Argument aus der Tradition gab es für Kardinal Filippo Maria Guidi. Als Sensation galt sein Redebeitrag am 18. Juni 1870, mit dem er einen Kompromiss zwischen Mehrheit und Minderheit erreichen wollte. Einerseits unterstützte er die geplante Dogmatisierung der Unfehlbarkeit, die zwar nicht durch die Tradition gerechtfertigt war, aber in letzter Zeit immer bedeutender geworden war. Andererseits ging er auf die Bedenken der Minderheit ein und schlug zwei Einschränkungen vor. Zum einen kam die Unfehlbarkeit seiner Ansicht nach nicht dem Papst als Person zu. So sei sie ihm «nicht habituell als inhärierende Qualität gegeben», sondern komme nur «jeweils aktuell dem Akt beziehungsweise der Definition zu». Daher sah Guidis zweite Beschränkung vor, dass der Papst bei unfehlbaren Definitionen vom Rat der Bischöfe abhängig sein sollte, die die Ortskirchen auf der ganzen Welt repräsentierten. Diese müsse er vor Verkündigung eines Dogmas befragen, denn der Papst handele nicht «nach Willkür und aus sich selbst, unabhängig von der Kirche, das heißt getrennt von ihr», sondern gestützt auf den «Rat der Bischöfe, die die Tradition ihrer Kirchen vorlegen» Guidis Vorschlag fand nicht das Gefallen von Pius IX., der dafür sorgte, dass er im endgültigen Text verworfen wurde.
Während die Generaldebatte über Pastor Aeternus in nur drei Wochen vom 14. Mai bis zum 3. Juni durchgezogen wurde, war für die Spezialdebatte der ersten drei Kapitel lediglich eine Woche Zeit. Schon am 15. Juni folgte die Diskussion über das vierte Kapitel mit der Dogmatisierung der Unfehlbarkeit. Bischof Félix-Antoine Dupanloup von Orléans formulierte den «allgemeinen Schrei» der Konzilsteilnehmer so: «Es ist unmöglich, dass man uns noch länger in Rom zurückhält, in diesem Augenblick, in den Bedingungen, in denen wir sind: erschöpft, leidend, krank, ohne Schlaf, die meisten miserabel untergebracht und versorgt, schlecht ernährt, von einem Tag auf den anderen den Fiebern ausgeliefert. Das heißt wirklich mit der Gesundheit und dem Leben von Menschen spielen». In Rom ging gerade die Malaria um. Dupanloup und die Minderheit sahen darin eine Zermürbungstaktik von Pius IX. und der Mehrheit, die Minderheit zur Aufgabe zu bewegen. Auf diese Weise über eine Frage von derartiger Wichtigkeit zu entscheiden, «überstürzt, gewaltsam, innerlich am Ende», sei «eine Gemeinheit, die keinen Namen hat».
Kurienerzbischof Vincenzo Tizzani schrieb in seinem Konzilstagebuch, unter den Konzilsteilnehmern habe ein «allgemeines Lamentieren» geherrscht, und zwar einerseits wegen der hohen Temperaturen und andererseits, weil «man ohne Rücksicht auf die Bischöfe das Konzil durchzieht, nur um dem Willen des Papstes zu gefallen, der um jeden Preis will, dass die Definition seiner Unfehlbarkeit so schnell als möglich geschieht». Für Tizzani waren die Bischöfe «Opfer in physischer und moralischer Beziehung» Diese Taktik bewirkte, dass am 4. Juli 1870 alle noch auf der Liste stehenden Redner aus Erschöpfung ihre Wortbeiträge zurückzogen. Die Probeabstimmung zu Pastor Aeternus endete 451-mal «Placet» (Zustimmung ohne Einschränkung), 62-mal «Placet iuxta modum» (Zustimmung unter der Bedingung der Veränderung einzelner Passagen) und 88-mal «Non placet» (keine Zustimmung). Die Minderheit sah dieses Ergebnis als großen Erfolg an und hoffte, Pius IX. würde die Konstitution wegen der fehlenden moralischen Einstimmigkeit nicht zur feierlichen Endabstimmung vorlegen.
Dieser zeigte sich jedoch erbost über den Widerstand und zeigt sich bereit, die Konstitution im Einklang mit der geänderten Geschäftsordnung auch mit einfacher Mehrheit durchzubringen. Zusätzlich ließ er die Formulierung des Textes weiter verschärfen. Davon ahnten die Vertreter der Minderheit noch nichts, als sie am 15. Juli 1870 Pius IX. um eine Ergänzung der Formel baten, der Papst verkünde unfehlbare Wahrheiten «gestützt auf das Zeugnis der Kirche», worauf Pius IX. nach außen hin umgänglich und versöhnlich reagierte. Umso enttäuschter waren die Vertreter der Minderheit, als sie am nächsten Tag im Plenum erfuhren, dass Pius IX. eine gegenteilige Formel hatte einfügen lassen, nämlich, dass der Papst unfehlbare Wahrheiten verkünde «aus sich heraus und nicht aus der Zustimmung der Kirche». Die Vertreter der Minorität waren nicht nur enttäuscht, sondern auch wütend. Wenn sie weiter am Konzil teilnahmen, mussten sie bei der feierlichen Endabstimmung gegen oder für Pius IX. stimmen und würden im letzten Fall als Umfaller dastehen. Nach einigen Überlegungen beschlossen sie, am 17. Juli 1870 abzureisen, um an der Endabstimmung am 18. Juli 1870 nicht teilnehmen zu müssen.

#### Verkündung des Unfehlbarkeitsdogmas
Am Montag, dem 18. Juli 1870 versammelten sich Pius IX. und 535 Konzilsväter und begannen den Tag in der Petersbasilika um 9 Uhr mit einer Messe, die von Kardinal Lorenzo Barili geleitet wurde. Nach dem Eröffnungsgottesdienst wurde über die Dogmatische Konstitution Aeterni Patris mit dem Unfehlbarkeitsdogma und dem päpstlichen Jurisdiktionsprimat abgestimmt; bis auf zwei Anwesende antworteten alle Konzilsväter mit „Placet“ („Ich stimme zu“). In der Zwischenzeit hatte ein Gewitter mit Blitz und Donner begonnen, so dass Thomas Mozley, der anwesende Korrespondent der The Times schrieb:

„Und so kämpften sich die ‹Placets› der Väter durch den Sturm, während der Donner darüberhin krachte und der Blitz durch jedes Fenster hereinzuckte … ‹Placet› schrie Seine Eminenz oder Seine Gnaden, und ein lauter Donnerschlag folgte als Antwort, und dann flackerte der Blitz um den Baldachin und jeden Teil der Kirche und der Konzilshalle, als wollte er die Antwort weitertragen. So ging es fast eine Stunde und eine halbe fort …“

Als Pius IX. gegen halb zwölf Uhr begann den Text zu verlesen, war aus dem Unwetter ein Gewitter geworden, so dass im Petersdom «dichte Finsternis» herrschte. Während der Verlesung wurde es so dunkel, dass Pius IX. erst im Schein herbeigebrachter Kerzen mit dem Dogma fortfahren konnte, das mit dem Satz endete: «Wer sich aber vermessen sollte, was Gott verhüte, dieser unserer Glaubensentscheidung zu widersprechen: Der sei im Bann.»
Das Gewitter wurde von den Gegnern der päpstlichen Unfehlbarkeit als «Zeichen des göttlichen Zorns gegen die Vergötzung eines Menschen» gesehen. Der Himmel habe das neue Dogma verhindern wollen. Die Anhänger von Pius IX. fühlten sich jedoch wie auf dem Berg Sinai: So wie Moses die Gesetzestafeln unter Blitz und Donner unter der Bestätigung der göttlichen Kraft von Gott erhalten habe, so sei auch die päpstliche Unfehlbarkeit «wie das Gesetz auf Sinai buchstäblich unter Blitz und Donner verkündet worden».

#### Die Konstitutionen „Pastor Aeternus“ und „Dei Filius“
Auf dem Ersten Vatikanischen Konzil wurden zwei Apostolische Konstitutionen verabschiedet: Dei Filius über die Verteidigung des katholischen Glaubens gegen „Irrtümer der Zeit“ und das Verhältnis von Glaube zu Naturwissenschaften sowie Pastor Aeternus, das das Unfehlbarkeitsdogma enthält.
Das Unfehlbarkeitsdogma wurde schließlich im vierten Kapitel der dogmatischen Konstitution Pastor Aeternus vom 18. Juli 1870 festgelegt.
Bereits am Weißen Sonntag, dem 24. April 1870, wurde im Schatten der Diskussionen um das Unfehlbarkeitsdogma die Konstitution Dei Filius verabschiedet.

#### Ende des Konzils durch den „Deutsch-Französischen Krieg“
Bereits einen Tag nach der Verkündung des Unfehlbarkeitsdogmas brach der Deutsch-Französische Krieg aus, woraufhin die französischen Schutztruppen aus Rom und dem Kirchenstaat abgezogen wurden. Dies ermöglichte die Besetzung Roms durch italienische Verbände. Diesen hatte sich bereits im Jahr 1859 mit der Romagna und im Jahr 1860 mit Umbrien und den Marken und damit große Teile des päpstlichen Staates Italien angeschlossen. Pius IX. hoffte seinem Charakter entsprechend auf himmlische Hilfe und leistete höchstens symbolischen Widerstand. Die 80.000 Angreifern außerhalb der Mauern standen 9.000 Verteidiger gegenüber. Die Römer selbst waren zum Großteil Sympathisanten des Risorgimento. Am Morgen des 20. September begann der Sturm auf die Stadttore und die Mauern. Nach knapp zweieinhalb Stunden Kampf drangen die Truppen von Viktor Emanuel II. in Rom ein, das kapitulierte und zur Hauptstadt Italiens proklamiert wurde. Pius IX, der persönlich nie in Gefahr war, betrachtete sich selbst als Gefangener im Vatikan. Am 29. September 1870 beklagte er sich in einer Ansprache an die Kardinäle, ihm fehle durch die Besetzung Roms die Freiheit, um die Kirche Gottes zu regieren und ihre Rechte zu verteidigen.
Am 20. Oktober 1870 wurde das Konzil auf unbestimmte Zeit vertagt und sollte nie mehr einberufen werden.

### Das Unfehlbarkeitsdogma nach dem Konzil
Es ergab sich die Frage, wie die Bischöfe, die vor der Endabstimmung abgereist waren, reagieren würden und sich dem neuen Dogma anpassen würden. Die deutschen Bischöfe, die zur Minderheit gehört hatten, einigten sich darauf, nur gemeinsam weitere Schritte zu unternehmen. Jedoch erfuhren die Bischöfe Druck sowohl aus Rom als auch von der Basis: Nuntius Pier Francesco Meglia in München verweigerte Dispensen beispielsweise bei Ehehindernissen, von der ultramontanen Presse wurden die Abweichler als Ketzer dargestellt.
Die Bischöfe unterwarfen sich, zuletzt Hefele, der sein Nachgeben als «sacrificium intellectus», also als Opfer des Verstandes bezeichnete. Auch die französischen Bischöfe gaben bis zum Sommer 1871 nach, was Félix-Antoine Dupanloup, Henri-Louis Charles Maret sowie Georges Darboy, dem Erzbischof von Paris, am schwersten fiel. Aus den Habsburger Monarchien taten sich Friedrich Johann Joseph Fürst zu Schwarzenberg in Prag und Josip Juraj Strossmayer in Đakovo schwer mit dem neuen Dogma. Nachdem Strossmayer im Herbst 1870 offiziell protestieren wollte und feststellte, dass es keine Minderheit mehr gab, resignierte er und veröffentlichte am 11. Januar 1871 die Konzilsdekrete ohne weiteren Kommentar. Das Dogma veröffentlichte er erst im Januar 1873, erkannte es aber persönlich nicht an. Seine formelle Unterwerfung war im Jahr 1881 vollendet, als er unter dem neuen Papst Leo XIII. einen entsprechenden Hirtenbrief veröffentlichte. In den übrigen Ländern hatten die Bischöfe keine Probleme mit dem Dogma.
Die Theologen widersetzten sich nur dort, wo die Theologie als Wissenschaft an den Universitäten betrieben wurde. Lehrer an Priesterseminaren und Kollegien waren von ihren Bischöfen und letztlich vom Papst abhängig und konnten sich keine Kritik erlauben. Das neue Dogma wurde besonders an den deutschen Katholisch-Theologischen Fakultäten abgelehnt. Von Daniel Bonifaz von Haneberg, dem Abt des Benediktinerklosters Sankt Bonifaz in München und späteren Bischof von Speyer stammt die Frage, die vielen seiner Kollegen aus der Seele sprach: «Ist es möglich, bis zum 18. Juli etwas für unwahr und von da an für wahr zu halten?»
Im Gegensatz zu den Bischöfen war ein Großteil der Theologieprofessoren nicht bereit, dem Dogma nachzugeben. Vor allem in Bonn, München und Breslau schlossen sich viele Ordinarien zum Protest zusammen. Johann Evangelist Kuhn, der Senior der Fakultät in Tübingen sowie Hefele – inzwischen Bischof – verboten den Tübinger Professoren erfolgreich, sich zum Dogma zu äußern. Solange die Tübinger Professoren sich nicht äußerten und das Dogma somit auch nicht leugneten, konnten die Ultramontanen nicht dagegen vorgehen. Die streng kirchliche Presse machte sich daraufhin über das abgeschiedene Tübingen lustig, zu dem die frohe Nachricht über das Dogma anscheinend noch nicht vorgedrungen sei.
Nach dem Nachgeben der Bischöfe stand kein kirchlicher Würdenträger mehr hinter dem sich formierenden Widerstand von Theologieprofessoren, gebildeten katholischen Laien und Intellektuellen. Da jeder Katholik, der das Dogma ablehnte und nicht zum Widerruf bereit war, von Exkommunikation bedroht war, fragten sich die kritischen Gläubigen, wie sie ihren Glauben leben sollten. Der Übertritt zu einer evangelischen Landeskirche kam dabei nicht in Betracht. Sie wollten althergebracht katholisch bleiben, weil sie die neue katholische Kirche, wie sie auf dem Erste Vatikanischen Konzil entstanden war, ablehnten. Diese Gruppe von Katholiken wurde dann «Altkatholiken» genannt.
Im September 1871 trafen sich etwa 300 Delegierte aus Deutschland, Österreich und der Schweiz in München und besprachen ihr weiteres Vorgehen. Trotz heftigem Widerstand von Kirchenhistoriker Ignaz von Döllinger, der eine Kirchenspaltung verhindern wollte, beschloss man den Aufbau einer Art Notkirchengemeinschaft. Joseph Hubert Reinkens wurde am 14. Juni 1873 erster altkatholischer Bischof; er wurde von einem Bischof der Utrechter Jansenisten-Kirche geweiht. Dies stellte auch nach römischem Verständnis eine apostolische Sukzession sicher, so dass die altkatholische Weihe bis heute ihre Gültigkeit bewahrt haben. Mit Ausnahme Englands gab es in Frankreich und den anderen europäischen Ländern keine Akzeptanzprobleme für das Unfehlbarkeitsdogma.
Zwei Jahre nach dem Ende des Konzils war zwar der Kirchenstaat besetzt und somit die weltliche Macht von Pius IX. beendet, die religiöse dafür uneingeschränkt. Vielleicht tröstete ihn, wie Hubert Wolf mutmaßt, das Nachgeben fast aller Bischöfe (bis auf den Kroaten Strossmayer) über den Verlust des Kirchenstaates hinweg. Das Otto von Bismarck den Jurisdiktionsprimat und das Unfehlbarkeitsdogma zum Anlass für den Kulturkampf nahm, störte Pius IX. nicht wirklich. Sowohl ein guter Katholik als auch ein guter Bürger eines liberalen Nationalstaats zu sein, sah Pius IX. als nicht möglich an. Möglicherweise erklärt sein angeschlagener Gesundheitszustand sein begrenztes Engagement. Der besonders heftige Konflikt um das Unfehlbarkeitsdogma in Deutschland fand erst im Jahr 1878 ein Ende, als Pius’ Nachfolger Leo XIII. Papst wurde und Bismarck sich für die Sozialistengesetze den Rücken freihalten wollte. Kulturkämpfe zwischen Staat und Kirche gab es praktisch in fast ganz Europa. Zahlreiche Regierungen sahen das Unfehlbarkeitsdogma als Beleg, dass der Katholizismus und ein moderner pluralistischer Staat nicht zusammenpassten. Die entsprechenden Auseinandersetzungen wurden auf verschiedenen Ebene geführt und sind ein Charakteristikum des 19. Jahrhunderts.

### Ende des Kirchenstaates
Auch kam es nicht mehr zur Versöhnung zwischen Pius IX. mit dem neuen Königreich Italien. Pius IX. lehnte alle Angebote seitens des Königs und der Regierung zu einer Kompensation für den Kirchenstaat ebenso wie das Garantiegesetz vom 21. März 1871, das ihm geistliche Souveränität und eine jährliche Garantiezahlung von 3,225 Millionen Lire garantiert sowie seine Person für unverletzlich erklärt hätte, ab. Stattdessen wurden König Vittorio Emanuele und alle Anhänger des italienischen Nationalstaats als Feinde der Kirche exkommuniziert. Der Urbi-et-Orbi-Segen an hohen Feiertagen wurde nicht mehr nach außen von der äußeren Loggia der Petersbasilika, sondern nach innen vom Balkon aus gespendet.
Der Vatikan sowie der Lateran und die päpstliche Sommerresidenz Castel Gandolfo blieben weiterhin unter der (bis 1929 vom italienischen Staat nur faktisch geduldeten) Oberhoheit des Papsttums, das seit 1929 die staatliche Souveränität innehat. Sein Protest gegen den italienischen Nationalstaat gipfelte in der Enzyklika Ubi nos vom 15. Mai 1871 (vgl. auch Römische Frage, Lateranverträge).

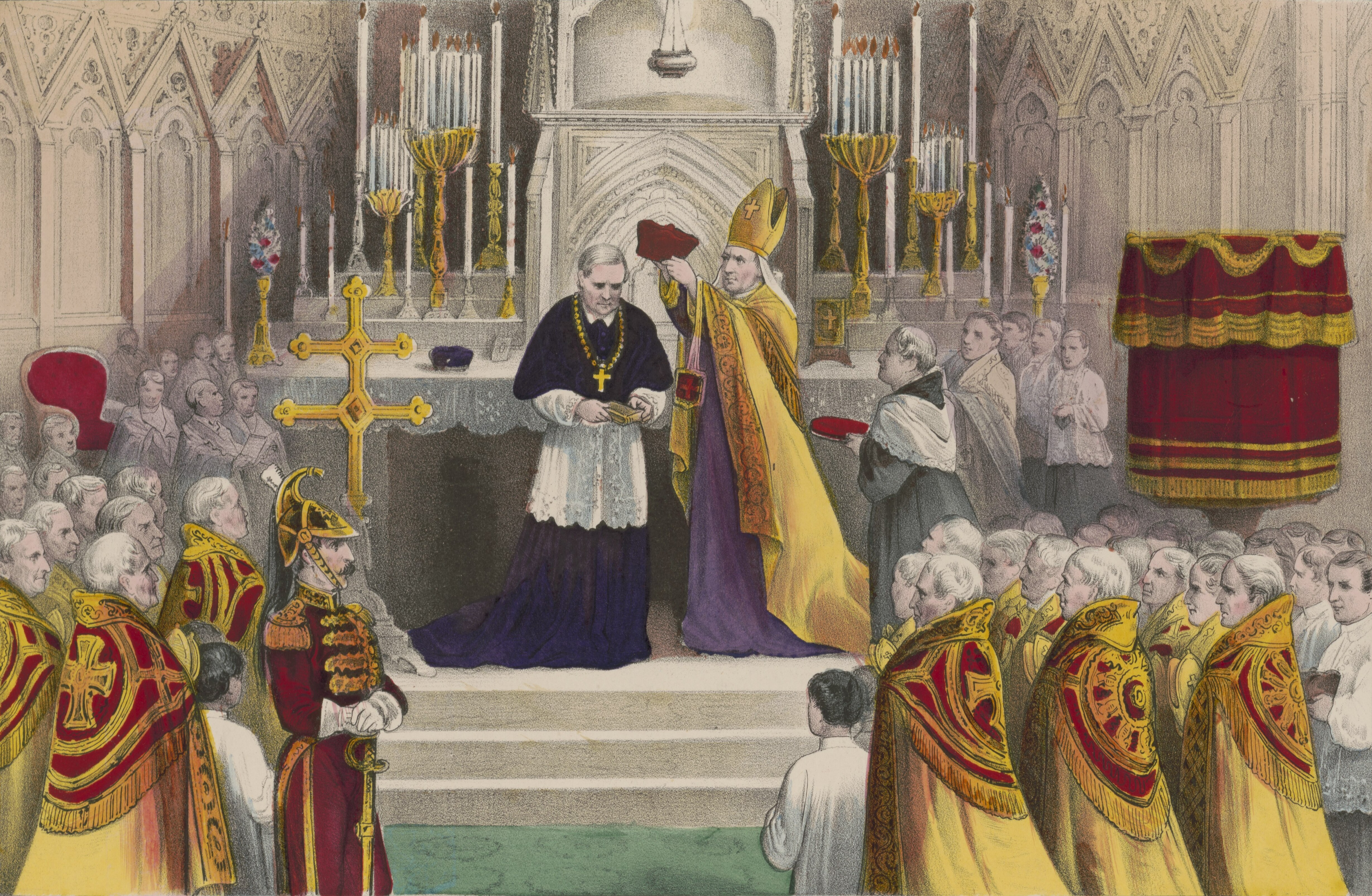
Der Päpstliche Legat kreiert im Namen Pius’ IX. Erzbischof John McCloskey zum ersten amerikanischen Kardinal, Lithografie von 1875

Nach der Auflösung des Kirchenstaates änderte sich durch neue Kardinalskreierungen Pius’ IX. auch die Zusammensetzung des Kardinalskollegiums. Unter den neuen Kardinälen stammten weniger aus den kleinen Städten des früheren Kirchenstaates, hingegen wurde mit dem Erzbischof von New York John McCloskey 1875 erstmals ein Nicht-Europäer Kardinal. Pius IX. pflegte zudem enge Verbindungen zum Episkopat Lateinamerikas, das er in diesem Austausch regelmäßig zu strengem Gehorsam gegenüber Rom aufforderte und das ohne die Unterstützung des Papstes handlungsunfähig gewesen wäre.
Es gab von 1870 bis zu seinem Tod im Jahr 1878 trotz Anfeindungen und Isolation keine großen Ereignisse mehr, die den Alltag von Pius IX. gestört hätten. So setzte er seinen Alltag zwischen dem Aufstehen gegen 4:30 Uhr bis zur Bettruhe um 22:00 Uhr ganz normal fort.

### Neustrukturierung desCorpus Iuris Canonici
Während Pius IX. die päpstliche weltliche Herrschaft verlor, erfand er die geistliche Herrschaft neu. Die katholische Dogmatik zentrierte sich immer um die Ekklesiologie, die Lehre von der Kirche, in dem Sinne, dass die katholische Glaubenslehre nun weniger auf der Gotteslehre oder der Christologie, sondern mehr auf dem Glauben an die eine heilige und apostolische Kirche basierte. Als eine Folge davon wurde das Corpus Iuris Canonici, die Sammlung kirchenrechtlicher Regelungen, erstmals vereinheitlicht und kodifiziert. Mit dem 1917 erschienenen Codex Iuris Canonici wurde die katholische Kirche im Sinne des Konzils und von Pius IX. rechtlich umgestaltet. Die Initiative von Pius IX., das Kirchenrecht neu zu fassen, stammt noch aus der Zeit vor dem Konzil mit der Bulle Apostolicae sedis moderationi vom 12. Oktober 1869, in der Pius IX. die Kardinäle mit der Erarbeitung einer neuen Verfassung für die Kirche beauftragte. Die Beschlüsse vom 18. Juli 1870 hatten nämlich auch eine rechtliche Komponente:

„Wenn also jemand sagt, der römische Bischof bekleide nur ein Aufsichts- oder Leitungsamt, habe aber nicht die volle und höchste Jurisdiktionsgewalt über die universale Kirche, und zwar nicht nur in Fragen des Glaubens und der Sitten, sondern auch in Disziplinar- und Leitungsfragen der über die ganze Erde ausgebreiteten Kirche; oder er habe nur den gewichtigeren Teil, nicht aber die gesamte Fülle dieser höchsten Gewalt; oder diese seine Gewalt sei keine ordentliche und unmittelbare oder erstrecke sich nicht auf alle und jede einzelne Kirche oder auf alle und jeden einzelnen Hirten und Gläubigen, der sei verflucht.“

Damit wurde die Macht des Papstes unüberbietbar, letztverbindlich und allumfassend bis hin zum letzten Gläubigen. Er ist alleiniger Gesetzgeber und oberster Richter in einer Person, was sich zum Beispiel bemerkbar machte, wenn ein Katholik und auch ein Bischof, der unzufrieden mit dem Papst war, diesen beim Papst anzeigen musste. Der Codex Iuris Canonicis erweckt wie das Unfehlbarkeitsdogma den Anschein, in einer langen kirchlichen Tradition zu stehen, bedeutete aber einen kompletten Systemwechsel für das Kirchenrecht. Denn vor 1917 dominierte in der kirchlichen Rechtsprechung ein dynamisches Fallrecht, das für das Seelenheil der Gläubigen jeder noch so komplexen Einzelsituation gerecht werden wollte. Bei der pastoral definierten Rechtsprechung und Kirchenrechtswissenschaft war viel Interpretationsspielraum im Spiel. Daher waren die Richter auf Einzelfallentscheidungen, die jeweils sehr unterschiedlich ausfallen konnten. Die wichtigste Gesetzessammlung war hierbei das Corpus Iuris Canonici, wobei jedoch nie vollständig klar war, welches Material dazugehörte. Trotz dieser Rechtsunsicherheit und Abhängigkeit vom Wohlwollen des Richters, machte es im Einzelfall angemessene Lösungen möglich. Nach dem Ersten Vatikanischen Konzil gab es nur den Codex Iuris Canonici seine authentische Auslegung durch den obersten Gesetzgeber die maßgebenden Quellen; vor 1917 waren dies neben Naturrecht, der Heiligen Schrift und der Tradition der Kirche die Ökumenischen Konzilien, die Päpste und die kurialen Behörden, das Gewohnheitsrecht und schließlich die Bischöfe und die Partikularsynoden.
Ein wichtiger Versuch der Sammlung kirchlicher Rechtsquellen war das Decretum Gratiani des Kirchenrechtlers Gratian im 12. Jahrhundert, der versuchte, die sich oft widersprechenden Quellen in Einklang zu bringen, was ihm jedoch nur bedingt gelang. Der Interpretationsspielraum wurde noch größer, als die sogenannten Dekretisten das Decretum Gratiani durch sich oft widersprechende Kommentare ergänzten und weitere Rechtssetzungen der Päpste hinzukamen, die wiederum kommentiert wurden und schließlich die Beschlüsse der Konzilien, vor allem des Konzils von Trient, hinzukamen.
Diese Freiheiten in der Interpretation gibt es in der zentralistischen römischen Kirche nicht mehr, was schließlich auf Pius IX. zurückzuführen ist. Sein zentralistisch-papales Kirchenbild wurde auch im Codex Iuris Canonici von 1983 übernommen, trotz der durch das Zweite Vatikanische Konzil vorgenommenen Umschreibung der Kirche als Gemeinschaft und wanderndes Gottesvolk.

### Letzte Jahre
Pius IX. ließ ab 1850 das Judenghetto in Rom ausbauen und setzte den Talmud auf die Liste verbotener Bücher.
Im Dezember 1868 ließ er mehrere Spione hinrichten. Es war dies der letztmalige Vollzug der Todesstrafe im Vatikan. Sein langjähriger Scharfrichter war Giovanni Battista Bugatti.
In seinen letzten Lebensjahren war bei Pius IX. eine gewisse Resignation eingetreten. So schrieb er in seiner Allokution vom 17. Juni 1871 aus Anlass des 25-jährigen Jubiläums seiner Papstwahl, dass er aufgrund nachlassender Kräfte und seines fortschreitenden Alters das Papstamt nicht mit der gewohnten Energie werde weiterführen können. Seit 1868 litt er unter einer Gesichtsrose, ein Tumor verursachte starke Beschwerden am Bein und starke Schmerzen. Pius IX. benutzte zunächst zwei Krücken zum Laufen, brauchte dann aber einen Rollstuhl. Neben dem Tumor litt Pius IX. noch an einer Reihe von eiternden Geschwüren an den Armen, die aber erst nach seinem Tod entdeckt wurden.
Bei Themen wie der Entfremdung von Kirche und Staat in Deutschland, Österreich und der Schweiz und dem Kampf gegen die Freimaurer in Europa und Brasilien war Pius IX. machtlos. Zu aktuellen politischen und gesellschaftlichen Entwicklungen wie der Industrialisierung und der «Sozialen Frage» hatte Pius IX. keinen Bezug; zu letzterer sollte sich erst sein Nachfolger Leo XIII. mit Rerum Novarum, der ersten Sozialenzyklika überhaupt, äußern.
Pius IX.' goldenes Bischofsjubiläum am 3. Juni 1877 löste einen Ansturm von Bischöfen, Priestern und Gläubigen aus, die in Pilgerzügen aus ganz Italien, Deutschland, Frankreich und dem übrigen Europa, aber auch aus den USA, Kanada und Südamerika nach Rom kamen. Gleichzeitig wurden überall Wetten abgeschlossen, ob Pius IX., der sich wie einst Petrus als Gefangener der staatlichen Ketten fühlte, Petrus nicht nur in Bezug auf die Jurisdiktionsvollmacht und Unfehlbarkeit, sondern auch in Bezug auf die Anzahl der Regierungsjahre übertreffen würde.

### Tod

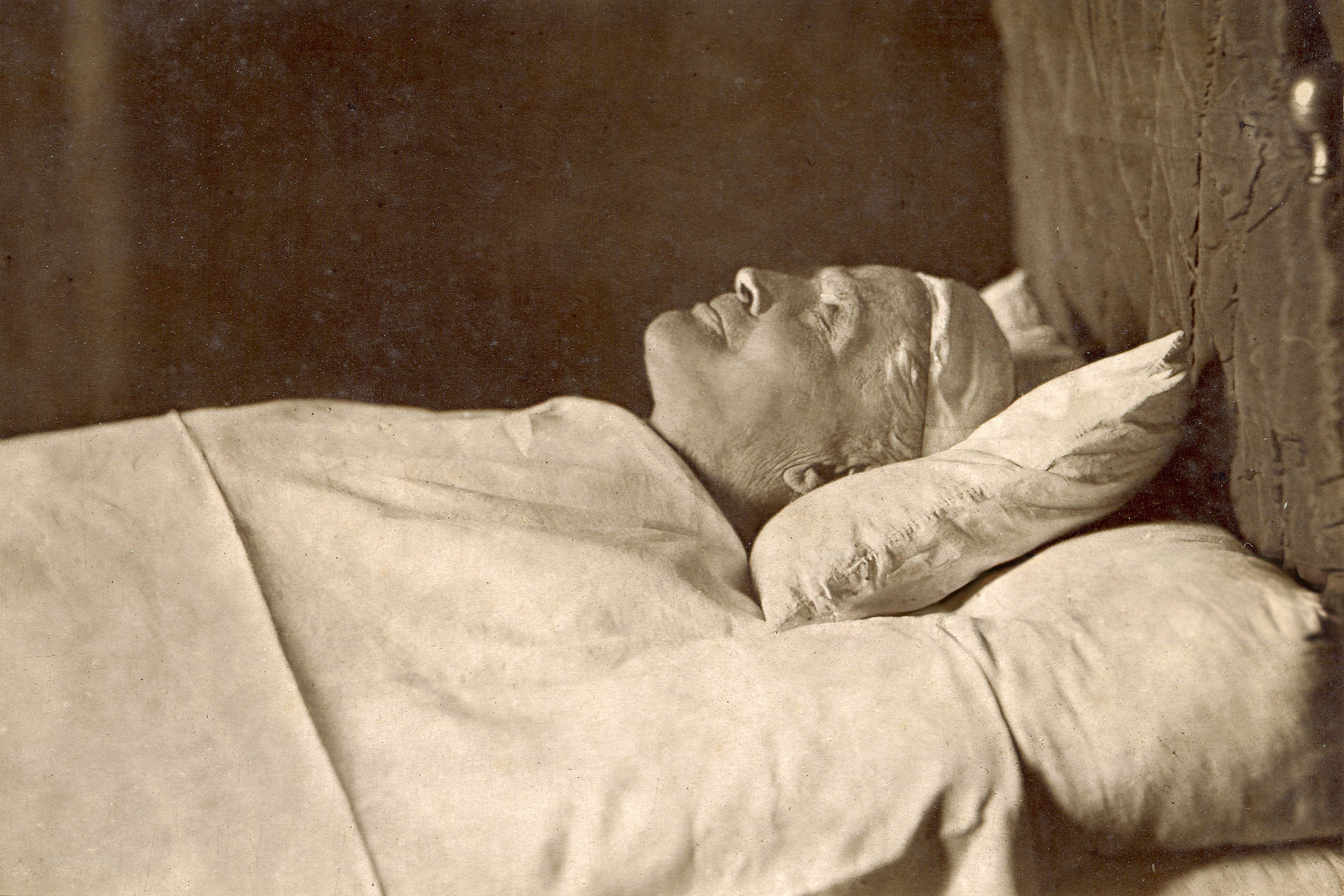
Fotografie seines Leichnams (8. Februar 1878)

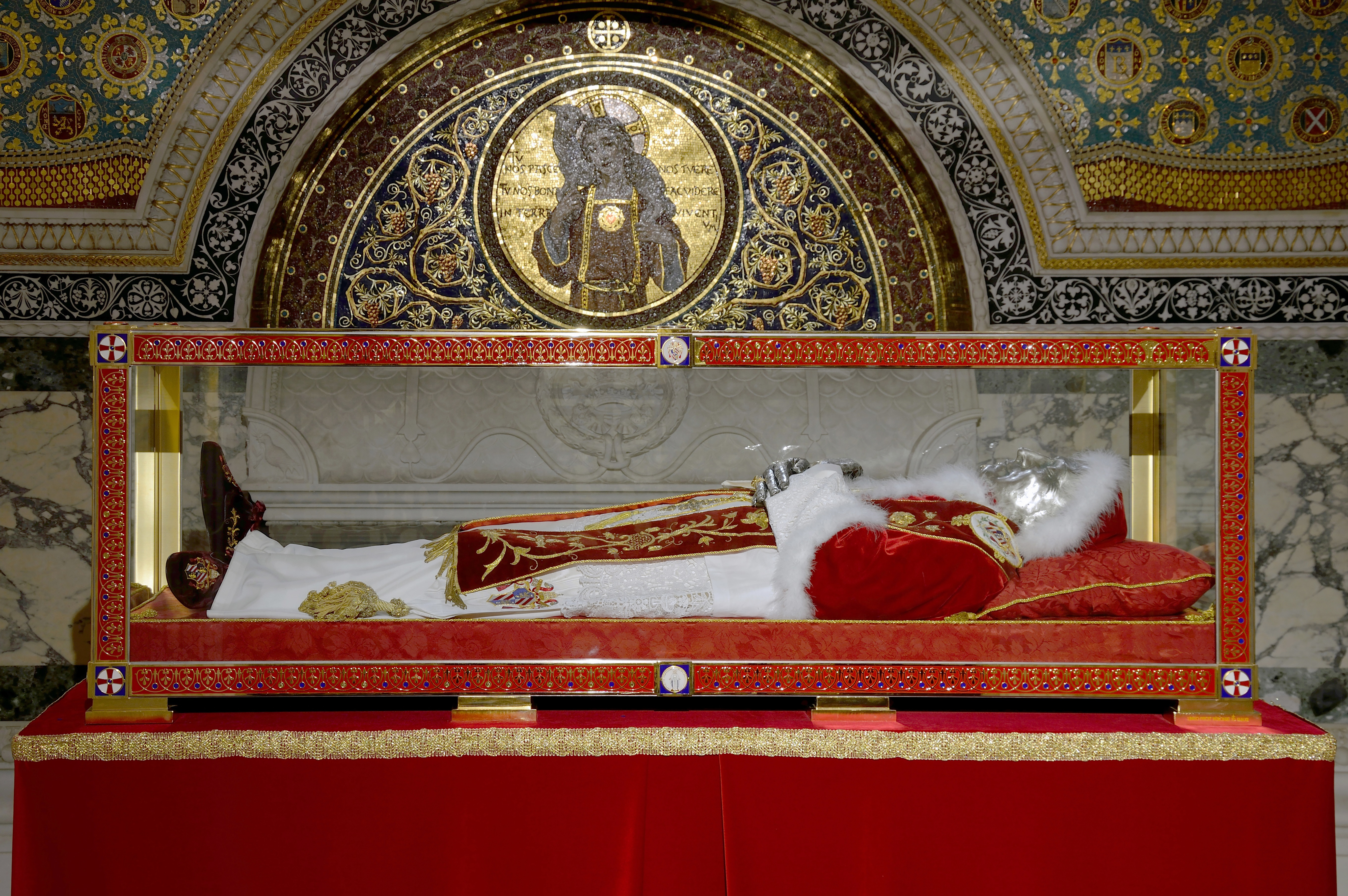
Pius IX. im Sarg

Auch wenn Pius IX. dies am Ende nicht ganz schaffen sollte, konnte er einen Sieg verbuchen, als am 9. Januar 1878 sein großer Widersacher Vittorio Emmanuele starb und im Pantheon beigesetzt wurde. Pius IX. legte noch Protest ein, als Vittorio Emmanueles Königstitel an dessen Sohn Umberto überging. Jedoch zog sich Pius IX. eine schwere Erkältung zu, aus der sich eine Bronchitis mit hohem Fieber entwickelte. Kurze Zeit darauf starb Pius IX. am 7. Februar 1878.
Auch wenn sein Sterben und sein Tod dem für Päpste üblichen Zeremoniell folgten, gab es doch einen Unterschied zu früher: Der Tod von Pius IX. war der erste öffentliche Tod eines Papstes in der Kirchengeschichte. Die Gläubigen konnten den Tod von Pius IX. quasi live miterleben, die Reporter den Kardinälen bei ihren Ritualen quasi über die Schulter schauen und ihre Berichte per Telegraf aktuell verbreiten. Auch ist Pius IX. der erste Papst, der auf dem Totenbett fotografiert wurde. Der römische Korrespondent der Frankfurter Zeitung beschrieb die Ritualisierung und Medialisierung des Todes von Pius IX. wie folgt:

„Hat jedes frei atmende Menschenkind das unveräußerliche Recht, zu sterben, wie es will und kann, so ist der Mann auf dem Stuhle Petri, der ‹Knecht der Knechte Gottes›, in dieser Hinsicht in der Tat sklavischen Vorschriften unterworfen. Der Papst kann nicht sterben, wie er will; seine Scheidestunde ist an eine ganz besonders strenge Etikette gebunden.“

Seine Pontifikatsdauer von fast 32 Jahren ist bis heute die längste historisch nachgewiesene Amtszeit in der Geschichte des Papsttums. Bereits anlässlich des 25-jährigen Amtsjubiläums wurde für ihn oberhalb der Petrusfigur am nordöstlichen Vierungspfeiler im Petersdom eine Gedenktafel mit einem von zwei Engelsfiguren gehaltenen Porträt angebracht. Seit seiner Seligsprechung im Jahr 2000 durch Papst Johannes Paul II. befindet sich dort ein gläserner Reliquienschrein.
Vom 10. bis 13. Februar 1878 wurde der Leichnam von Pius IX. im Petersdom aufgebahrt, wo die Gläubigen Gelegenheit hatten, ihm durch einen Fusskuss ihre letzte Ehre zu erweisen. Am Nachmittag des 13. Februar wurde er unter Ausschluss der Öffentlichkeit in einem dreifachen Sarg aus Zypressenholz, Blei und Ulmenholz in einem Steinsarkophag beigesetzt. Dieser Steinsarkophag steht im Petersdom gegenüber dem Grabmal von Innozenz VIII.; in diesem Sarkophag waren schon einige Päpste vor der Fertigstellung ihres eigentlichen Grabmals «provisorisch» bestattet worden.
Am 13. Juli 1881 wurde der Leichnam unter Pius’ Nachfolger Leo XIII. Pius’ Wunsch entsprechend nach Sankt Laurentius vor den Mauern überführt, wo er nun beigesetzt ist. Auf die Beisetzung in der Kathedrale hatte er testamentarisch verzichtet. „Der von Pius IX. gewählte Ort für seine Grablege besitzt bei aller Unscheinbarkeit große und vielfältige Signifikanz: zuallererst war er durch die Sitte des frühen Christentums legitimiert und durch die Überlieferung der Grabstätten dreier Päpste des 5. Jahrhunderts geheiligt; dabei bot vor allem Sixtus III. eine ganze Reihe von Identifikationsmöglichkeiten.“ Jedoch, wenn man das Grab in seiner Ganzheit betrachte, ziele es darauf ab, eine Pilgerstätte zu werden, was keineswegs die Bescheiden- und Zurückgezogenheit ausdrücke, „sondern vielmehr Konsequenz der politischen Strategie Pius IX.“ ist, „der wegen des totalen Verlustes weltlicher Macht damit ein letztes Mal vollständig auf massenpsychologische Wirkung setzt.“
Obwohl die Umbettung mitten in der Nacht stattfand, verlief sie nicht ohne Aufsehen: Eine Volksmenge versammelte sich und skandierte: «Viva l'Italia! Morte al Papa! Morte ai Preti! Al fiume il Porco! Al Tevere la carogna!» («Es lebe Italien! Tod dem Papst! Tod den Priestern! In den Fluss mit dem Schwein! In den Tiber mit dem Kadaver!») Der Leichenwagen wurde mit Steinen beworfen, während Demonstranten versuchten, den Sarg in den Tiber zu werfen. Trotz allem bekam Pius IX. seinen letzten Willen erfüllt und wurde am 13. Juni in der Krypta von San Lorenzo bestattet.
Der Hass der Menge rührte daher, dass Pius IX. ein entschiedener Gegner einerseits der Moderne und andererseits der Einigung Italiens gewesen war und die Gründer des Königreichs Italien exkommuniziert hatte. Andererseits gab es auch Katholiken, die sich für eine Seligsprechung von Pius IX. aussprachen.

### Seligsprechungsverfahren
Diese Forderungen erreichten einen ersten Höhepunkt im Jahr 1892 zum hundertsten Geburtstag von Pius IX. und steigerten sich im Jahr 1904 zum fünfzigsten Jahrestag des Dogmas der Unbefleckten Empfängnis Mariens. Leo XIII. zögerte noch, was ein Seligsprechungsverfahren anging.
Dieses kam dann im Jahr 1907 unter Pius X. in Gang. Nach einem langwierigen Prüfungsprozess, bei dem auch der Charakter von Pius IX. beleuchtet wurde, wurde Pius IX. schließlich am 3. September 2000 von Johannes Paul II. seliggesprochen.

## Lehramt

Wappen Pius’ IX.

### Andere Veröffentlichungen

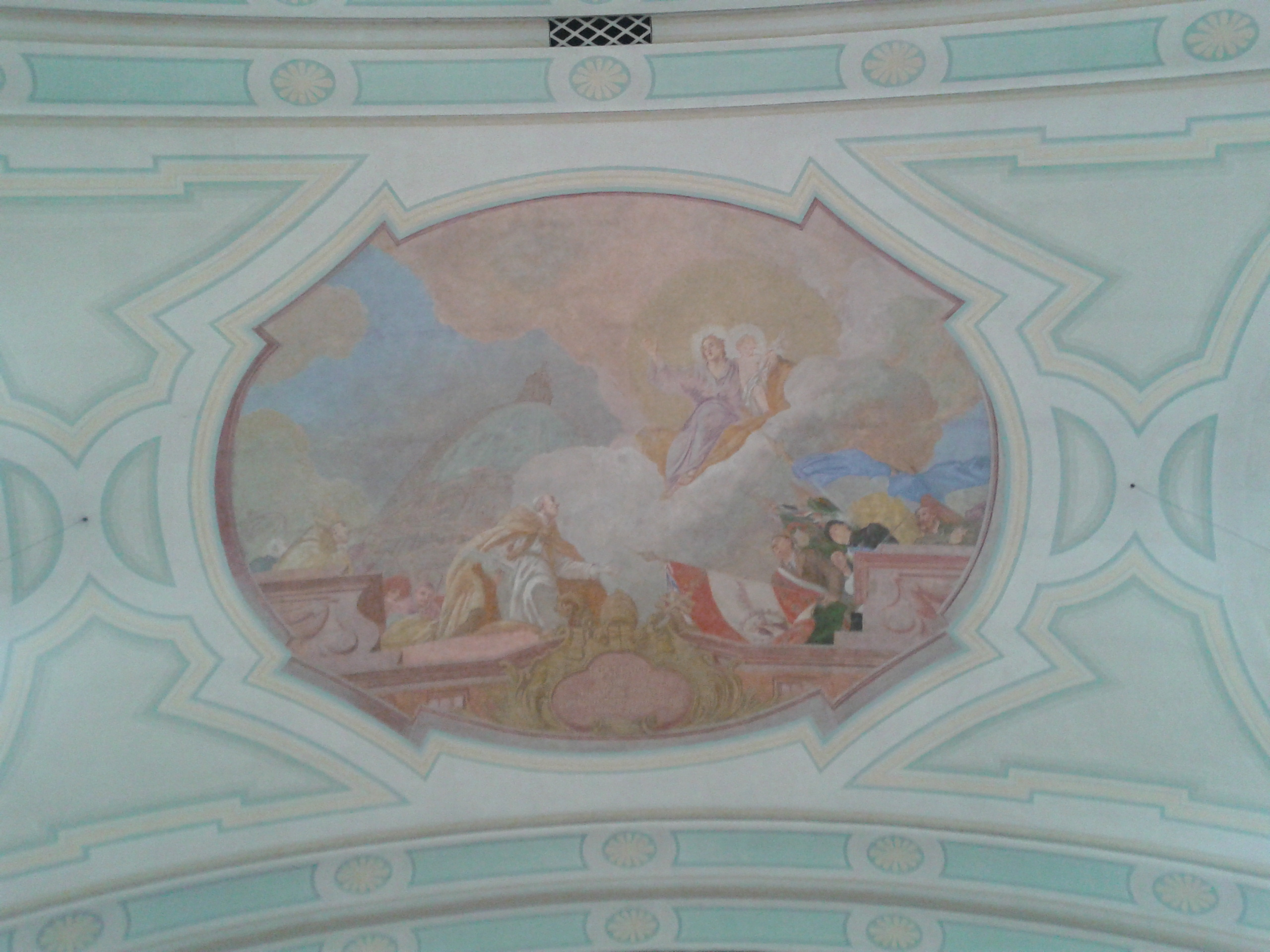
Deckengemälde in der Stadtpfarrkirche St. Josef, Reinhausen: Papst Pius IX. (der den hl. Josef zum Schutzpatron der katholischen Kirche erklärte) mit Fahnen der Regensburger Studenten- und anderer kirchlicher Vereine, dem „Arbeiterbischof“ Wilhelm Emmanuel von Ketteler von Mainz und dem Vorsitzenden der Zentrumspartei Ludwig Windthorst

1864 erschien die Enzyklika Quanta Cura mit dem Anhang Syllabus errorum. Mit der Enzyklika Cum sancta mater ecclesia rief der Papst im Jahr 1859 zum öffentlichen Gebet für den Frieden auf.

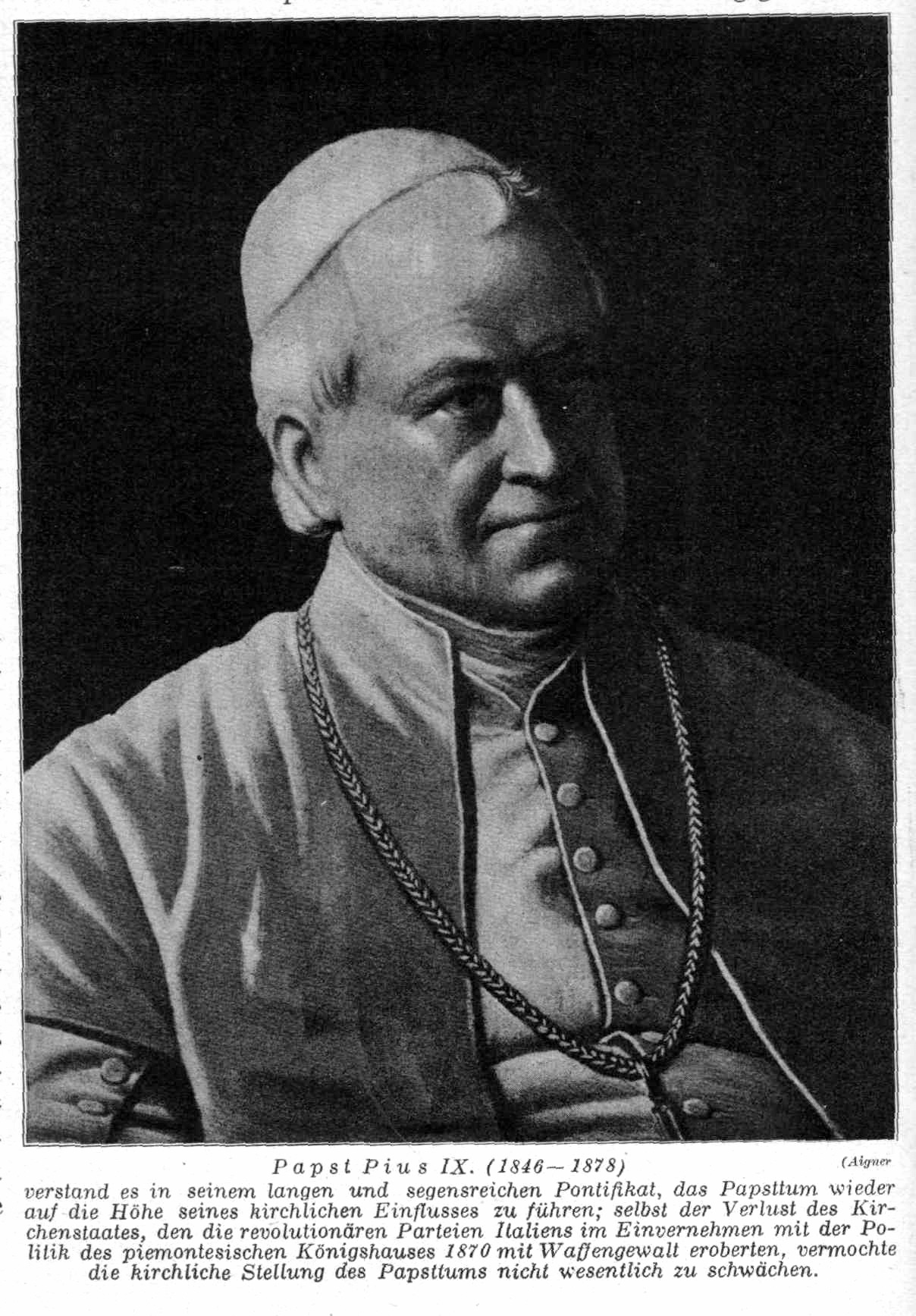
Porträt und historischer Abriss seines Pontifikats in einem Buch von 1933
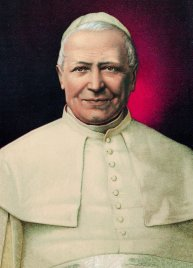
Porträt, um 1860
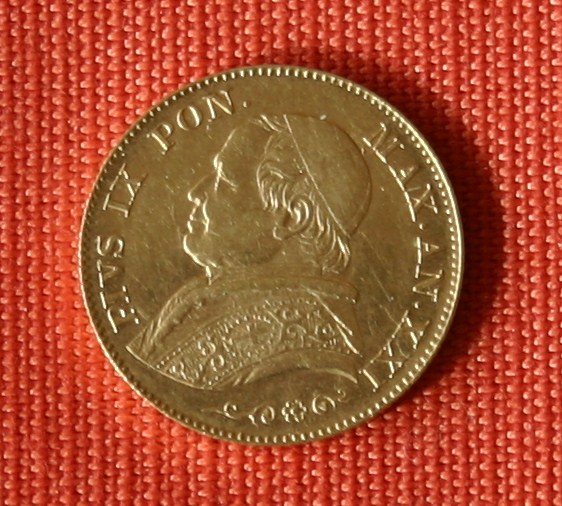
Goldmünze mit Konterfei Pius’ IX. von 1866
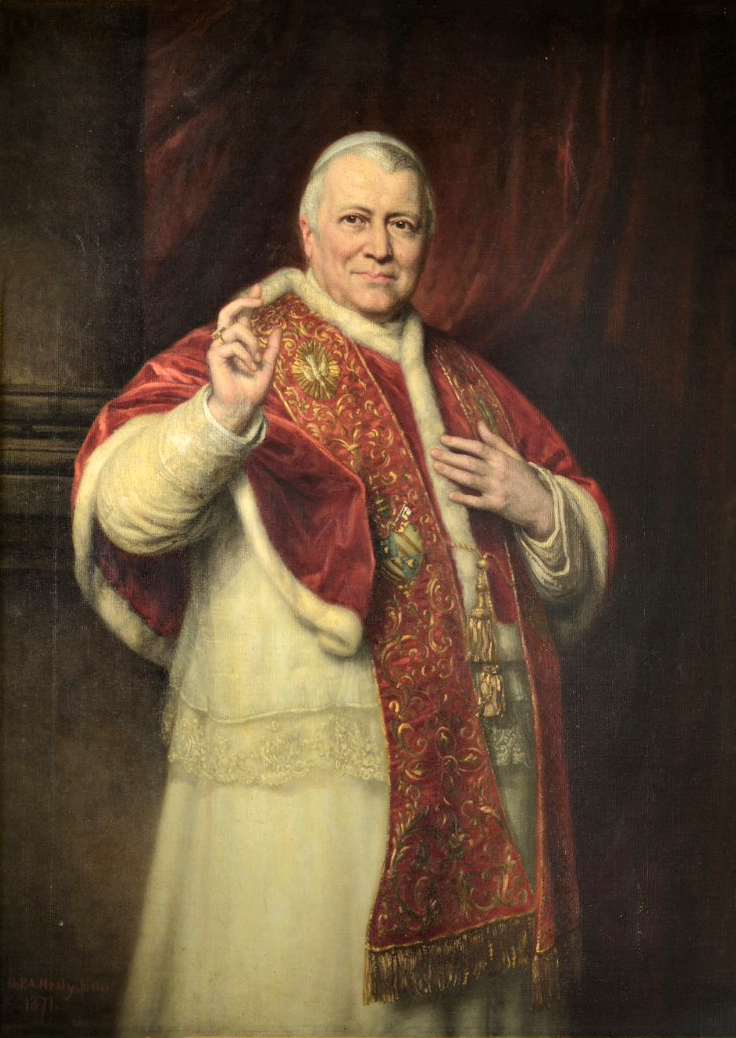
Porträt von George Peter Alexander Healy, 1871
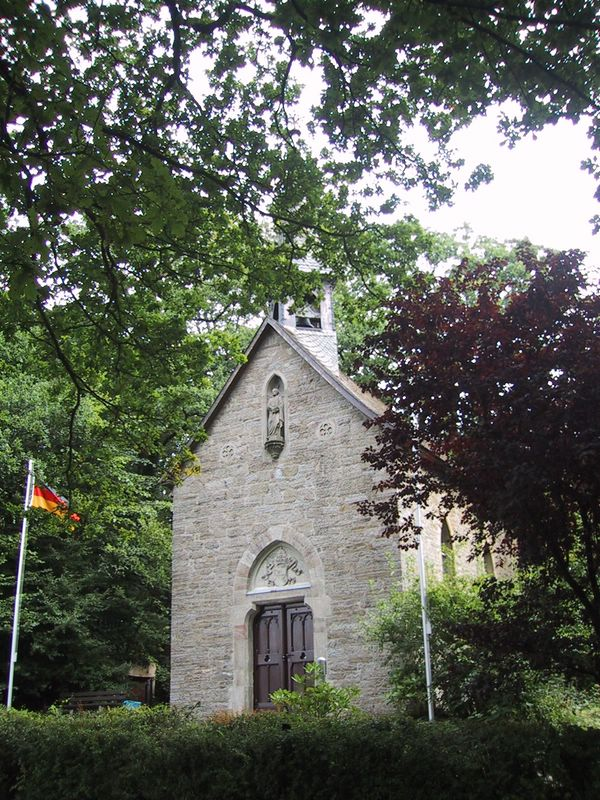
Die Pius IX. geweihte Kapelle in Balve

## Würdigung
Der Heiligsprechungsprozess wurde bereits 1907 eingeleitet, aber erst am 3. September 2000 wurde Pius IX. seliggesprochen, trotz zahlreicher Proteste von Evangelischen, Orthodoxen, Juden sowie katholischer Kirchenhistoriker. So wurde denn – auch wegen des inzwischen zwangsläufig geringeren Bekanntheitsgrades Pius’ IX. – seine Seligsprechung von den Gläubigen auf dem Petersplatz nicht so stark bejubelt wie die gleichzeitige Seligsprechung von Johannes XXIII. (Papst von 1958 bis 1963). Papst Johannes Paul II. hatte jedoch entschieden, die Konzilpäpste des I. Vatikanums und des II. Vatikanums zugleich zur Ehre der Altäre zu erheben, um die Kontinuität des Katholizismus zu betonen.
Pius IX. unterstützte Don Bosco bei der Gründung seiner Salesianer, weshalb man Pius IX. auch „Don Boscos Papst“ nennt.

## Literarische Rezeption
Alejo Carpentier erzählt im ersten Teil seines Romans Die Harfe und der Schatten von der Südamerikareise Ferrettis als Mitglied einer Delegation und von seinem Vorschlag als Papst, Christoph Kolumbus selig zu sprechen.